# Història de la Unió Esportiva Figueres
El 13 d'abril de 1919 es fundava la Unió Esportiva Figueres, arran de la unió de les societats esportives Sport Club Català (secció del Casino Menestral) i Joventud Sportiva i Artística (secció del Casino Sport Figuerenc). Bernard Palmer presidí la primera junta directiva del club.
El primer camp on jugà fou el de l'horta de l'Institut. El 1924 llogà el camp de l'antic velòdrom, el més gran de la província, i el 1931 es traslladà al camp municipal d'Esports, on jugà fins al 1950.
Durant els anys vint i trenta l'equip participà en el campionat regional, equivalent a la tercera categoria del Campionat de Catalunya.
Després de la Guerra Civil, ascendí per primer cop a Tercera divisió espanyola l'any 1943, encara que només hi romangué una temporada.
L'any 1950 passà a jugar al camp municipal del Far i en l'edició de 1955-56 aconseguí pujar de nou a Tercera, i aquesta vegada s'hi mantingué set temporades (1956-63). La temporada 1959-60 es proclamà campió de grup i disputà la promoció d'ascens a Segona divisió.
Després d'un altre període a Tercera (1965-70), l'equip alternà aquesta categoria amb la preferent territorial fins que en l'edició de 1982-83 ascendí a Segona Divisió B. Tres temporades més tard (1985-86), es proclamà campió i assolí la Segona divisió A per primer cop. Emili Bach n'ocupava la presidència i José Manuel Esnal Mané era l'entrenador d'un equip en què destacaven jugadors com Gratacòs, Pitu Duran o Paco Martínez.
Aquest èxit fou seguit de la inauguració de l'estadi municipal de Vilatenim —on continua jugant—, en un partit contra el Futbol Club Barcelona (25 d'agost de 1986).
Romangué set temporades a la categoria d'argent, i la seva millor classificació fou el tercer lloc la temporada 1991-92. Aleshores disputà la promoció d'ascens a Primera divisió en què perdé amb el Cadis. Aquell equip, l'entrenava Jorge d'Alessandro, i hi havia jugadors com Toni Jiménez, Gratacòs, Tito Vilanova, Tintín Márquez o Tab Ramos. La temporada següent el tècnic argentí deixà el club i també alguns dels jugadors clau. De resultes d'això es produí el descens a Segona B, on jugà fins a la temporada 2006-07.
Al juny del 2007, Enric Flix, president i màxim accionista de l'entitat, per raons econòmiques traslladà la seu a Castelldefels i en canvià el nom pel d'Unió Esportiva Miapuesta Figueres. Significava pràcticament la desaparició de vuitanta-vuit anys d'història i que Figueres es quedés sense futbol.
Aleshores, una agrupació de petits accionistes refundà el club amb el nom d'Unió Esportiva Figueres i aconseguí que Flix els cedís els drets d'antiguitat per poder conservar el 1919 com la data de fundació. L'equip, tanmateix, hagué de començar a Tercera territorial en la temporada 2007-08 i anà escalant categories fins que quedà campió de Primera catalana (2011-12) i tornà a Tercera divisió.

## L'aparició del futbol a Figueres
El futbol apareix a Figueres a principis del segle xx, introduït per uns quants joves figuerencs que estudiaven a Barcelona, els quals també s'iniciaren en altres esports moderns, com el law-tennis, l'equitació o la gimnàstica sueca, com assenyala la premsa d'aquella època, fet que demostra que es tractava d'unes activitats practicades inicialment per nois de famílies de bona posició.
Fins al 1904 no es va veure a Figueres la primera pilota reglamentària de futbol. Era de fabricació anglesa i fou portada de Suïssa per l'estudiant Josep Maria Giralt, fill d'una família benestant que tenia una botiga de teixits de cotó al carrer de Besalú, cantonada amb la pujada del Castell. Costava deu pessetes, quantitat equivalent a un jornal de paleta. El balon round, com l'anomenaven, va causar impressió per la seva dimensió i característiques especials. Altres dos joves figuerencs, Carles Viada i Cèsar Badosa, que estudiaven a Barcelona i havien practicat el futbol a l'escola, van unir-se a Giralt i animaren els seus amics estudiants de l'institut de batxillerat local a jugar al futbol. Eren els germans Juli i Ferran Sunyer, Salvador i Emili Jué, Carles Cusí, Quilià, Joaquim Cusí, Bertomeu Trulls, Martí Llogaia, Marià Llorens... Tots ells eren socis del Casino Sport Figuerenc, i per tant, fills de casa bona. Així, per exemple, Carles Cusí fou la persona més rica de Figueres; Joaquim Cusí, el propietari dels laboratoris El Norte d'España; Martí Llogaia, apoderat de la Banca Perxas, Dorca i Cia. Aquests nois aprofitaven els descans entre les classes per donar cops de peu a la pilota, al pati o a la plaça de l'Institut, molestant els altres estudiants i els vianants amb les seves corredisses.
La primera referència figuerenca que apareix a la premsa local de l'època sobre un partit de futbol es remunta a la setmana de Nadal del 1908 i explica que un grup d'estudiants, aprofitant les festes, varen jugar «amb gran animació a la plaça de braus unes partides de futbol organitzades per l'Associació de Joves.» Al cap de poc temps aquest joc fou copiat per l'altra mainada de la ciutat i es jugava al mig de qualsevol carrer. La premsa explica que «els carrers i places s'han convertit en un camp d'esports, sobretot el foot-ball, que és el que impera en els jocs de la mainada i algun grandassàs que s'hi barreja.»
Posteriorment, ja amb un joc més reglamentat, els estudiants van anar al camp dels Enginyers, al terme municipal de Vilafant, avui convertit en urbanització. Aquest camp era dit dels Enginyers perquè els militars del castell l'havien llogat i emprat força temps per fer-hi pràctiques amb trinxeres, fossats i fortificacions. Era propietat de la família benestant figuerenca Torras Botiñà. Al camp hi havia plantades oliveres que en diverses ocasions serviren d'amagatall per als nois futbolistes quan algun pare els anava a buscar enfadat perquè jugaven a aquell nou esport. La premsa deia que «els pares no volen que els fills juguin al futbol per por que s'esguerrin» i «com voleu que vagi bé una cosa que en lloc de fer-se amb el cap es fa amb els peus!». Altres opinions de la premsa eren que es tractava d'un joc bàrbar i massa bast.
Nous llocs de pràctica d'aquest futbol inicial, per a la resta de mainada, foren les places de la Peixateria (avui Gala-Dalí) i de les Patates, el Firal dels Burros, l'era d'en Deseia (actualment Jardí Enric Morera), el passeig Nou o algunes de les diverses eres de batre cereals que encara hi havia a la ciutat. Cada barri tenia un «terreny de joc». Fins i tot els militars tenien el seu a la plaça d'armes del castell. No hi havia pas senyalitzacions de cap tipus i les porteries eren dos munts de rocs. Allò primordial era aconseguir introduir la pilota a la porteria contrària, com fos i a cops de peu.

## Els primers equips
El primer equip figuerenc de futbol organitzat fou l'Sport Club Empordanès, l'any 1909, format al Casino Sport Figuerenc. Va ser-ne el primer president Ricard Imbert. L'historiador Eduard Rodeja, que va viure aquella època, diu que «en aparèixer l'afició al futbol fou fundat, com a filial, l'Sport Club Empordanès» i que jugava al velòdrom que hi havia el 1893, propietat d'aquest Casino i que fou el segon de Catalunya, al lloc on avui hi ha l'estació central d'autobusos. Al poc temps van traslladar-se a l'esmentat camp d'experiències del cos d'enginyers, on havien practicat inicialment els estudiants, ja que el terreny del velòdrom va quedar en desús el 1910. Aquest equip emprava calces blanques, samarreta vermella i mitges negres. Les sabates les confeccionava el sabater Rosa, al carrer de Girona, al preu de 12 pessetes el parell, i les pilotes ja es feien a Figueres, a casa del baster Josep Pujol, a la pujada del Castell, al preu de 8 pessetes.
El primer partit oficial de futbol va celebrar-se el dia 4 de maig de 1909. Hi hagué una preliminar entre dues seleccions locals, però el plat fort fou el matx entre el Girona Football Club i l'Sport Club Empordanès. L'Ajuntament va oferir un trofeu, i unes quantes senyoretes de la bona societat local es van comprometre a bordar onze llaços per als onze joves que formaven l'equip. El setmanari Empordà Federal escriu que «la partida fou guanyada per l'equip figuerenc (3-1). L'espectacle agrada poc i creiem que si no es barreja amb altres, el trobarà sempre llaunòs el nostre públic.» El partit fou presenciat per un centenar de persones. L'entrada a peu dret era gratuïta i les cadires costaven dos rals. La comissió de festes va concedir una subvenció de 800 pessetes, que no fou suficient, ja que al final hagué de ser de 5.000 per sufragar el dèficit total, perquè s'hi afegiren altres conceptes, cosa que portà aspres discòrdies dins de la corporació municipal. En aquell moment el president d'aquell club era Josep Bonaterra Gras i el secretari, Ricard Imbert, conegut com en Pipa. Bonaterra era un artista-pintor casat amb la filla de la botiga de robes de can Matas, del carrer de Besalú, i Imbert era fill d'un terrissaire de la Rambla i fou el primer àrbitre de futbol de la província, quan encara no s'havia publicat el reglament. La primera alineació futbolística a Figueres fou aquesta: Llogaia, Cusí, Llorens, Sáez, Quillà Badosa, Matas, Július Suñer, Cèsar Badosa, Josep M. Giralt, Viada i Rafael Jordà. El mes de juny es va tornar la visita a Girona, també amb victòria dels figuerencs i, segons la premsa de l'època, «amb un distingit públic» i amb un equip que tenia un gran «domini del joc que amb un bon entrenament els podrà donar moltes victòries.»
L'any 1910 es va crear una altra entitat futbolística, dita Club Figueres Sport o Football Figueres, que va demanar l'ús del camp dels Enginyers, cosa que va denegar l'Ajuntament perquè ja estava compromès. Estava nodrit per joves menestrals i obrers, tenia la seu social inicialment a la plaça del Sol, número 2 i després a la plaça de l'Ajuntament i va jugar a l'era d'en Deseia, pels voltants de l'actual Jardí Enric Morera. L'antiga torre de la guerra carlina, situada a l'actual graonada del carrer Balmes, els servia de vestidor. N'era president Josep M. Pagès i vicepresident el músic Simó Gratacós. El club no depenia de cap entitat, els jugadors vestien calces blanques i samarretes de color morat i blau, després canviat pel blaugrana, i van jugar alguns partits contra el Portbou, el Palamós i l'Olot. Al poc temps «anaven tan migrats de recursos que no podien pagar el lloguer del pis, els jugadors havien de traslladar i apuntalar les porteries i moltes vegades empraven samarretes de qualsevol color, no podien comprar sabates de reglament i les pilotes eren farcides de pedaços abans no les llençaven.» Va desaparèixer el 1913, absorbit per l'Sport Club Empordanès, quan aquest ja depenia del Casino Menestral Figuerenc. El 1911 la premsa local encara parla de dos partits jugats entre l'Sport Club Empordanès i el Club Figueres Sport, «cada equip al seu camp.» L'Sport Club Empordanès va guanyar per 8 a 3. El mateix 1910 els aficionats locals van veure actuar a Figueres, per primera vegada, el Futbol Club Barcelona (que acabava de proclamar-se campió d'Espanya) contra l'Sporting Club Nîmes, amb el resultat de 4 a 0 favorable als barcelonins, i arbitrat pel figuerenc Ricard Imbert. El Barcelona va venir amb les despeses pagades, viatge en ferrocarril en vagons de tercera classe i el dinar a la fonda Armendares, situada a la Pujada del Castell. L'entrada al camp dels Enginyers fou gratuïta, però hi havia una primera filera de cadires de pagament, a les quals no es va asseure gairebé ningú, només alguna senyoreta.

## Inicis futbolístics
L'any 1911 l'activitat de l'Sport Club Empordanès s'havia aigualit, motiu pel qual aquesta afició futbolística es va retirar del Casino Sport Figuerenc. Llavors els esportistes acudiren al Casino Menestral Figuerenc, que els va donar aixopluc i certa autonomia, i es va mantenir el mateix nom d'Sport Club Empordanès però amb la condició que figurés com a secció del Casino Menestral. Inicialment seguiren jugant al camp dels Enginyers, però aviat passaren al terreny de l'actual barri del Poble Nou, entre els carrers Balmes, Pirineus i Via Emporitana, molt proper a l'era d'en Deseia, totalment erm i orfe d'edificis. Van canviar de color de samarreta. Ara portaven pantalons blancs i samarreta morada, després convertida en blaugrana. D'aquesta temporada cal parlar del primer torneig provincial en el qual participà el club figuerenc. Va jugar-se el 4 de maig i fou un fracàs, ja que només s'hi van inscriure l'Sport Club Empordanès i el Palamós. El resultat fou de 5 a 1 i l'àrbitre va ser Ricard Imbert. Un altre esdeveniment d'aquest any fou el primer partit internacional jugat el dia 5 de maig entre l'Sport Club Empordanès i el United S. M., equip d'un vaixell anglès ancorat a Roses, en el qual perderen els figuerencs per 4 a 1. El 1914 també es va dissoldre l'Sport Club Empordanès del Casino Menestral.
La premsa, en fer el resum de la temporada 1913-14, opinava que hi havia una gran fredor del públic envers aquest esport i que la «classe rica, la que devia fer-ho, no sols no ha cooperat en res, sinó que més aviat l'ha criticat.» Malgrat aquest comentari, van néixer dos nous clubs: l'Sport Club Català, al mateix Casino Menestral, que jugava a l'era d'en Deseia, i l'Sport Club Figuerenc, adherit al Casino Sport Figuerenc, que novament disposava de club de futbol, amb el nom de Joventut Sportiva i Artística, i que jugava al camp del Poble Nou, encara erm i sense d'edificacions. Allò va durar uns cinc anys, durant els quals van aparèixer alguns altres clubs efímers com l'Atlètic Club Figueres, el 47 en línia format per soldats, el Casuals Football Club d'estudiants...
A principis del 1919 s'adonaren que no podien subsistir dos clubs separats (Sport Club Català i Joventut Sportiva i Artística) i el 13 d'abril els dos casinos decidiren fusionar-los donant lloc a la Unió Esportiva de Figueres. Dos factors foren decisius per a aquesta fusió: la impossibilitat de mantenir dos clubs en cas de federar-se, únic sistema per a participar en els campionats oficials, i la manca d'un camp amb dimensions reglamentàries. Ni l'era d'en Deseia ni el camp del Poble Nou reunien cap condició ni mida. Tampoc podien pensar en el camp dels Enginyers, que en aquells moments estava llogat a un particular i era ple d'herbes per a la pastura del bestiar i en tot cas caldria indemnitzar-lo. En aquell moment hi havia un terreny dins de la vila amb possibilitats de convertir-se en un camp de futbol reglamentari. Era l'horta de l'Institut, procedent de l'antic convent de franciscans (avui edifici i pati del col·legi públic Sant Pau), que en desamortitzar-se al segle passat va passar a mans de l'Ajuntament. Els dos clubs figuerencs havien demanat el seu ús. Primer fou el club del Casino Menestral Figuerenc i després el del Casino Sport Figuerenc amb la finalitat de fer-hi, a més de futbol, exercicis, jocs atlètics, curses... L'Ajuntament els autoritzà sempre que es posessin d'acord en les hores i dies que volien jugar cadascú i a compensar les despeses que el primer havia fet per a l'arranjament del terreny. Al mateix temps, l'Ajuntament proposà la fusió dels dos clubs, considerant que aniria molt millor al camp que no pas utilitzar-lo per separat. D'aquí va venir el nom de «unió», és a dir, fusió.

## 1919-20: 1a temporada, subcampió provincial
El mes de setembre va ingressar a la Federació Catalana de Futbol Amateur i va participar en el campionat oficial de la Primera Categoria Provincial (Tercera Categoria del Campionat de Catalunya), integrat pel Figueres, l'Ateneu Deportiu Guíxols, l'Ateneu de Palafrugell i el Palamós. Aquest campionat es va jugar del 14 de desembre al 8 de febrer i fou guanyat pel Sant Feliu amb 11 punts, seguit del Figueres amb 7.
Anteriorment, l'1 de setembre, el Figueres va jugar un amistós al camp del mateix Sant Feliu i va perdre per 7 a 2. «Un fracàs, poca experiència en camp contrari», segons havia comentat la premsa. En el partit de retorn, a casa, el primer temps va acabar amb un 0-4 favorable al Sant Feliu, però a la segona part el Figueres s'imposà i aconseguí guanyar en marcar cinc gols.
També va jugar altres partits contra el Granollers, Portbou, UD Girona, Palafrugell i l'Escala, disputant-se una copa donada per l'Ajuntament que es va adjudicar el Figueres. El 14 de març de 1920 el club va iniciar els partits internacionals en desplaçar-se a Besiers, on va jugar un partits contra l'S. C. Biterrois, equip de gran renom i potència, campió del Llenguadoc. El resultat fou de 2-1 favorable als francesos. El 7 de juny va jugar un altre encontre internacional a Figueres contra el Red Star Club París, campió de la lliga francesa amb tres internacionals, amb el resultat de 5 a 2 favorable als forasters. Aquest dia la ciutat de Figueres va quedar curulla de gent per a veure el partit, com si fos la festa major. Igualment els dies 2 i 3 d'abril de 1920 hi hagué una gran expectació en jugar contra l'Espanyol, que va guanyar els dos partits pel mateix resultat de 3-1. En aquests dos partits va ploure i es van perdre 700 pessetes de taquilla. La premsa comentava que «la derrota fou deguda al nerviosisme d'alguns equipiers figuerencs i a no poder presentar l'equip complet.»
La temporada no es va pas considerar massa brillant i l'assemblea de socis va acordar reforçar la junta amb una comissió tècnica formada per Francesc Guillamet, Pere Teixidor Elies, Eduard Alegrí i Lluís Giralt. En total, aquesta primera temporada, el Figueres va jugar 32 partits oficials: 17 de guanyats, 4 d'empatats i 11 de perduts, amb 91 gols a favor i 66 en contra. Els màxims golejadors foren Botey i Pujol, amb setze gols cadascun. Els jugadors d'aquesta primera temporada foren: Oliveras, Capdevila, A. Novoa, Ballester, F. i E. Bartolí, Capell, Prats, Raurich, Pujol, Estrada, Roig, Enseñat, M. Basil, P. Labòria, Armendares, Suñer Pi, Botey, Torres, Suárez, Colls, Pons, Díez, Bourman, Sureda, Imbert, Fontanet i Esparragó. D'aquests jugadors, a més dels ja esmentats Novoa i Prats, cal esmentar Bruno Botey, que havia començat a jugar als tretze anys amb l'Sport Club Empordanès. Després va estar uns anys fora, ja que estudiava medicina a la Universitat de Barcelona, i un cop acabada la carrera fou nomenat metge de Campmany, però encara va jugar un breu període amb el Figueres.
També cal esmentar el primer cronista esportiu figuerenc, Pere Teixidor i Elies (1892-1981), que signava amb el pseudònim de Rodix i Xiet. Havia jugat a futbol amb l'Sport Club Empordanès, havia fet de referee i fou membre de la primera comissió tècnica del Figueres. Va ser cronista de La Veu de l'Empordà, La Comarca Deportiva, El Ampurdanés i La Galería i corresponsal dels barcelonins El Esport, La Jornada Deportiva i El Mundo Deportivo. Generalment, als primers temps, finalitzava les seves cròniques amb un «Hip, hip, hip, hurra!».

## 1920-21: Primera sortida interregional
L'afició anà creixent i en iniciar-se la segona temporada, 1920-21, el president del club, Bernard Palmer, va fer unes declaracions a La Veu de l'Empordà (25-9-1920) sobre la tasca feta: «A Figueres l'esport està despertant de la somnolència que ha sofert per espai de massa temps... fora del futbol, tots els altres esports estan ensopits... Figueres compta amb una societat de futbol, la Unió Esportiva, que amb un any que porta d'existència ha sabut conquerir un lloc ben envejable en el món dels deports, fins al punt de tenir actualment tres bons equips i un superior team infantil.»
La nova temporada va iniciar-se amb un torneig interclubs entre el Figueres, la UD Girona i l'Stadium de Barcelona, que era una selecció de jugadors de l'Espanyol. El va guanyar el Figueres per 6-1 i 5-2. Una novetat fou la Copa Unió Esportiva regalada per subscripció popular entre la joventut esportiva local, que es van disputar els equips de Tordera, Blanes, Olot, Iluro de Mataró, Palamós, Granollers, Portbou i UD Girona. També la va guanyar el Figueres, amb golejades de fins a 8 gols.
El torneig de Primera Categoria Provincial va enfrontar el Figueres amb el Palamós, l'Palafrugell i l'Guíxols. El va tornar a guanyar l'Guíxols.
La major expectació d'aquesta temporada fou la primera sortida interregional. El Figuerva marxar a jugar a València, contra el FC Espanya, campió de Llevant. Van enfrontar-se en dos partits, guanyant-ne un cada club pel mateix resultat: 2-1. El cas curiós l'explica el directiu i cronista Pere Teixidor, que en anar a pagar la factura de l'hotel es va trobar amb una despesa força alta per uns extres d'un jugador. A part del menjar normal, aquest jugador prenia quatre ous fregits en aixecar-se i alhora s'emportava un entrepà en anar al camp. Es tractava del defensa Umbert, el primer professional que va tenir el Figueres, ja que cobrava deu pessetes a la setmana, dos entrepans de pernil i un vas de vi ranci a la mitja part de cada partit.
Altres partits d'interès foren els dos internacionals Figueres-Biterrois (4-1 i 2-1), els dos Figueres-FC Barcelona, dit El reserva del terror (1-5 i 1-1) i els dos Figueres-Espanyol (2-2 i 4-2). En aquest últim partit el Figueres va reforçar-se amb Ricard Zamora, que va jugar de davanter centre. Van presenciar-lo 1.500 persones i cada entrada valia dues pessetes.
El Figueres va jugar 47 partits, amb 28 victòries, 10 empats i 9 derrotes. Aconseguí 138 gols a favor i en va rebre 76. Pere Colls va marcar 28 gols. L'equip era format per Raurich, Vila, Prats, Bartolí, Novoa, Planas, Sureda, Díez, Botey, Suárez, Colls, Martínez, Romans, Basil i Met Miravitlles, que només tenia catorze anys.

## 1921-22: Un rècord de 60 partits i subcampió provincial
En iniciar-se l'any va dimitir el president Palmer per un vot de censura dels socis a la seva tasca. Per al càrrec fou elegit Josep Bonaterra, un dels pares del futbol figuerenc i que només va romandre-hi un any. Aquell any el local social del club, que estava al Casino Sport Figuerenc, es va traslladar al Casino Menestral Figuerenc.
No es va començar la temporada amb gaire optimisme. Els primers resultats foren dolents (Figueres-Hostalric 1-3 i Figueres-Terrassa 2-3). En aquest segon partit la porteria local fou coberta per l'internacional Ricard Zamora. La resta de l'equip estava integrat inicialment pels mateixos jugadors de la temporada anterior, però després es van retirar del futbol Artur Novoa i Joan Romans i es produïren diverses baixes en haver-se incorporat al servei militar a l'Àfrica Bruno Botey, Planes, F. Bartolí i Suárez (aquest últim mort al combat del Barranco del Lobo). Es van integrar alguns valors del planter com Torres, Ismael, Felip, Suñer Pi.... En els següents partits l'equip va remuntar, i al final el campionat de Primera Categoria Provincial fou guanyat per la UD Girona, seguit del Figueres, empatat a punts amb l'Guíxols i el Blanes, i el Portbou.
De la temporada destaquen els dos interessants partits contra el francès Gallia Club Linellois, de Lunèl, amb bons resultats per al Figueres: 3-0 i 0-0. Els partits de tornada, el Figueres els va guanyar per 4-1 i 3-1. Igualment cal fer esment del Figueres-Hostalric, jugat a Girona, que s'hagué de suspendre al segon temps, ja que el camp era a la Devesa i va quedar inundat pel desbordament dels rius. També foren positius els partits interregionals contra l'Espanya de València, que va desplaçar-se a Figueres per tornar la visita de l'any anterior. El Figueres va guanyar per 8-1 i 5-0. Un altre esdeveniment foren els dos partits jugats contra el FC Barcelona, proclamat campió de Catalunya i d'Espanya, amb una sensacional victòria figuerenca de 4-2, encara que el segon partit es va perdre per 0-1. El Barcelona va venir sense el porter Zamora, que ja havia fitxat per l'Espanyol. La premsa comentava que «no sols tot Figueres va traslladar-se al camp de joc, sinó que de tots els pobles dels voltants de la capital de l'Empordà hi acudiren novells esportmens freturosos d'admirar els equips contendents. Una gernació immensa omplí els llocs destinats a populars i també les llotges estaven curulles d'integrants». En el Barcelona figurava el famós Samitier. Els barcelonins es passejaven per la ciutat com a autentiques vedettes, que eren l'admiració de la gent.
També es van disputar dos partits contra l'Espanyol amb el tanteig de 2-3 i 6-2. En aquest partit va debutar amb el Figueres l'alemany Emil Walter. Aquest jugador va venir a treballar a Figueres a la ferreteria d'en Costa Ferran, al carrer de Caamaño. El van invitar a participar en algun partit d'entrenament, van veure que tenia un xut fortíssim i el feren jugar de defensa al primer equip. Segons el directiu Josep Jou, «quan xutava, tremolava l'aire. En un partit va tirar una falta des de prop de la seva pròpia porteria, amb tanta potència que la pilota es va introduir a la porteria contrària. Arran d'aquest gol va guanyar molta fama i dos anys després el va fitxar el Barcelona, essent titular de l'equip blaugrana fins al 1933, quan s'hagué de retirar per una lesió que el va deixar coix la resta de la seva vida.»
La temporada 1921-22 és la més nombrosa de partits jugats: 60, amb 35 victòries, 7 empats i 18 derrotes. Es feren 173 gols a favor i n'hi van haver 110 en contra. El golejador va ser Colls, amb 43 gols.

## 1922-23: L'esquela mortuòria del Girona i 1r campionat provincial
La temporada següent, 1922-23, fou esplèndida, amb el cas insòlit que tota la temporada va jugar el mateix equip: Raurich, Walter, Humbert, Prats, Bañas, Botey, Miravitlles, Suñer Pi, Coll i Felip. Dirigia el club el nou president Josep Jou, procurador dels Tribunals, en dues ocasions alcalde de Figueres.
La temporada, que fou florida, no va poder començar millor: el primer partit, Banyoles-Figueres, va acabar amb el resultat favorable de 8-1. Però en el campionat el Figueres jugà contra els equips de Portbou, Palafrugell, Blanes, Guíxols i UD Girona. El Figueres anava frec a frec amb el Girona. En el desplaçament, el Figueres va perdre per 1-0, després que l'arbitre ordenés tirar dues vegades un penal contra el Figueres, que va parar Raurich. A l'últim partit estaven empatats i el Girona havia de venir al camp del Figueres. Els gironins van escampar unes esqueles mortuòries en les quals es deia que El Figueres ha fallecido, perquè donaven el partit per guanyat. Va venir molta gent de Girona en un tren especial per animar el seu equip. El camp va registrar una entrada de 5.000 persones i es feren 6.000 pessetes de guixeta. Fou la primera vegada que l'autoritat governativa va prendre mesures per prevenir l'ordre públic i va enviar a Figueres una dotació de la Guàrdia Civil que anava muntada a cavall. Fins llavors els encarregats de mantenir l'ordre eren els guàrdies municipals que actuaven, més que res, a cops de xiulet. El resultat d'aquest partit fou de Figueres 2 - UD Girona 0, amb la qual cosa el Figueres es proclamà campió de Segona Categoria provincial de la Tercera Categoria del campionat de Catalunya. Els aficionats figuerencs, veient aquella propaganda gironina, havien respost amb la publicació d'uns goigs en lloança dels que creien guanyar el campionat provincial de Girona de l'any de gràcia 1922-23 i una altra esquela en la qual el difunt era el Girona, esquela que s'havia gosat repartir fins i tot als cafès de Girona. Aquella nit va haver-hi sardanes a la Rambla i el senyor Carles Cusí va filmar una pel·lícula que després va projectar al cinema Sala Edison. La Unió jugà llavors el Campionat de Catalunya de Tercera Categoria, quedant eliminat a les semifinals per l'Iluro SC de Mataró.
Altres partits destacables d'aquesta temporada foren els jugats entre Figueres-U. S. Gatzarienne (5-1 i 5-1), Figueres-FC Barcelona (3-4 i 0-3), Espanya de València-Figueres (0-1 i 1-3), Figueres-Sète (5-1) i Figueres-Sabadell (0-1 i 4-3). En total es jugaren 55 partits: 32 victòries, 8 empats i 15 derrotes, amb 151 gols a favor i 81 en contra. Colls va marcar 35 gols.

## 1923-24: Dispersió dels jugadors
Les coses semblava que seguirien igual la temporada 1923-24. El club es va reforçar amb els jugadors procedents de l'Emporium Lagresa, Forgas i Puigdevall, amb el jugador argentí Elías, que es trobava a Figueres, i amb el castelloní Via. Però les coses no anaren bé del tot. Els primers resultats foren desfavorables: Figueres-Sabadell 1-3 i Farners-Figueres 2-1. «Perdre a Farners és perdre el campionat», sentenciava la premsa. En els següents partits el Figueres va guanyar la UD Girona (1-0) i el Farners (4-0). El Figueres va classificar-se en tercer lloc en una Primera Categoria provincial formada pel Figueres, UD Girona, Palafrugell, Guíxols, Portbou (equip vencedor) i Farners. La pèrdua del campionat va promoure una gran decepció entre els aficionats, encara que globalment no era pas tan dolent.
La gran campanya feta pel Figueres l'any anterior havia despertat l'atenció dels clubs barcelonins i abans d'acabar la temporada Walter va fitxar pel Barcelona, Colls per l'Espanyol i Forgas pel Badalona. A les baixes abans esmentades, cal afegir-hi la mort de Bañas i la retirada d'Elías, que va tornar a Amèrica, i de Botey, llicenciat en medicina.
També es van retirar per lesions Carreras i Noguer. Les seves baixes es van cobrir amb nous jugadors dels equips de l'Erato i dels estudiants. Es van jugar 53 partits, amb 30 victòries, 7 empats i 16 derrotes, i un total de 139 gols a favor i 77 en contra. Novament Colls fou el millor efectiu: 38 gols.

## 1924-25: Un nou camp
La temporada següent, 1924-25, les coses van començar amb optimisme. El Figueres va començar jugant contra el FC Barcelona amb el resultat de 4-5, i l'equip va oferir una bona impressió, encara que tot seguit les coses van canviar. Es va perdre a Palafrugell, a casa i a fora, per 6-1 i 4-1, amb el Sète per 5-0 i amb el Nimes per 6-2. La Junta Directiva va prendre l'acord de contractar com a entrenador l'exjugador internacional sevillista Ramón Encinas, el primer professional del club. La preparació consistia a donar entre vuitanta i cent voltes al camp, de les dotze a la una del migdia, aprofitant el descans de l'horari de treball dels jugadors. De caràcter internacional cal ressenyar els quatre partits jugats contra l'equip de l'esquadra anglesa que estava ancorada a Roses: 0-2, 2-3, 8-1 i 5-5.
El campionat el va jugar contra la UD Girona (0-2 i 6-1), el Palafrugell (0-3 i 2-4), el Farners (2-2 i 4-1), l'Olot (4-3 i 1-6), l'Sant Feliu (2-3 i 2-), el Bisbalenc (0-0 i 2-0) i l'Escala (7-1 i 2-0). El va guanyar la UD Girona.
Però el problema més greu es va produir en el mes de maig de 1925. L'Ajuntament els va denegar el permís per seguir jugant al camp de l'horta de l'Institut i l'entitat hagué de buscar un nou terreny. L'últim partit fou contra l'Olot, amb el resultat d'1 a 1. Es va llogar el camp de l'antic velòdrom, propietat de, emplaçat a la plaça de l'estació, amb un lloguer fort,de quatre mil pessetes l'any, que va costar molt de cobrir. Això va provocar una crisi de joc i d'economia que afectaria l'equip els anys següents. També va coincidir una temporada de pluges que va reduir el nombre d'espectadors. Va començar una davallada per al club. El primer partit al nou camp de l'antic velòdrom fou el 5 de maig de 1925 contra el Terrassa, i es va perdre per 2-3.
L'equip estava ara format per Bañolas, Espárrago, Ismael, Mas, Miravitlles, Humbert, Felip, Suñer, Forgas, Suárez, Balansa, Sunyer Pi, Mas,Trigo, Basil, Colls, Prats i Lagresa. En total es varen jugar aquest any 39 partits, amb 17 victòries, 4 empats, 18 derrotes, 121 gols a favor i 98 en contra. Forgas va marcar 43 gols.
A mitjan temporada, Miravitlles hagué d'exiliar-se a França per la seva militància republicana, durant la dictadura del general Primo de Rivera.

## 1925-26: Un any decebedor
El 10 de setembre de 1925 va començar la nova temporada. Es continuava a la Primera Categoria Provincial. El Figueres es va presentar a casa jugant un amistós contra l'Sant Feliu, amb el decebedor resultat de 0-7. Van seguir altres amistosos i va iniciar el campionat amb un Portbou-Figueres, amb un optimista 1 a 3, i un Figueres-Bisbalenc amb un 5 a 0. Però després va perdre a casa amb el Portbou, l'Olot i el Palafrugell (que acabaria guanyant el campionat). Els dos partits últims, davant el Canet, també van ser negatius. No es va jugar cap partit contra el FC Barcelona ni l'Espanyol. La premsa es preguntava: «Què succeirà a la temporada 1926-27?»
Es varen jugar un total de 23 partits i per primera vegada les derrotes, 12, superaven les victòries, 11. Igual va passar amb els gols: 54 a favor i 59 en contra. L'equip el formaven Giner, Prat, Bosch, Mas, Prats, Martí, Romans, Suñer, Felip, Balansa, Garcia Baguna, Nadal, Andrade, Albalat i P. Labòria, aquests dos últims procedents de l'Emporium. Felip va aconseguir 23 gols.

## 1926-27: Noves activitats
Davant la nova temporada 1926-27 se celebraren diverses reunions generals. La premsa va comentar que «després de buscar jugadors, la temporada es presentava pitjor que l'anterior. No es jugaren partits. Infinitat de vegades la pluja va fer malbé els partits concertats. Poc entusiasme. A pesar dels sacrificis del president del club Sr. Jou i d'altres companys, no hi havia manera d'encarrilar el futbol figuerenc.» El campionat va començar amb un Figueres-Olot (0-1), un UD Girona-Figueres (8-0), Figueres-UD Girona (0-5).... Després la cosa es va recuperar lleugerament. El campió fou el FC Palafrugell.
En total es jugaren 18 partits, amb 11 victòries, 1 empat i 6 derrotes, amb 58 gols a favor i 49 en contra; el conjunt estava compost de diversos jugadors de l'any anterior, amb noves incorporacions, com Sanmartí, Ibañez,Trigo, González, Carreras i Arater, aquests dos últims igualment de l'Emporium. Felip va marcar 12 gols.
L'any 1927 la Unió Esportiva Figueres va organitzar la volta a peu a Figueres. Es va celebrar el dia de Reis i l'ànima de la cursa fou el figuerenc Joan Pineda, que després seria massatgista del club durant una colla d'anys. A la cursa hi van participar les primeres figures atlètiques barcelonines, va ser guanyada per Tàpies i Pineda es classificà en quart lloc. Aquesta prova es va celebrar quatre anys seguits i va donar lloc a la creació d'una secció d'atletisme dins de l'entitat, que volia recuperar un esport que s'havia iniciat tímidament el 1918 amb unes proves atlètiques de caràcter internacional desenvolupades al camp de l'horta de l'institut i en les quals van participar diversos equips barcelonins.

## 1927-28: Una altra temporada feble
La temporada 1927-28 tampoc es va considerar bona. El aficionats estaven acostumats a més victòries i no els semblaven bé les derrotes que es van sofrir, especialment contra el Palafrugell (2-7). El Figueres va jugar 4 partits del campionat de la Primera Categoria Regional (7 victòries, 4 derrotes i 2 empats) i 8 de la Copa Provincial (4 victòries, 3 derrotes i 1 empat). La resta foren partits amistosos, entre els quals destacà el jugat a Palafrugell on el Figueres va perdre per 13 a 1.
Hi hagueren algunes novetats a l'equip: Barris, Mas, Peiró, Nogués, Trullàs i Salleras. Dels 30 partits jugats, l'equip va guanyar-ne 17, en va perdre 10 i n'empatà 3, amb un balanç de 80 gols a favor i 77 en contra. El millor golejador fou Arater, amb 21 gols.

## 1928-29: Golejades
La temporada següent, 1928-29, es van jugar més partits. L'any es va iniciar amb dos partits seguits contra el FC Barcelona (2-4 i 2-2) presenciats per poc públic, el qual seguia ensopit i «que no correspon en la forma que seria necessària», segons els comentaris periodístics. Per les Fires del 1929 va tornar a venir l'equip del FC Barcelona (1-5 i 0-2) i aquesta vegada els partits sí que foren seguits per gran nombre d'aficionats que van gaudir de dos espectacles memorables.
Durant el campionat hi hagueren alguns resultats sorprenents: Figueres-UD Girona (7-1 i 1-7), Figueres-Olot (7-0), Figueres-Bisbalenc (7-0). Malgrat aquestes golejades, el campió fou la UD Girona.
L'últim partit de l'any, el 30 de juny, el Figueres va jugar un amistós contra l'Urodonal, amb empat a 2 gols, que s'hagué d'interrompre deu minuts abans en convertir-se el joc en una batalla de cops de puny entre els jugadors.
El conjunt de l'equip es va nodrir amb nous jugadors: Bru, Carbonell (el primer d'una nissaga que donaria tres jugadors), Poc, Medina, Balansà, Torrejón, Buscató i Madern, un centrecampista lateral sensacional que esdevindria una de les glòries de la Unió. En aquesta temporada es van celebrar un total de 43 partits, amb 23 victòries, 12 derrotes i 8 empats. També va augmentar el nombre de gols: 124 a favor i 72 en contra. Felip aconseguí 29 gols.

## 1929-30: Campió amateur de Catalunya
La temporada 1929-30 va representar una nova etapa extraordinària del club. Va cessar de president Josep Jou perquè va ser nomenat alcalde i el seu lloc l'ocupà Enric Chantier. Aquest any es va crear la lliga professional, amb dues categories: aficionats i professionals. El Figueres passà al grup d'amateurs de la Primera Categoria Regional, en la qual jugaven: Figueres, Palamós, Farners, el Bisbalenc, l'Escala, Olot i Cassà.
Va debutar com a entrenador de l'equip figuerenc Joan Romans, jugador mític dels primers temps. Nat a Figueres el 1902, Romans havia jugat fins als vint-i-quatre anys. Va deixar el futbol actiu per treballar d'escrivent a casa del procurador i expresident Josep Jou, del qual fou secretari particular quan aquell va ser nomenat per segona vegada alcalde de Figueres el 1939. L'any 1946 va marxar de Figueres i es va desplaçar a Lleida, on va entrenar aquell equip, aconseguint l'ascens a Tercera en la temporada 1946-47, a Segona dos anys després i a primera divisió el 1950-51. El 1956 va formar la primera Escola de Futbolistes d'Espanya. Va morir a Lleida el 1991.
En aquesta temporada van entrar nous jugadors: Gimbernat, Rizo, Juandó, Baig, dos germans Jordà, Gutiérrez, Pinadell, Naval i Santamaria. La preparació es feia dos dies a la setmana, de sis a vuit del matí. El mateix entrenador els pagava l'entrepà, i el club, una prima de cinc pessetes si guanyaven en els desplaçaments. Joan Romans treballava llavors al despatx del procurador Josep Jou, expresident del club i alcalde de Figueres.
El campionat s'inicià el mes d'octubre amb un Cassà-Figueres (0-1). En acabar la primera volta el Figueres anava líder. El 2 de febrer de 1930 es va jugar l'últim partit del campionat al camp del Farners. El Figueres necessitava un empat per ser campió i superar el Palamós. Quatre autocars d'aficionats figuerencs acompanyaren l'equip. Hi havia un entusiasme general. A punt de començar el partit va arribar un autocar amb aficionats del Palamós, per animar el Farners a guanyar el Figueres. Fou un partit històric. Al final, el resultat fou d'empat a un gol i el Figueres es va proclamar campió de la província amb 19 punts, un més que el Palamós.
Llavors va jugar la semifinal de la Copa Catalunya amateur contra el Tàrrega (0-0 i 4-0), favorable al Figueres, i la final contra el Poble Sec (2-1 i 1-2), també favorable al Figueres. Era campió de Catalunya amateur. Tenia dret a participar en la promoció d'ascens al campionat d'Espanya i hagué de disputar una eliminatòria amb l'Atlètic Fortpienc, al camp de l'Espanyol. Resultats: empat a 2 el primer dia i 1 sol gol del Fortpienc a l'últim minut, a la segona jornada. Fou un partit de molta llenya i una conseqüència negativa va ser una cama trencada al jugador del Figueres Fermí Noguer.
El mes de maig el Figueres va jugar tres partits contra el FC Barcelona. L'últim al camp de les Corts, amb trenta mil espectadors i un gran partit del Figueres que aconseguí empatar a un gol. Aquesta temporada el Figueres va jugar 50 partits: 26 victòries, 15 empats i 9 derrotes. De gols, 118 a favor i 71 en contra. EI màxim golejador fou Mas, amb 21 gols. Cal marcar les baixes de Carbonell, que anà al Palafrugell; Felip, al Saragossa i Arater, a l'Espanyol.

## 1930-31: Un altre camp
La temporada següent, 1930-1931, el Figueres va seguir jugant a la Primera Categoria Provincial amateur, on va quedar subcampió, a un punt del Palamós. Els rivals eren sempre els mateixos: Palamós, Bisbalenc, l'Escala, Cassà, Olot, Farners, Montgrí, etc. Va començar contra el Montgrí (5-0), empat al camp del Palamós (1-1) i de la Bisbal (2-2), Figueres-l'Escala (6-1)... En l'últim partit es va guanyar el Farners (7-1).
Cal esmentar els dos partits de Fires de Santa Creu jugats contra el FC Barcelona: 4-3 i 0-13. El jugador blaugrana Sagi Barba va comentar: «el primer dia l'àrbitre ens prenia el pèl, i el segon dia ens vàrem imposar».
Novetats de l'any foren els jugadors Pons, Vernet, Sala i l'històric Estebanet Vila, que havia vingut a Figueres per raó del treball que tenia en una agencia de duanes. «En aquella època no hi havia sou i si guanyàvem ens donaven una prima de cinc pessetes i el vermut. El joc era molt viril i espontani.» Aquest extrem va jugar deu anys amb el Figueres i ja va romandre a residir a la ciutat; era un gran entusiasta del club.
Aquest mateix any el club va canviar d'estatge i va anar a l'entresòl de l'anomenat Gran Cafè Europa, propietat de la família Dunjó, entre els carrers de Monturiol i Caamaño. Un altre esdeveniment fou el canvi de terreny de joc. Hagué d'abandonar-se l'antic velòdrom per impossibilitat de pagament del lloguer.
En aquells moments l'Ajuntament tenia arrendat un camp propietat de l'Hospital de Figueres, situat al capdamunt dels carrers González de Soto i Pere III, entre els carrers de Santa Llogaia i de la Concòrdia, lloc on avui hi ha el carrer Vicenç Dauner. Era conegut com a camp de les monges perquè al carrer de González de Soto, davant per davant del terreny, hi havia el convent de les religioses de clausura clarisses.
Tot sovint alguna pilota queia a l'horta de les monges i calia anar-la a demanar; les monges les tornaven a través del torn i se'ls donaven 25 cèntims de propina. Anteriorment, aquest camp havia estat llogat al Centre d'Excursions i Sports, entitat entusiasta local que presidia Joan Fajol, el qual, pel seu compte, va encerclar el camp amb una paret de rajols i biguetes de ferro que va costar tres-cents duros. Després va tenir problemes amb el lloguer, no se li va acceptar la condonació del deute per compensació del valor de la paret de tanca i el 1929 fou acomiadat. Llavors fou quan l'Ajuntament el va arrendar per 500 pessetes l'any i el convertí en el Camp Municipal d'Esports per facilitar-lo al Servei Nacional d'Educació Física i Pre-militar. La temporada següent hi jugava la Unió Esportiva Figueres que hi va romandre fins al 1950.
L'Ajuntament, el 20 de febrer de 1931 acordà convertir aquest terreny en el Camp Municipal d'Esports i acordà cedir-lo, en règim i utilització, a la Unió Esportiva Figueres, «como única entidad realmente sportiva y ya veterana de la población», la qual havia de modificar els seus estatuts per tal de permetre la pràctica de tots els esports, creant les seccions corresponents. Quedava establert l'horari d'ús dels camps, la presència d'un conserge del club, l'entrada gratuïta per a tots els consellers municipals, i que en el cas d'organitzar-se a Figueres una escola cívico-militar d'instrucció pre-militar, aquesta tindria el mateix dret d'utilitzar el camp. Quan la Unió va voler instal·lar l'aigua potable per a les dutxes dels vestidors, l'Ajuntament va autoritzar-ho, així com els desguassos a la claveguera «essent, però, de càrrec de la Unió Esportiva el lloguer del comptador de l'aigua potable i l'import del seu consum.»
És curiós que en aquests anys anteriors, a Figueres hi havia tres camps de futbol: el Velòdrom amb la Unió Esportiva Figueres, el del camp de l'Hospital amb el Centre d'Excursions i Sports, i el del Poble Nou, amb l'Emporium de la Catequística. Van desaparèixer el del Velòdrom, convertit en horta, i el del Poble Nou, en urbanitzar-se el terreny.
El nou camp de les monges estava tancat, com s'ha dit, per una paret d'uns dos metres d'alçada, i això feia que sovint algunes pilotes anessin a parar als carrers laterals, cosa que era esperada per la mainada per agafar-la i tornar-la, ja que això donava lloc a l'entrada gratuïta.
En aquesta temporada es van jugar 42 partits, amb 26 victòries, 8 empats i 8 derrotes i aconseguiren 136 gols a favor per només 107 en contra.

## 1931-32: Una olla de grills; campió provincial amateur
La temporada 1931-32, va ser una «olla de grills», segons la premsa. La Federació Catalana pretenia que els clubs de províncies compensessin als equips de Barcelona les despeses dels seus desplaçaments. El nou president del club, Ricart Pichot, juntament amb els altres clubs gironins, s'hi va oposar. En el campionat el Figueres aconseguí resultats tan positius com: Olot-Figueres (0-1), Palamós-Figueres (0-1), Figueres-Farners (5-0), Figueres-l'Escala (5-1), Figueres-Montgrí (7-0), Figueres-Palafrugell (7-0)... El Palamós no es va presentar a jugar al camp del Figueres. Al final del campionat van quedar tres equips empatats en el primer lloc: Figueres, Farners i Cassà. Calgué fer un torneig de desempat. El Figueres va guanyar tots els partits i fins i tot a l'últim encontre el Cassà no es va presentar. El Figueres va quedar campió provincial amateur. Llavors va participar en el Campionat de Catalunya amateur i fou eliminat pel Blanes (0-1 i 3-4).
Poques cares noves a l'equip: Batllori, Vergés, Dunjó, Valls, Sala i Baró. Dunjó era el fill del propietari del Cafè Europa, on s'estatjava el club, i va ser un gran col·laborador de l'entitat, ja que posteriorment, entre d'altres grans aportacions, fou nomenat secretari tècnic. Sala, que havia vingut de Sant Cugat per treballar aquí, fou un davanter centre amb una rematada espectacular. Baró era un jugador de potentíssim xut que anomenaven en Pistons, i Valls era un noi procedent de l'Escala que ha estat un altre històric del Figueres, ja que va jugar fins al 1943, any en què fou traspassat al Castelló de la Plana. Era tot un senyor del futbol per les seves bones maneres i educació.
Aquella temporada la Unió va jugar 35 partits: 25 victòries, 2 empats i 8 derrotes, amb 121 gols a favor i 51 en contra. Jordà va marcar 30 gols.

## 1932-33: Campió de la Tercera Categoria Catalana
L'estiu del 1932 es van jugar dos partits internacionals: Sète-Figueres (1-0) i el filial de l'Olimpique Marseille-Figueres (2-4).
Es va preparar bé la temporada 1932-33, encara que alguns aficionats pronosticaven un desastre. En el primer partit jugat a casa es va guanyar el Cassà (5-1). Després van caure equips com el Gràcia (5-1), Farners (5-1), Arenys (3-1) i Guíxols (5-0). Finalment el Figueres va quedar líder del grup A de la Segona Categoria Ordinària (campionat provincial).
Al final de la temporada el Figueres s'enfrontà al guanyador de l'altre grup (grup B), el Tàrrega. A l'anada a Figueres, el resultat fou una golejada (7-0), i a la tornada un empat (1-1). D'aquesta manera el Figueres quedà campió de la Segona Categoria Ordinària.
Tot seguit es disputà el torneig de promoció a Segona Categoria Preferent. En l'eliminatòria contra l'Amposta, el Figueres va empatar 2-2 a fora, però va perdre a casa per 0-1. Va dominar tot el partit i l'àrbitre li va xiular un penal en contra que fou el gol de la victòria forastera.
En total van jugar-se 23 partits oficials: 16 victòries, 1 empats, 6 derrotes. 72 gols a favor i 36 en contra. Poques novetats pel que fa a jugadors: altes de Ben i Solsona. El golejador fou Sala, amb 24 gols.

## 1933-35: Amics de la Unió Esportiva
Les temporades 1933-34 i 1934-35 foren molt fluixes. No hi hagueren nous fitxatges el primer any i bastants el segon. Les novetats foren: Barneda, Talarn, Ros, Guinea, Quijada, Barceló, Reixach, Padilla i Pagès. Ros era uruguaià i havia vingut a Espanya fitxat pel Barcelona, però va fracassar. Quant a Padilla i Pagès, tots dos de Figueres, també aconseguirien el qualificatiu d'històrics. Padilla era un centrecampista colossal que només fou vençut quan es va implantar la nova tàctica del WM el 1950, i Pagès, anomenat en Manelet, era un interior menut d'estatura però amb un gran sentit de la infiltració a gol. El president era Pierre Gironell, un perruquer molt conegut i amb gran dosi d'entusiasme, però van sorgir divergències entre jugadors i directius, així com amb la premsa local, que fins i tot va deixar de ressenyar alguns partits.
La temporada 1933-34 va començar amb dos amistosos: un amb el Banyoles on es va perdre per 4 a 3, i l'altre amb el Güell, també amb una derrota per 2 a 1.
El campionat estava integrat pels equips del Figueres, Casal d'Esports de Sant Feliu, Calella, Farners, Palamós i el Cardedeu, que es va retirar. L'equip de la Unió va començar bé guanyant al camp del Sant Feliu per 2 a 3 però després es van produir resultats poc positius i va acabar en quarta posició.
Pel mes de maig es va jugar el partit internacional contra el Biterrois amb victòria del Figueres per 3 a 1. El planter de jugadors estava format per Homs, Quimet, Juandó, Medina, Bosch, Padilla, Dunjó, els dos germans Jordà, Madern, Prats, Carreras, Serra, Balansa, Ametller, Guinetea, Vila... A mitja temporada es va reintegrar el porter Bru. D'aquesta temporada només hi ha set partits comentats per la premsa.
A la següent temporada, 1934-35, es va crear l'Associació Amics de la Unió Esportiva, que va promoure una campanya de sensibilització ciutadana d'ajut al club i una reconciliació entre els jugadors. Van entrar jugadors novells, perquè alguns dels veterans foren cridats a files. La temporada es va iniciar amb un doble Figueres-FC Barcelona (5-3 i 1-1). El primer partit de campionat fou contra l'Arenys (1-5), seguit d'un Figueres-Palamós (4-0). El partit Sant Feliu-Figueres no es va acabar per invasió del públic del terreny de joc i agressió als jugadors figuerencs. Tornaren a haver-hi incidents al camp del Blanes, i el Figueres va quedar classificat en posicions intermèdies. De caràcter amistós destaca el Figueres-FC Barcelona de Fires amb el resultat de 3 a 7. L'equip va jugar 38 partits: 22 victòries, 5 empats i 1 derrotes, amb 92 gols a favor i 56 en contra. El màxim golejador fou Josep Baró amb 15 gols.

## 1935-36: Un equip modest i disciplinat
Hi hagué nou president en començar la nova temporada 1935-36. Fou Miquel Guillamet, fill d'aquell Francesc Guillamet que havia estat un dels fundadors del club. Era també un gran entusiasta de l'esport. Va fer una crida als joves locals perquè s'agrupessin sota els colors blancs i blaus i va organitzar un equip modest però disciplinat, segons diuen els informadors de l'època. Va incorporar nous jugadors: Bussot, Monera, Miquel, Colomer, Rosalench, Vilalta, Bonal, Dumanjó, Oliver i Jacomet. Aquest últim es convertiria en un nou jugador històric del club. Jacomet jugava de defensa, no tenia gaire estatura però era una muralla difícil de vèncer. Algunes d'aquestes novetats procedien del Palafrugell, equip que havia estat dels millors de Catalunya però que ara anava a menys i en marxaven els seus jugadors.
En el torneig hi havia els equips de Vic (6-1), Banyoles (2-0), Manlleu (3-1), Ripoll (2-0) i Olot (2-0). El Figueres no va perdre cap partit a la primera volta. A la segona va cedir algun punt però va quedar campió regional.
Posteriorment va participar en la ronda final del Campionat de Catalunya de Segona Ordinària, on es va produir el polèmic partit Malgrat-Figueres el 8 de març de 1936. En el moment de començar el partit només hi havia 6 jugadors del Malgrat. L'àrbitre va esperar un temps prudencial i llavors avisà els capitans; el del Malgrat no hi era; va esperar uns minuts més i va donar per acabat el partit per incompareixença del Malgrat. El jugadors es retiraren a la caseta. El públic començà a marxar del camp. De cop, va aparèixer un automòbil que traslladava els jugadors del Malgrat que faltaven. L'àrbitre cridà de nou els delegats de camp. Els jugadors del Malgrat s'equiparen i sortiren al camp. Al cap d'uns minuts s'ordenà als jugadors del Figueres que sortissin al camp per jugar el partit. Segons cronistes de l'època, fou un partit de «joc dur, amb un àrbitre espantat pel públic» i al final el partit va acabar amb un 6 a 1 a favor del Malgrat. El delegat del Figueres feu constar la seva protesta. Dos mesos després la Federació obrí una investigació i el dictamen no es va arribar a emetre.
La temporada havia tingut 47 partits, dels quals 26 es guanyaren, 5 s'empataren i 16 es perderen. Els gols a favor foren 134 i en contra n'hi va haver 94. EI màxim golejador fou Miquel, amb 23 gols.

## 1936-39: La Guerra Civil
El 18 de juliol de 1936 va esclatar la Guerra Civil. El Figueres va inaugurar la temporada 1936-37 contra la Independència de Girona amb empat a 2. Fou una temporada amb diversos partits amistosos, amb molts gols, i tenint altra vegada com a entrenador Joan Romans que va donar un nou impuls a l'equip. El campionat de Segona Categoria Ordinària començà el 8 de novembre perdent a casa amb l'Olot (3-4).
Al final es van jugar un total de 36 partits: 22 de guanyats, 5 empatats i 9 de perduts; 140 gols a favor i 49 en contra. Pagès va marcar 30 gols.
Després el futbol va quedar en suspens. En alguns partits, en ple moment revolucionari, es va imposar el cant comunista de la Internacional amb el puny alçat per part de jugadors i espectadors.
Alguns jugadors eren nous: Baus, Juanola, Vayreda, Pérez, Técul, Alcayne, Ors, Valverde, Geli, Vilagran i Grau. Aquests dos últims també són notables a la història futbolística del club. Vilagran, més conegut per Toti, era un mig-ala que marcava magistralment els extrems contraris. Tenia un fort caràcter i en una ocasió va clavar un cop de puny a l'àrbitre i fou sancionat per una llarga temporada. Pel que fa a Grau, era un extrem, petit d'estatura i camatort, que es filtrava com una serp pel mig de la defensa contrària i que rematava a la voleia. Diversos jugadors foren cridats al servei militar i alguns van morir en la batalla: Barnet, Sancho, Ortiz, Arcos, Monera, Tècul...
Igualment la seu de l'entitat va sofrir els efectes de la guerra: «El local social, a causa dels bombardeigs aeris (una bomba va caure a l'edifici del Cafè Europa) va sofrir greus desperfectes i fou saquejat totalment; fou robada la magnífica col·lecció de copes (29), trofeus i banderins... Només es van trobar, abandonades en un racó i torçades, les copes del regiment de Sant Quintín i del Campionat Comarcal Sastreria Ymbert, guanyades pel primer equip i pel reserva. Posteriorment, el mes de juliol o agost, en foren recuperades vint, en una casa de camp als afores de la població. També va desaparèixer bona part de material i el camp va sofrir la destrucció total de la tanca i la parcial de la paret de tanca. Van ser cremats tots els armaris, taules i bancs del vestuari...» Una bomba va destruir part de l'edifici i una altra va soterrar-se sense explotar i va romandre prop de trenta anys sota una taula de billar al sòl del cafè, sense saber-se i amb el perill que això representava, fins que en enderrocar-se l'edifici per fer-lo nou es va trobar la bomba. També va quedar enderrocada bona part de la paret del camp de futbol i destrossats els vestidors. Quant als trofeus trobats, fou gràcies al fet que «el membre de junta Eusebio Ymbert va poder salvar tot el material i la majoria dels trofeus que havia guanyat la Unió, posant-los a lloc segur, fora de Figueres».
La llista de socis també va desaparèixer i hagué de refer-se del tot. Es va agafar una llista d'abans de la guerra i es va anar casa per casa d'aquells socis anteriors per si volien tornar a ser-ne. Alguns eren morts, altres exiliats, alguns, presoners en camps de concentració i alguns estaven en condicions econòmiques difícils. La nova llista de socis es va fer posant a tots l'antiguitat de l'1 de setembre de 1939.
Durant el temps de guerra van formar-se alguns clubs com el Racing Club Figueres, la Penya Alegre, basada especialment en l'excursionisme, i la Penya Sprint Fort, dedicada al ciclisme.

## 1939-40: Recuperació i primer ascens
Acabada la guerra va costar de refer-se, però la temporada 1939-40 seria la base per a la formació d'un nou gran equip. Hi havia jugadors novells, ja que a més dels morts a la guerra en faltaven alguns altres que eren presoners de guerra. Entre l'Ajuntament i la butxaca del nou president, Carles Perxas, propietari d'una gran botiga i magatzem de ferreteria al carrer de Caamaño, es van pagar les obres de reparació del camp. La seva gestió esportiva es recolzava en el vicepresident Miquel Guillamet, home base i president real que, per motius polítics del moment, estava inhabilitat per al càrrec de president. Com a tècnic hi havia l'antic jugador Joaquim Prats i com a tresorer, el popular Pere Navet, que tenia una agència de transports.
EI primer partit es va jugar el 12 de març, tot just acabada la guerra a Figueres (a Espanya va finalitzar l'1 d'abril), contra el 509 Batalló del Castell, al qual va vèncer per 5-0. Altres partits foren contra el Batalló d'Enginyers, el Terç de Requetes Santiago, el Regiment de Sant Ferran, excombatents (aquest amb el resultat d'11 -1) i diversos amistosos, un d'ells contra el Portbou que es va guanyar per 6-2. Ens aquests partits inicials alguns dels nous jugadors,alguns d'ells eventuals, foren Corominas, Santos, Batlle, Vila, Ariza, Romans, Casas, Quijada, Badet, Sirvent, Colomer... En total es jugaren 16 partits, amb 9 victòries, 5 empats i 2 derrotes, 78 gols a favor i 35 en contra.
Al Campionat de Segona Categoria, iniciat el 17 de setembre, el Figueres enfrontar-se contra l'Escala, l'Olot, l'Iecsalis de Sant Feliu de Guíxols i l'Roses. Va guanyar-lo l'Olot, i el Figueres va quedar en segon lloc, obtenint plaça d'ascens a Regional Preferent.
Un altre torneig regional fou contra el Farners, el Blanes, l'Iecsalis i l'Escala, i va guanyar-lo el Figueres. També es jugà una lliga amb bons resultats: Tordera (6-0), Poble Sec (7-1), Gladiadors de Barcelona (6-1), l'Escala (6-1), Farners (9-1), etc. El Figueres quedà campió amb set punts d'avantatge. Finalment, per Santa Creu es jugaren dos partits contra el C. D. Hércules d'Alacant (1-3 i 0-1).
Al final es varen jugar un total de 43 partits, amb 30 victòries, 6 empats i 7 derrotes, amb 168 gols a favor i 63 en contra.
L'equip titular era força nou: Domínguez, Tresené, Faig, Guinea, Vilagran, Padilla, Baró, Dunjó, Sala, Sánchez, Pagès, Quijada, Jacomet, Hilari, Fabregó i Sol. Aquests dos últims també han passat a la història per la seva qualitat i permanència en l'equip. Fabregó, oriünd de Portbou, era un defensa tenaç que va formar línia durant molts anys amb Jacomet, i era conegut arreu dels camps de Catalunya per la seva fermesa. El fitxaren per 100 pessetes i li oferiren feina a la ferreteria del president Perxas. Sol, també procedent de Portbou, tenia una agencia de duanes, molt fi de joc i sobretot amb un xut potentíssim, que feia tremolar els porters contraris. Era un jugador de primera divisió. En aquesta temporada va aconseguir marcar 52 gols, que fins aquell moment era el rècord del club, però que superaria l'any següent.
En aquesta temporada també va iniciar-se a Figueres el torneig juvenil promogut pel Frente de Juventudes, en el qual hi participaren diversos equips locals que van constituir una pedrera de jugadors. Entre aquests equips hi havia el PIC i la Salle (ambdós del Col·legi la Salle), l'Inem (de l'Institut de batxillerat), Iberia, Huracán, Atlètic, Imperio, Cultural C., etc.
En els primers mesos, i abans d'iniciar-se el partit, els jugadors i el públic havien de cantar l'himne de la Falange, el Cara al Sol, braç en alt, tal com era la salutació oficial del règim d'aquell moment. El manteniment de l'ordre públic va passar a dependre de la Policia Armada.

## 1940-41: Campió de Regional Preferent
Va seguir la temporada 1940-41 en què el club va fer una gran campanya amb golejades d'escàndol de fins a 8 gols de diferència. Es va mantenir el mateix equip de l'any anterior, només amb les inclusions del porter Pascual, procedent d'un batalló de treballadors, Rubio i Jordà.
L'equip va debutar perdent a Girona FC per 7-0, però després es van aconseguir nombroses victòries. Es guanyà el Poble Nou (5-0), el Gladiadors (6-1) i el Carmelo (5-0), tots ells de Barcelona. En aquell temps el públic volia i demanava gols i no sortia content del camp si no es guanyava per golejada. L'últim partit contra el Farners (6-1) va proclamar el Figueres campió de Segona Categoria Preferent i li va permetre l'ascens a Primera Categoria Catalana, grup B, motiu pel qual es feren diverses festes i un sopar a l'Hotel Espanya. Aquest establiment, situat al carrer de la Jonquera, era considerat l'hotel dels esportistes, perquè hi pernoctaven tots els equips forasters. El seu propietari, el popular Paco Masquef, era un gran aficionat i soci del Figueres, sempre amatent per allò que fos esport. Hi havia tant d'entusiasme que la junta va manar construir unes grades al camp, cosa nova i insòlita en aquell temps. Estaven situades a la part de ponent del camp, fetes amb biguetes de formigó, i van costar 5.000 pessetes. La part de terreny entre el darrere d'aquestes grades i la paret de tanca de les finques particulars de la part de ponent es va habilitar un temps com a camp de tennis amb ben poques condicions pràctiques.
També hi hagueren els tradicionals Figueres-FC Barcelona (4-1 i 4-1).
Va ser un any molt carregat de partits: 45 (35 victòries, 4 empats i 6 derrotes) en els quals es van marcar 189 gols per només 62 en contra. Aquestes xifres demostren que l'equip jugava obertament a l'atac. L'interior Sol va fer 57 gols i és el màxim golejador en l'historial de la Unió Esportiva Figueres. Els jugadors del Figueres eren els mateixos de la temporada anterior i se'ls abonava 100 pessetes al mes per les hores perdudes en els desplaçaments i en els entrenaments.
Joan Romans, exjugador (del 1919 al 1926) i exentrenador de l'equip unionista durant diverses temporades, va publicar un Historial de la Unión Deportiva Figueras en tres volums de mida 15 x 10 en el qual es relacionen els partits jugats per la Unió del 1919 al 1941, llibre que és un valuós document per a la història inicial de l'entitat. Hi ha alguns petits comentaris, relacions curioses i un arxiu de fotografies. En aquell moment Joan Romans era secretari particular de l'alcalde, que tornava a ser l'expresident Josep Jou. Els pròlegs dels llibrets són del cronista Pere Teixidor i respiren el seu gran entusiasme envers la Unió Esportiva Figueres.
En aquesta temporada es va constituir el C. D. Figuerense, club amateur amb la seu al primer pis del cafè Rambla, a la cantonada de la Rambla amb el carrer del Forn Nou, per fusió de dos clubs aficionats: Racing Club i el Joventut F. C. El seu primer president fou Joaquim Prada.
Cal destacar que el gener de, 1941, i a conseqüència de la nova Llei franquista que prohibia els estrangerismes, el club va haver de canviar de nom a Unión Deportiva Figueras.

## 1941-42: Equip ciclista
La nova temporada 1941-42 es va jugar al grup A de la Primera Categoria Regional, que era una categoria molt potent on hi havia els que estaven considerats millors equips regionals de Catalunya: el Lleida, l'Europa i el Nàstic de Tarragona. El Figueres va fer una gran temporada i després de 26 jornades, es va classificar en 3r lloc, només superat pel Mataró, el campió, i el Lleida.
Però el que cal destacar especialment en aquest mateix any és la creació, dins del club, de la secció ciclista amb la intenció de recuperar aquest esport que tants de triomfs havia conquerit abans de la guerra civil. Va organitzar, per dos anys consecutius, la Volta Ciclista a la Província en tres etapes, vàlida pel títol de campió provincial. Es corria el mes d'agost i hi van participar equips de tot Catalunya. La va guanyar Ciprià Elis, que defensava els colors de la Unió Esportiva Figueres. Un dels grans triomfadors fou el figuerenc Pujol que es va proclamar campió provincial els dos anys.

## 1942-43: Un tercer lloc decisiu
La següent temporada va marcar la culminació d'una vella aspiració. Al llarg de tota la primera volta l'equip va anar frec a frec amb els tres primers, però a la segona volta hi va haver alguns resultats irregulars i es va acabar en setè lloc d'un total de deu equips del Campionat de Primera Categoria Regional (grup A). Després va venir el torneig de classificació, on s'aconseguí la tercera posició, empatats amb el segon, amb equips de tant d'historial com Europa, Badalona, Sant Martí, Reus Deportiu, Horta, Lleida, Manresa, Mataró, Gràcia. tots ells molt potents. La premsa, però, explicava que «no existeix una vertadera afició que pugui fer front als moments de desmoralització».
En total el Figueres va jugar 40 partits, amb 15 victòries, 4 empats, 21 derrotes, i 68 gols a favor i 68 en contra. El màxim golejador fou Valls, amb 21 gols. L'equip estava format per Pascual, Jordà, Benedico, Fabregó, Milla, Padilla, Madern, Valls, Pagès, Sala, Vidal, Morral, Sol, Diego, Garriga i Grau.

## 1943-44: Ascens a 3a i davallada polèmica
El mes d'agost de 1943 la Federació Catalana de futbol va ampliar el grup català de Tercera Divisió, i al Figueres, atesa la seva bona classificació de l'any anterior, li fou atorgat el dret de jugar-hi. Era la màxima aspiració dels aficionats que gaudiren d'aquest ascens automàtic. Els equips contrincants eren Terrassa, Girona FC, Lleida, Granollers, Tarragona, Europa, Sant Martí, Mallorca i Balears.
A final de temporada es van produir les baixes de Valls, que fou traspassat al Castelló de la Plana, i Diego, a l'Espanyol, mentre que es retiraven del futbol actiu Sala, Sol i Faló Jordà I, al mateix temps que Pagès i Fabregó hagueren de complir el servei militar. Totes eren baixes molt significatives.
La temporada 1943-44 es milità doncs, al grup quart de Tercera Divisió. La inclusió dels dos equips balears va crear molts recels perquè els desplaçaments resultaven força cars, no solament pel viatge, sinó perquè els jugadors havien d'estar uns dies fora de casa, amb l'alt cost de dietes i jornals. Cal tenir en compte que en aquella època només hi havia vaixell a les illes dos cops a la setmana i això obligava a uns quants dies d'absència.
EI Figueres va estrenar nou entrenador. Fou Teodor Maurí, un exjugador de l'Espanyol, i els jugadors del Figueres eren: Pascual, Carberol, Jacomet, Fabregó, Benedico, Milla, Madern, Plana, Padilla, Grau, Morral, Pagès, Vilanova, Soler, Garriga, Jordà II, Mercadé, Batlle i Carbonell. Cal esmentar la incorporació dels nous jugadors del planter: el porter Carberol, el centrecampista Milla i l'extrem Garriga, els quals també mereixen la qualificació d'històrics per la gran tasca i temporades que van jugar al Figueres. Carberol feia parades espectaculars dites palomites, Francesc Milla era un mig centre amb un joc intel·ligentíssim i Garriga va resultar un rematador esquerrà imparable.
La classificació de l'equip fou dolenta, atès el potencial dels altres equips contrincants, mantenint-se en els llocs de la cua, però «hauria pogut salvar la categoria si per causes econòmiques, no gaire clares, no s'hagués provocat el descens», segons els cronistes de l'època. A final del torneig el Figueres quedà cuer, després d'un polèmic partit contra el Mallorca, i dels dos últims partits, contra el Terrassa (amb derrota) i el Granollers (amb empat). Però encara podia salvar els mobles. Li quedava una eliminatòria contra el Júpiter per mantenir la plaça a Tercera. Però el Figueres va perdre tant l'anada a Barcelona (3-0) com la tornada a Figueres (2-4). Així va tornar a baixar a la Primera Regional (grup A).
Per primera vegada la Unió va entrar a jugar la Copa del Rei, anomenada llavors Copa del Generalísimo. El Figueres va arribar fins a la tercera ronda, eliminat (altre cop) pel Júpiter (3-0), després d'haver eliminat el Girona FC (3-3 i 0-1).
En total, el Figueres va jugar 22 partits, amb 3 victòries, 6 empats,13 derrotes, 25 gols a favor i 55 en contra.
Una activitat diferent al futbol que es practicava en el camp era la de l'atleta figuerenc Albert Gurt que entrenava en el camp donant voltes i més voltes amb el rellotge a la mà per conèixer el seu rendiment. Corria sobre la franja de terra entre les línies de joc i la tanca del públic. Albert Gurt, en aquell any 1944 fou campió de Catalunya de marxa atlètica i després recordman d'Espanya dels 20 quilòmetres. Albert Gurt té un Ilarg historial de títols nacionals i seleccions olímpiques.

## 1944-45: Segueix el desànim
La següent temporada, 1944-45, es pagaren les conseqüències. Durant l'estiu encara hi havia una esperança que el Figueres es pogués mantenir a Tercera per una vacant que es va produir, però la Federació va escollir el Llevant. El desànim es va apoderar de tothom. Davant d'aquell malestar, el club va comunicar que «per guanyar campionats el més peremptori i necessari era tenir qui pagués de la seva butxaca particular les enormes quantitats que es necessiten per fitxar jugadors de vertadera classe o be que el club tingui una potencialitat econòmica que li serveixi per sufragar els mencionats fitxatges».
L'últim partit del campionat de Primera Regional (grup A) es va jugar a casa contra el Vilanova, guanyant per 2-0, cosa que va aprofitar la premsa per comentar que «va quedar demostrat que tal com es troba l'equip poc es pot fer i de no procedir-se a una renovació quasi completa dels jugadors a la temporada que ve, ens trobarem en semblants circumstàncies. A l'equip local no hi ha ni una sola idea de joc, ni un pase ben calculat».
Tot seguit es va jugar el torneig de classificació. L'últim partit al camp del Sant Andreu va acabar amb empat a 0 i a cops de puny entre tots els jugadors. El Figueres va quedar en vuitè lloc, dels deu equips que hi participaven, aconseguint mantenir-se, per sort, a la categoria perquè la Federació va ampliar el grup a dotze equips. Encara es va demanar a la Federació la formació d'un grup de Tercera Divisió només amb equips catalans, excloent els mallorquins i valencians, però no es va acceptar.
Els jugadors eren Carberol, Domínguez, Echezarreta, Jacomet, Fabregó, Carbonell, Milla, Padilla, Madern, Benedico, Bellido, Pagès, Torres, Vidal, Morral, Garriga, Sariols, Mercader, Eugenio, Mach i Grau. La novetat més interessant va ser el defensa Carbonell, que seria un puntal de l'equip durant moltes temporades.
EI campionat va comportar 40 partits (13 victòries, 10 empats i 17 derrotes, amb 70 gols a favor i 68 en contra).

## 1945-46: Un altre descens de categoria
La nova temporada 1945-46, a Primera Regional (grup A), es tornà a presentar difícil. L'afició no s'havia refet del descens de Tercera i no acudia al camp. Hi havia el temor d'una altra mala temporada, però l'entrenador Romans va manifestar, en iniciar-se la temporada, que «els nostres jugadors sortiran al camp a guanyar i lluitaran per aconseguir la victòria en la qual es confia. Els meus jugadors lluitaran noble i deportivament com saben fer-ho i procuraran obtenir-la sense problemes. La seva recuperació els fa tenir fe i amb fe lluitarem fins al final.»
Entre els jugadors nous incorporats hi havia Moix, Bronsoms, Zarco, Vilarrasa i Güell, encara que la base era la mateixa de l'any anterior. Amb el porter Moix hi hagueren algunes reclamacions d'equips contraris que consideraven que hi havia problemes amb la seva fitxa.
El campionat fou desastrós. Es va començar amb un optimista 4-0 contra el Manresa, però tot seguit les coses canviaren. A la segona volta no guanyà cap partit. Al final el Figueres es classificà cuer, empatat amb el Vic i el Vilanova, però amb el desavantatge del gol average.
En el següent torneig de classificació començà guanyant al Lleidatà per 3-0 i després d'una primera volta regular, va tenir una segona fase dolenta. L'últim partit empatà a casa amb l'Horta i va quedar classificat tercer per la cua. Va fer la promoció de permanència contra el Valls i va perdre per 2-1 i 1-3. Va baixar a una altra categoria, la Segona Regional. El desànim de l'afició era total.
En aquella temporada es varen jugar 46 partits amb 12 victòries, 10 empats, 24 derrotes, 71 gols a favor i 83 en contra.

## 1946-47: La remuntada
Les coses van canviar la temporada 1946-47. A principis d'estiu hi havia l'esperança de mantenir-se a la mateixa categoria de l'any anterior, ja que el Lleida havia cobert un lloc de Tercera i quedava una vacant que el Figueres tenia esperança d'ocupar. No va ser així. Es jugà, doncs, a Segona Regional (grup B), amb els equips provincials d'Anglès, Palafrugell, Palamós i la Bisbal.
La plantilla era de 17 jugadors. Entre els nous figuraven Sureda, Marmaneu, Félez, Iglesias, Cabello, Bosch i Sol II, aquells dos últims, del planter. Bosch, oriünd de Colera, arribaria a jugar amb el Barcelona i el Perpinyà i Sol II, natural de Portbou, era procedent de l'Atlètic d'Aviació, ara de Madrid. El president Carles Perxas va complir deu anys en el càrrec i va nomenar entrenador un jugador de l'Escala, l'exinternacional Solé. El Figueres va començar molt bé: 3-0 contra el Sant Sadurní i 4-1 amb el Sant Celoni, equip que es retiraria a mitja temporada. De 18 partits només en va perdre dos i va quedar campió del grup Barcelona-Girona. Després calgué jugar una eliminatòria d'ascens a Primera Regional contra el campió del grup Lleida-Tarragona, el Cervera. Es va jugar al camp neutral de l'Europa, amb l'assistència d'una gran quantitat d'aficionats locals que tornaven a entusiasmar-se amb el seu equip. Una final gloriosa; Figueres 6 - Cervera 2. El Figueres tornava a ascendir a la Primera Categoria del futbol català.
Encara que s'havia aconseguit aquell èxit, algunes crítiques dels habituals cridaners van fer plegar Miquel Guillamet i amb ell el president Carles Perxas i tota la junta.
En total es van jugar 32 partits, amb 16 victòries, 7 empats, 9 derrotes, 72 gols a favor i 50 en contra.

## 1947-48: Creix l'optimisme
Amb optimisme s'enfocà la nova temporada 1947-48 a Primera Regional. Va entrar una nova junta presidida per Joan Estarriol i amb un Joan Romans que tornava a entrenar el Figueres, que es reforçà amb nous jugadors: Imbert, Mestres, Martín, Jordà III, Vancells i Moret, aquest de Vila-sacra. Foren baixes: Cabello, a l'Atlético Aviación i Milla, al Terrassa. Cal esmentar dos valors del planter: el magnífic porter Imbert i el jove Jordà III, que seguia les passes esplendoroses dels seus germans. En els nou primers partits només s'aconseguiren quatre punts i el Figueres es mogué en els dos últims llocs. AI final el club es classificà en novena posició. Un dels socis fundadors va escriure una carta a la premsa local explicant que «estaven absents tots aquells amb els quals feia quatre anys ens tutejàvem i ens respectàvem, aquells als quals la nostra presència els preocupava i els seus camps s'omplien amb només l'anunci de l'equip blau i blanc.»
A la Copa Federació va quedar eliminat a la primera ronda.
També es va jugar un partit internacional contra l'Agathois en el qual no es va presentar l'àrbitre i en què l'aficionat figuerenc i un històric de les juntes directives de la Unió Esportiva Figueres, Joan Ubeda, va haver de fer de col·legiat.
A final de temporada va plegar el president, Joan Estarriol.
En total es van jugar 31 partits, 13 victòries, 4 empats, 4 derrotes, 57 gols a favor i 60 en contra.

## 1948-49: La tàctica WM
La temporada 1948-49 el Figueres estrenà un nou president, Miquel Macau. El Figueres tenia aleshores 600 socis, l'equip va costar 90.000 pessetes i el dèficit a final d'any fou de 40.000. Per salvar la situació econòmica es van preparar unes aportacions econòmiques entre l'afició, mentre que un directiu manifestava que «és l'afició la que ha de salvar el club, perquè es absurd esperar que siguin uns pocs senyors que ho facin.»
La temporada fou llarga, ja que la Federació, contra la demanda de la majoria dels equips regionals, va ampliar el grup fins a vint equips, ja que s'hi van acumular cinc de descens de la Tercera Divisió Nacional. L'entrenador era el comandant militar Garai. El Figueres va fer alguns resultats bons: 7 a 2 contra el Valls, 8 a 1 amb el Sants, 1 a 5 al camp del Vic, 1 a 4 al de l'Europa… però les victòries es barrejaren amb les derrotes i al final de temporada es classificà en vuitena posició; fou l'únic club provincial que aconseguí mantenir la categoria de Primera Regional. El altres hagueren de jugar la promoció.
Aquella temporada hi hagué dos amistosos finals: Figueres-Barcelona B (1 a 4) i Figueres-Girona FC (4 a 3).
L'equip havia estat format bàsicament per Carberol, Echezarreta, Jacomet, Fabregó, Vilagran, Padilla, Colomer, Vilar, Pagès, Tubau, Pérez i Garriga. Però a tres mesos del final es fitxaren dos jugadors professionals: Martín, de 24 anys, procedent del Burgos, i González, de 27 anys, de l'Hércules. Per primera vegada hi havia jugadors que no feien altra cosa que entrenar-se, passejar-se o descansar a l'Hotel Espanya, on estaven allotjats amb totes les despeses pagades pel club. Havia arribat el professionalisme total.
A final de temporada el Figueres havia jugat 38 partits de lliga, amb 18 victòries, 4 empats, 16 derrotes i 91 gols a favor i 68 en contra.
L'estiu de 1948 es va fundar a Figueres un equip que portava el nom d'USPEAC, que volia dir Unió Sportiva Plan Estudiantil Ajuda al Cos, nodrit sobretot per estudiants i que tenia la seu al Cafè Continental. Aquell equip va implantar a Figueres i comarca la nova tàctica futbolística imposada per la Reial Societat, anomenada WM perquè es jugava amb un porter, tres defenses, dos mitjos, dos interiors i tres davanters. Això que semblava anecdòtic fou l'inici de les tàctiques modernes, que van frenar totalment les golejades anteriors. Es jugava a la defensa i al contraatac. Un directiu del Figueres va manifestar que aquella tàctica «només la podien jugar els grans equips, amb jugadors molt bons. El Figueres jugarà la tàctica clàssica del nostre futbol», és a dir, el porter, dos defenses, tres mitjos i cinc davanters. L'USPEAC va tenir força èxits amb diversos amistosos per la comarca i la nova tàctica es va anar implantant i fou la fi d'alguns jugadors clàssics que no van saber adaptar-se al nou sistema.
De l'USPEAC van sortir els següents jugadors pel primer equip de la Unió Esportiva Figueres: Valles, Buscató, Labòria, Valls i Coll.

## 1949-50: Nou camp al carrer del Far
Va iniciar-se la nova temporada 1949-50 amb dos partits amistosos que resultaren decebedors contra els clubs amateurs locals, USPEAC i Figuerense, als quals el Figueres només va poder vèncer per 2-0.
La lliga a Primera Regional, però, començà amb resultats força bons: Figueres-Villanueva 5-2, Figueres-Mollet 4-1, Agramunt-Figueres 0-3, Figueres-Palamós 4-1, però després es va desinflar i va acabar vuitè. Aquella temporada seria l'última que la Unió Esportiva jugaria al camp de les Monges. L'últim partit fou contra el Valls i es guanyà per 4-2. S'acabà aquell espectacle de corrues de gent enfilant pels carrers de Sant Pau i González de Soto cap al vell camp. L'Ajuntament, que estava presidit per l'alcalde Joan Bonaterra, fill d'un dels fundadors del club, va projectar la construcció d'un nou camp municipal d'esports i va arribar a un acord amb la Junta de l'Asil Vilallonga per llogar l'horta que aquesta institució tenia al carrer del Far i que servia per al conreu de verdures i hortalisses a l'esmentat asil. Es va contractar al preu de 30.000 pessetes l'any. La percepció es garantia per la retenció del deu per cent de la taquilla de tots els partits que se celebressin al nou camp i, en tot cas, al final l'Ajuntament cobriria la diferència, que representava l'aportació municipal a l'esport figuerenc. El projecte fou de l'arquitecte municipal Alexandre Bonaterra i les obres es van iniciar a principis d'any.
El nou camp del Far fou bastit en cent quatre dies i va costar 149.727'37 pessetes. Es van col·locar 50.000 rajols i 350 metres cúbics de formigó. A la part central de les grades hi havia una gran llotja per a les autoritats i, a la part superior, tres de més petites, una per a la Junta del Figueres, l'altra per a la premsa i una altra per a la junta forastera. El terreny tenia les dimensions de 99 x 64 metres i la capacitat era de 5.000 espectadors. S'inaugurà per les Fires de la Santa Creu amb un Figueres-FC Barcelona, amb els internacionals Basora, César i Gonzalvo II i el mític Kubala, que acabava de sortir d'una malaltia pulmonar que s'havia fet creure que era incompatible amb la pràctica del futbol. El resultat fou de 2 a 4. El camp es va omplir totalment d'espectadors i va obligar a situar cadires al llarg de totes les bandes a l'interior del camp que també s'ompliren. Un fet insòlit es que s'esgotà el taquillatge i es va haver d'improvisar un nou càrrec d'entrades per atendre la demanda. La recaptació va permetre reemborsar unes obligacions que havien estat lliurades per atendre el dèficit de temporades anteriors per un import de 60.000 pessetes.
S'havien fet alguns comentaris sobre la necessitat de disposar d'un camp digne: terreny més gran, major nombre de socis i mes comoditats. S'havia arribat a dir que a Figueres mai es podria veure bon futbol jugant en el petit camp de les Monges. Cal recordar que en el nou camp del carrer del Far el Figueres hi va passar sis temporades (de la 1950-51 a la 1955-56) abans no es va pujar de categoria: de la Primera Regional a la Tercera Divisió.
La temporada fou regular, amb 34 partits jugats, 14 de guanyats, 5 empats, 15 derrotes, 77 gols a favor i 78 en contra. Un dels partits de més qualitat fou el jugat contra l'Espanya Industrial, filial del FC Barcelona, que van guanyar els forasters per 6 a 2, ja que en aquell equip hi havia figures com Manchón, Aloy… que després foren titulars del Barcelona. El jugadors del Figueres eren: Echezarreta, Jacomet, Carbonell, Valenzuela, Padilla, Perez, Martín, Colomer, Vilagran, Encinas, González, Escobar (un altre professional del futbol), Bosch, Garriga, Pallarès, Jordà (tots aquest van jugar en els partits d'inauguració del camp davant el Barcelona), Rodri, Fàbregas, Torquemada (jugador procedent del Portbou que es va negar a jugar i passà el seu cas a la Federació), Pujals, Millán, Saurí i Mauri. Dels nous va destacar el figuerenc Echezarreta, un porter amb gran col·locació i eficàcia. Per contra, van abandonar el futbol tres jugadors històrics del planter: Jacomet (16 temporades), Pagès (15 temporades) i Fabregó (10 temporades). Van plegar desanimats i manifestaren que «hauríem volgut acabar la nostra vida futbolística aquí...».

## 1950-51: L'any de les lesions
Els primers anys de futbol en aquest nou camp no foren pas gaire brillants. La temporada 1950-51 s'inicià de forma diferent. L'equip fou presentat al camp de futbol del Vilatenim on jugà el primer partit davant els seus aficionats. Aquesta mesura fou quotidiana al llarg de les temporades següents. Era un camp amb herba natural a causa de la humitat de la zona.
L'equip el formaven Carberol, Re, Carbonell, Padilla, Perez, Rodri, Fàbregas, Vancells, Calvo, Segarra, Seoane, Garriga, Mazo, Bronsoms, Medina, Turró, Millán, Llorens, Salarich i Jordà. Va haver-hi molts canvis i van jugar un total de 32 jugadors. Va seguir integrat al grup A de la Primera Regional, amb 20 equips. L'any futbolístic va començar amb bons resultats: Figueres-Palamós 4-1, Agramunt-Figueres 1-2, però sobretot marcat pel bon futbol que practicava el conjunt.
Però aviat les coses es van començar a tòrcer. L'equip baixà al catorzè lloc. La premsa comentava la mala campanya. Llavors es va publicar una nota a la pissarra del Cafè Europa, en la qual el club manifestava que el mal paper era conseqüència de les lesions. La setmana següent el secretari de l'entitat va publicar una extensa carta al setmanari Ampurdán en la qual es preguntava fins quan s'haurien de suportar cròniques tan contràries a la història de la Unió Esportiva Figueres. Era una mostra del nerviosisme que hi havia davant uns resultats no tan satisfactoris com es volia i del desig que la premsa no fos tan crítica.
D'aquella temporada cal assenyalar que el jugador Segarra es va trencar la cama, cosa que li va impedir seguir jugant a futbol i que en el seu lloc es va contractar Medina, que en una desgraciada jugada també es va trencar la cama. En aquests anys si un jugador es lesionava no es podia suplir i l'equip havia de continuar amb un o més jugadors retirats per lesió.
El club va acabar al final en setena posició. Va continuar la temporada amb el torneig Copa Federació, amb només una victòria. Al final el Figueres havia jugat 38 partits, 7 guanyats, 7 d'empatats, 14 de perduts, 85 gols a favor i 64 en contra.
Cal afegir que el 1950 es va crear el Juventud Deportiva, filial de la Unió, de la mà del gran aficionat Cortada, per tal de proporcionar jugadors del planter al primer equip. El primer desplaçament el feren a Castelló d'Empúries amb bicicleta per estalviar-se les 125 pessetes del viatge.

## 1951-52: Una regional més potent
A l'inici de la temporada 1951-52 es feren gestions per pujar a Tercera Divisió, totalment infructuoses, i el club es va mantenir a la Primera Regional, amb l'avantatge que es procedí a una reducció dels clubs que la formaven, a 16, cosa que feu que es cobrissin les places amb altres de la Tercera Divisió, també modificada, fet que va representar un augment de potència de la categoria Primera Regional. Va debutar en el Figueres Joaquim Coll, de Garriguella, que seria un gran puntal de l'equip, i en fou entrenador Medina, que l'any anterior havia tingut la desafortunada lesió de trencament d'una cama que el va apartar totalment del futbol actiu. Medina gaudia de gran simpatia i se li va fer un partit d'homenatge.
La temporada va començar amb derrota a Reus Deportiu per 4-2 i fins al cinquè partit no es va animar el seu joc. Va acabar la lliga en cinquena posició, amb 13 victòries, 7 empats, 10 derrotes, 73 gols a favor i 50 en contra.
Per Fires va jugar contra el Lleida (1 a 2) i el Terrassa (1 a 0) i a la Copa Federació es va classificar també en cinquena posició.
La temporada 1951-52 el Figueres va jugar 44 partits, amb 19 victòries, 11 empats, 14 derrotes, 111 gols a favor i 92 en contra.

## 1952-53: Mediocritat i dificultats econòmiques
Igual que la temporada anterior, la 1952-53 fou mediocre, de resultats irregulars i amb una classificació intermèdia a Primera Regional. Directius de la junta dirien a la quarta jornada que «falta moral i falten reforços.» El club assolí el nombre de 600 socis, xifra considerada molt important. La confecció del pressupost era la nota preocupant d'aquests anys per a la junta, que seguia presidida per Josep Maria Macau. Els jugadors eren Carberol, Jordà, Carbonell, Brugués, Milla (que s'havia tornat a incorporar al club), Mallart, Muela, Zulueta, Cabrera, Segarra, Garriga, Miquel, Anor, Espígol, Rodri, Eugenio, Coll, Ricart, Mitjà...
El mes de març de 1952, amb l'arribada d'una nova lleva militar al castell de Figueres, s'incorporaren a l'equip alguns reclutes de força fama: Guillamon, Herrera, Martínez i Oliete, que reforçaren l'equip a la Copa de la Federació Catalana, amb equips tan potents com el Sabadell, Lleida, Terrassa, Mataró, Manresa… en la qual el Figueres va aconseguir 5 victòries, 5 derrotes i 4 empats.
Quan al president se li parlà d'intentar tornar a Tercera Divisió, va opinar que «és una divisió antieconòmica en els moments actuals» i que «la pedrera no donava per a un bon equip.»
Dos partits que van aplegar una munió d'aficionats foren els de Fires de la Santa Creu, el mes de maig de 1953, Figueres-FC Barcelona, tot just proclamat campió de Lliga, amb el resultat d'1 a 5, i contra l'Espanyol, 1 a 8.
A final de temporada es va retre un homenatge al directiu Eusebio lmbert perquè portava trenta anys com a membre de la junta i se'l nomenà vocal perpetu.
El mes de juny de 1953 plegà de president Josep Maria Macau amb un dèficit a l'entitat de 40.000 pessetes. Es presentaren dos canditats: Josep Nucete i Pere Padrosa. Aquest era molt conegut a Figueres, per la seva constància i presència al futbol figuerenc i per la seva activitat professional a l'empresa de transports de camions que tenia. Josep Nucete, en canvi, era un desconegut i es va saber que era un agent de duanes. Fou elegit Josep Nucete, però a les poques setmanes, en no poder formar la junta que ell desitjava, va renunciar al lloc i es feu càrrec de la presidència Pere Padrosa, que va incloure Nucete de primer vicepresident.
D'aquells anys cal marcar les incorporacions de jugadors locals com el porter Josep Miquel, fill d'un entusiasta directiu i que va arribar a ser un gran porter, el davanter-centre Marcel, excel·lent rematador, i Turró de Roses, jugador de filigrana i joc singular. Tots ells foren gran jugadors.
Al llarg de la temporada es van jugar un total de 44 partits amb 17 victòries, 10 empats, 17 derrotes, 82 gols a favor i 91 en contra.

## 1953-54: Marcador simultani
La temporada 1953-54, encara a Primera Regional, amb Pere Padrosa de president, va portar algunes novetats. En un principi, una roda de premsa de la junta per facilitar informació prioritària als periodistes, dins la major cordialitat. Es feu una replantació de gespa al camp, col·locant-hi boques de regatge, i es va instal·lar un marcador simultani, connectat a la xarxa telefònica, per seguir des de les grades els resultats dels partits de primera i segona divisió. Les despeses del seu funcionament costaven 750 pessetes cada partit i entre els directius hi havia opinions contràries considerant que era una despesa innecessària. En realitat el marcador simultani fou molt ben acollit per l'afició. Igualment es va organitzar un concurs per a premiar la frase mes adequada al joc del Figueres, i fou premiada la que deia «l'única tàctica per la nostra categoria és la d'anar a les jugades.»
Es va començar la temporada amb la baixa del porter Echezarreta, que havia estat fitxat pel Biterrois. Tot i així, el Figueres començà força bé: Calella-Figueres 2-2 i Figueres-Igualada 2-1, però en la tercera jornada es va perdre al camp del Manlleu per 4-0, amb les lesions del capità Milla, Bosch i Coll. El Figueres va jugar amb vuit jugadors, ja que en aquella època no hi havia substitucions. Una altra baixa fou la d'un jugador que va agredir l'àrbitre i fou sancionat per tres mesos.
A mitja temporada cessà l'entrenador Gimbernat i es contractà Hospital. Al final del torneig l'equip es va classificar en el 14è lloc, dels 18 equips que jugaven, cosa que podia significar un descens de categoria, si no hi havia ampliació. S'ha d'anotar que en el partit Anglès-Figueres, els gironins van alinear un jugador sancionat, però el recurs que va enviar el Figueres no va servir per res i la Federació va donar per bo el partit, que hauria representat dos nous punts per al Figueres. La junta, al final d'aquell campionat, va demanar disciplina, amenaçant escarments en cas necessari. També es demanà a alguns socis que no fossin derrotistes. Va dimitir de la direcció tècnica i de la formació física Joan Duran, un entusiasta bàsic en la preparació dels jugadors i vocal dels desplaçaments durant molts anys. Joan Duran era fill de la fonda de ca la Teta o Hotel Duran, i tenia un restaurant al Pertús.
Els resultats de la temporada foren de 40 partits jugats, 13 de guanyats, 11 d'empatats, 16 de perduts, 54 gols a favor i 66 en contra.
Durant l'estiu els aficionats es preguntaven si l'equip baixaria o no a la Segona Regional, a causa de la mala classificació del torneig de classificació, però al final s'amplià la Primera Regional fins a 24 equips, amb dos grups de 12.
Els jugadors que van defensar els colors blau-i-blancs foren: Carberol, Miquel, Labòria, Sánchez, Carbonell, Rodri, Milla, Casadevall, Martí, Coll, Raya, Garriga, Cisterna, Riba, Bosch, Mañé, Tersa i Marcel.
Destaca la incorporació del juvenil Joan Labòria, que el juny de 1958 seria requerit a la Selecció Catalana com a millor defensa central de Catalunya. Una altra notícia fou la retirada del futbol actiu de Milla, després de catorze temporades al club.
Per les Fires d'aquell any va iniciar la seva publicació una revista titulada Figueres Deportiva que era un programa anual de les Fires amb el resum i comentaris de l'any esportiu, amb molta dedicació al futbol. Estava redactada pel periodista esportiu Josep Maria Bernils.

## 1954-55: La pedrera
Començà la temporada 1954-55 amb un nou president: Josep Nucete, vicepresident de la junta anterior. Es va envoltar d'una colla d'amics que, com ell, treballaven a la duana de la Jonquera. Joan Duran en fou el vicepresident. Es va preparar un equip per retornar a Tercera Divisió. Va donar un nou impuls als equips juvenils i hagué de fer front a les baixes de Milla, que havia aprovat el curs d'entrenador i passà a preparar l'equip, Carberol, Carbonell i Garriga, per imposició d'una norma federativa que sentenciava els jugadors que tenien vint-i-sis anys i que no haguessin arribat a jugar a Primera o Segona divisió nacional a renunciar al professionalisme. La nova plantilla del Figueres quedava formada per Miquel, Daz, Labòria, Laureano, Garcia, Font, Sala, Moral, Planella, Cos, Yerga, Calvet, Celaya, Marcel, Rodri, Coll, Basset, Moral, Guix, Fernández, Mas, Palma, Quintana... S'han d'anotar les novetats locals de Moral, Guix i Palma, aquest últim provinent del Girona. Tots ells eren grans jugadors que van ser durant molts anys a la plantilla figuerenca.
La temporada no va començar gaire bé, però a mig campionat l'equip es convertí en un dels quatre grans del grup, juntament amb l'Artiguense, l'Manlleu i el Calella. Al final, però, quedà 5è classificat, i hagué de jugar una lligueta de promoció de permanència a la categoria. Aconseguí sumar vuit jornades imbatut i va arribar al final en segon lloc, a un punt del campió, el Seu d'Urgell. El millor de la temporada era el tàndem Miquel-Marcel. El primer, fill d'un històric i entusiasta directiu com era Pere Miquel, es va convertir en un porter infranquejable. S'havia iniciat en el Figuerense. Quant a Marcel, era un davanter-centre imparable en el camí del gol. Ell sol va aconseguir 30 gols aquella temporada.
El 7 de novembre de 1954 va aparèixer el primer exemplar de Marcador, un full gratuït editat per Albert Palmada a la impremta Bahí, que sortia el capvespre del diumenge i on es recollien tots els resultats futbolístics de la jornada. Llavors no hi havia la informació radiofònica i televisiva dels resultats com es fa ara. Poc temps després, en marxar Palmada a Banyoles, va fer-se càrrec de l'edició Carles Lloveras.
Al final de temporada el club havia jugat 38 partits: 21 de guanyats, 6 d'empatats, 11 de perduts, amb un total de 79 gols a favor i 58 en contra.

## 1955-56: Un ball d'entrenadors
L'inici de la temporada 1955-56 es va moure amb la incertesa de la presidència. A primers de juliol va dimitir Josep Nucete i es va nomenar una gestora amb els set primers socis de l'entitat. Calgué convocar una junta general extraordinària en la qual s'aconseguí que Nucete acceptés continuar en el càrrec. Va mantenir Joan Duran de vicepresident i nomenà Víctor Garay, exjugador del Saragossa, secretari tècnic, i Milla, d'entrenador. Se li va ordenar que fes un conjunt amb jugadors locals i de la comarca, amb la introducció d'alguns juvenils i d'alguns dels forasters que feien el servei militar al castell. Hi havia el propòsit de gastar poc en fitxatges.
La Primera Regional estava formada per dos grups de 12 equips i el Figueres va fer una mala temporada. La primera volta fou bona, però la segona, molt dolenta, i es van classificar en el penúltim lloc. Al desembre es va donar el cessament a l'entrenador Milla. Es contractà un nou entrenador de fora, que només aconseguí un punt en cinc partits. Llavors va nomenar Garay com a secretari tècnic.
El Figueres hagué de jugar una fase de permanència per mantenir l'equip un any més a Primera Regional.
En total va jugar 36 partits: 14 victòries, 14 empats, 8 derrotes, 57 gols a favor i 69 en contra.
El mes de juliol va dimitir Josep Nucete, al qual després se li atorgà la medalla d'or del club. Segons els cronistes, «estava cansat d'obrir la cartera particular i fastiguejat dels quatre socis eternament descontents.» Ningú es volia fer càrrec del club i el vicepresident Joan Duran acudí a l'alcalde per informar-lo del negre panorama de l'entitat. El mes d'agost s'aconseguí trobar un nou president, era el doctor Josep M. Geli, que va demanar a Joan Duran que seguís de vicepresident.

## 1956-57: Una altra vegada a 3a
La nova temporada 1956-57 va iniciar-se amb un contratemps. La Federació va prohibir fitxar nous jugadors que visquessin a més d'un radi de cinquanta quilòmetres de la població de l'entitat. Això va obligar a tornar a posar la mirada sobre la pedrera. L'entrenador era Víctor Garay, comandant de l'exèrcit que després d'uns partits fou traslladat del seu destí militar i va deixar el lloc. Llavors es va fer càrrec de l'equip Novoa, que no tenia el títol d'entrenador i que a finals de temporada va renunciar a continuar la tasca, cosa que motivà que el president, Dr. Geli, pressionés Josep Fajol pel càrrec d'entrenador. Fajol, que havia estat el fundador d'aquell equip juvenil dit USPEAC, havia fet el curs de preparador juntament amb Milla, i constaven inscrits a la federació.
Fajol, en aquells moments, entrenava el Montgrí, que va quedar campió de Segona Regional. Fajol, que va debutar en el partit contra l'Igualada, guanyat per 8-1, va manifestar a la premsa que «en els desplaçaments el Figueres sortirà sempre amb precaucions defensives, però a casa, sempre a l'atac.»
Per la seva part, el nou president va demanar a la Federació que en cas d'ampliar-se la Tercera Divisió Nacional es tingués en compte al Figueres, més pel seu historial que per la classificació de la temporada anterior. Efectivament, així fou. La Federació va ampliar el grup i el Figueres es va veure inclòs a la Tercera Divisió Nacional de la qual havia baixat feia deu anys.
Es tractava d'un grup de 22 equips. El club no arribava a 500 socis i la fita era aconseguir aquest nombre. Els jugadors de la temporada foren Quintana, Fàbregas, Darnés, Ros, Rovira, Basset, Rodríguez, Labòria, Canet, Blánquez, Barnades, Vallès, Moral, Casas, Oliva, Roig, Ràfols, Geli, Cruset, Bruguer, Rodri, Valls, Añon, Lleti ... Vallès, fill d'un notari de Figueres, fou una altra novetat del planter local i va retirar-se del futbol per ingressar a l'orde religiós del monestir de Poblet.
Va començar la temporada amb un amistós contra l'Stuttgart, que es va guanyar per 6 a 0. El campionat no fou pas brillant i però Figueres es va classificar en 6è, la qual cosa li va permetre continuar a la categoria. El dèficit fou de 32.000 pessetes i es van demanar col·laboracions als socis per esborrar-lo. Es van jugar 42 partits de lliga, amb 20 victòries, 10 empats, 12 derrotes i 76 gols a favor i 43 en contra.
A l'assemblea fou reelegit Josep Geli, però com que no va trobar prou col·laboradors, va plegar. Es formà una gestora que va tenir moltes dificultats per a trobar un nou president. Va reunir exdirectius, però ningú es volia fer càrrec de l'entitat. A punt d'iniciar-se la nova temporada, es pogué formar una junta presidida per Bartolomé Mesquida. Va proposar, i es va acceptar, un augment de quotes de socis: 20 pessetes els de general, 25 els del lateral, 30 els de grades i 40 els que tenien dret a cadira. El preu de les entrades per als partits fou fixat a 15 pessetes la general, 20 els laterals, 25 les grades i 30 el dret a cadires. La Junta va prohibir l'entrada a la premsa als entrenaments i a causa del gran nombre de directius i amics, la mateixa junta va foragitar la premsa de la llotja de què disposaven i els va col·locar a un extrem del camp. Només un periodista va acceptar aquesta imposició, fins que més tard els retornaren el lloc, encara que no a la llotja anterior, però sí al costat de la tribuna presidencial.

## 1957-58: Dèficit i quotes pro-fitxatge
Així va començar la temporada 1957-58. A mitjan mes de setembre encara no hi havia president. El nou elegit, Mesquida, lluitava contra el temps per formar junta, cosa que aconseguí just deu dies abans de començar la temporada.
El president va contractar Francesc Milla com a entrenador i Prats com a secretari tècnic. Els jugadors eren Serra, Buscató, Garcia, Cullell, Palma, Pinós, Novés, Labòria, Joli, Vallès, Moral, Oliva, Veri, Coll, Miquel, Jordà, Fàbregas, Oro, Blanco, Manel, Iriarte... També cal destacar una novetat del planter: el porter Buscató, que va seguir la tradició figuerenca de magnífics porters. Aquest jugador s'havia iniciat al col·legi de La Salle i després va ser a l'USPEAC, al Sant Pere Pescador, a l'Anglès i a l'Olot.
A mitja temporada es va fitxar l'exinternacional Marià Gonzalvo i l'uruguaià Julio Outerelo. Foren dues bones adquisicions que, juntament amb la gran temporada de Joan Labòria, qualificat com el millor central de Tercera Divisió, donaren una gran brillantor al joc figuerenc.
El club va començar molt bé la temporada i a la primera volta estava classificat en tercer lloc. A mitja temporada la premsa de Barcelona va acusar el Figueres d'equip molt dur, versió que la junta va voler desmentir invitant la premsa barcelonina a veure el joc del Figueres a casa i als desplaçaments. Al final de la temporada l'equip va acabar en 6a posició. Va seguir el Trofeu Moscardó, en el qual el Figueres es proclamà campió de la primera fase en quedar empatat amb el Banyoles però eliminant-lo pel fet de sumar més córners a favor. A la fase final fou eliminat pel Granollers per un gol.
Encara que no era pas una mala temporada, sí que s'havia produït un dèficit força elevat i Mesquida va plegar. A la mateixa assemblea de socis es va proposar al directiu Francesc Sargatal per a nou president, proposta que fou acceptada pels socis. Sargatal va posar dues condicions: disposar d'un vot de confiança, que li fou atorgat, i concretar qui havia de fer-se càrrec del dèficit del club si a finals d'any se'n produïa. No es va aclarir aquella segona condició i en una nova junta general de socis es va aprovar implantar una quota extraordinària pro-fitxatges a base de 75, 150, 140 i 360 pessetes segons el tipus de quotes que pagaven els socis, abonament que es podia fer en un termini o en tres. En aquella junta van entrar alguns vistes i agents de duanes de la Jonquera, que hi van col·laborar econòmicament.
En total, aquella temporada es van jugar 48 partits amb 24 victòries, 10 empats, 14 derrotes, 87 gols a favor i 52 en contra.

## 1958-59: Inici d'un cicle gloriós
Amb aquests ingressos extres es va iniciar la temporada 1958-59. Sargatal va nomenar Mariano Gonzalvo com a secretari tècnic i va confirmar Milla. Van seguir a l'equip Novés, Oliva, Palma, Vallès, Veri, Joli, Moral, Coll i Gonzalvo, i es va fitxar Surribas, Arana (un gran jugador procedent del Tarragona), Casas, Ferragut, Roca, Hoste, Farré, Ruiz, Campos, Colmenar, Tejedor, Balasch (cedit pel RCD Espanyol) i Allué. Tot plegat, va costar tres-centes mil pessetes.
La temporada va començar guanyant al camp de l'Horta per 0 a 1. En total eren divuit equips i el Figueres va classificar-se en 4a posició. Tot seguit es va jugar el Trofeu General Moscardó. A la primera fase el Figueres va quedar campió i hagué de jugar una segona fase llampec entre el Figueres, l'Olot, el Badalona i el Mataró. Tres partits en una sola tarda i precisament al camp del Figueres, designat per a aquella fase. L'Olot va guanyar el Mataró per 2 a 0, i el Figueres el Badalona per 1 a 0. El Figueres i l'Olot, enmig d'una gran expectació, van jugar la final, proclamant-se vencedor el Figueres per 1 a 0. Amb aquell resultat el Figueres passava a l'última fase, a jugar al camp de les Corts, del Barcelona, davant de trenta mil espectadors. Es va celebrar a la nit i el Figueres va donar una gran impressió. Va guanyar l'Hospitalet, equip favorit dels aficionats, per 2 a 1, però va perdre en la final amb l'Europa per 2 a 1, proclamant-se subcampió de Catalunya, però essent considerat per la premsa com el «millor equip de Tercera Divisió catalana d'aquell any.»
El Figueres va jugar 44 partits, amb 24 victòries, 7 empats, 13 derrotes, 82 gols a favor i 64 en contra.
En aquell mateix any la Unió Esportiva Figueres va crear l'Escola de Futbolistes, la segona d'Espanya, a la qual es van matricular 87 alumnes d'entre 10 i 15 anys. Hi havia un quadre de bons professors i el director era l'entrenador Josep Fajol.

## 1959-60: Campió de 3a i promoció d'ascens a 2a
La temporada 1959-60 va marcar el cim d'un historial, només superat vint-i-quatre anys després. Entusiasmats directius i socis, es va procurar reformar el conjunt amb temps, renovant-se els contractes als millors de l'any anterior i procedint a noves fitxes, ben estudiades. «Al Figueres és més fàcil salvar-lo amb un quadre de bons jugadors, encara que sigui amb més despeses, que no amb un de mediocres. Figueres és una població de gran arrelament esportiu i futbolístic i no pot acontentar-se en ser una mitjania als torneigs en que participi», va manifestar el president Francesc Sargatal.
El conjunt estava format per Serles, Buscató, Coll, Cuartango, Roca, Palma, Arana, Gimeno, Mora, Castillejos, Romaguera, Sitjà, Felip, Tejedor, Masferrer, Romera, Ribera, Vílchez i Manel. Com a entrenador i jugador, l'exinternacional de l'Espanyol Julià Arcas. Josep Fajol era el segon entrenador. Era una plantilla excepcional. Es va sembrar nova herba al camp i es va projectar una tribuna coberta, però no es va fer. La plantació d'herba va representar que altres equips o els juvenils no hi juguessin més per tal de no fer malbé la nova gespa.
El dos primers partits es van jugar a fora, a Granollers i a Gavà, amb dues derrotes. Els aficionats estaven decebuts, però arran del tercer partit va començar una ràfega de victòries. Al final de la primera volta el Figueres era segon, a un punt del líder, el Granollers, el qual va venir a jugar a Figueres el primer partit de la segona volta, en la qual fou vençut i el Figueres passà a líder, lloc que ja no va abandonar fins a proclamar-se campió del seu grup. Tot seguit va jugar la fase de campions regionals contra l'Hospitalet en camp neutral (al camp de Les Corts de Barcelona), al qual va vèncer per 3 a 1 i quedà per tant, proclamat campió de Catalunya. L'afició estava plena d'entusiasme i aquell dia el camp estava ple de gom a gom, va haver-hi traques, coets, globus, exposició filatèlica i un sopar d'homenatge a l'Hotel Espanya. La Unió havia guanyat el títol més important de tota la seva història.
Aquell títol de campió del grup VII de Tercera Divisió li donà el dret de jugar la fase d'ascens a Segona Divisió. «D'aconseguir-se no es renunciarà a l'ascens, perquè aquest es l'anhel i aspiració des de l'inici de temporada i seria la més alta recompensa per premiar l'esforç fet per tots. Amb una directiva en bones relacions amb un equip de primera divisió es podrien resoldre alguns fitxatges de jugadors, a part de trobar una fórmula que lligués els interessos d'ambdós clubs. Les majors despeses es compensarien en majors ingressos de taquilla i major nombre de socis», va manifestar el president.
L'eliminatòria hagué de jugar-se contra el Sant Sebastià. El desplaçament al País Basc es va fer en condicions desfavorables del camp i un arbitratge casolà. Els jutges de línia eren de Sant Sebastià perquè no s'havien desplaçat els nomenats reglamentàriament. El Figueres va perdre per 4 a 0, amb dos gols anul·lats. Fou el primer partit radiat del Figueres a través de les ones de Ràdio Girona i en fou el locutor Josep Fajol, que llavors era el segon entrenador del club. Aquell resultat no va desanimar en absolut els socis figuerencs, que el diumenge següent, al camp local, van omplir de bandera el camp. Va arbitrar el col·legiat aragonès Peiró, que va tenir una actuació totalment parcial. Als catorze minuts de joc va assenyalar un penal contra el Figueres i tres minuts després, el Sant Sebastià, aprofitant un moment de desànim, aconseguia el 0 a 2, que representava un 0 a 6 en el conjunt de l'eliminatòria. La reacció del Figueres fou de gegant i a partir d'aquell moment, amb la inclusió de l'entrenador Arcas, el joc no va passar de mig camp. El Sant Sebastià estava embotellat. El Figueres va marcar 4 gols i va enviar una infinitat de pilotes als pals. L'àrbitre va expulsar el jugador figuerenc Romera, que precisament havia estat agredit. A cinc minuts del final tothom encara pensava que se salvaria l'eliminatòria, però només la mala sort va impedir que les pilotes entressin a gol, i el partit va acabar 4 a 2. No va poder ser, però va quedar per a la història com el partit probablement més titànic que ha jugat el club. Quan la junta del Figueres va presentar a la Federació Catalana de futbol una reclamació contra la desastrosa actuació de l'àrbitre, es va contestar que «el Sant Sebastià té molta força dins la Federació central i no creiem que es tregui res a la pràctica.»
Aquell any es van jugar amistosos contra el València, amb el resultat de 2 a 6 (el club que va donar una imatge de la Verge dels Desemparats a l'església de l'Asil Vilallonga), el Saragossa, amb un 2 a 1 (equip que també va donar una imatge de la Verge del Pilar a la parròquia de la Immaculada), el Sevilla i el Berlinés. Però el gran esdeveniment de Fires fou el Trofeu Salvador Vilarrasa, un fabricant natural de Besalú que tenia una gran indústria d'aglomerats de fusta a València. Aquell trofeu estava valorat en cinquanta mil pessetes. Era un torneig com mai s'havia fet i hi van participar els equips del Figueres, Cruzeiros (Brasil), Toulouse (França) i Espanyol. El Figueres va reforçar-se amb figures mundials com Joel, Didí, Vavá, Evaristo, Kubala i Czibor, formant una davantera que la premsa barcelonina considerava com la millor que en aquell moment es podia fer al món. El trofeu fou guanyat per l'Espanyol. Es va haver d'ampliar el camp amb uns entarimats laterals i col·locant gent dins del camp, a les bandes. Van venir aficionats de tot Catalunya. En el reglament d'aquell torneig figura per primera vegada la manera de resoldre els empats en una final, ja que fins llavors es feia per sorteig, tirant una moneda a l'aire, i en aquell reglament es va assenyalar el sistema de penals.
En aquella temporada es van jugar un total de 34 partits: 22 victòries, 6 empats, 6 derrotes, i 84 gols a favor i 38 en contra.

## 1960-62: Dues temporades a 3a
La següent temporada, 1960-61, la Unió jugà continuà disputant la competició al grup VII de Tercera Divisió, i acabà a mitja taula, en setena posició, lluny del campió Badalona (47 punts), amb 33 punts de 90 possibles, amb 13 victòries, 5 empats i 10 derrotes, amb 66 gols a favor i 50 en contra.
La temporada 1961-62, però, al grup VI de Tercera Divisió, acabà a 1 sol punt de la zona de promoció a Segona Divisió, per darrere només del campió Terrassa (43 punts) i del subcampió Girona FC (42 punts), amb 41 punts de 96 possibles, amb 17 victòries, 7 empats i 8 derrotes, i 59 gols a favor i 48 en contra.

## 1962-63: Descens a Regional
Molt pocs aficionats pronosticaven que es faria un paper tan trist a la nova temporada 1962-63 al grup VI de Tercera Divisió. Tothom pensava que la junta, que va seguir presidint Fernando Gutiérrez, estava encertada en la seva gestió i confiava en l'equip. Hi havia una bona plantilla: Buscató, Castañer, Sala, Ventura, Comamala, Ferragut, Monràs, Ladaria, Finín, Franch, Tejedor, Aloy (exjugador del Barcelona), Ventura, etc. D'entrenador, Josep Fajol. Calia preveure que al final d'aquella temporada els dos grups catalans de Tercera Divisió de 16 equips cada un s'unificarien en un sol grup de 20 equips i, per tant, molts perdrien la categoria.
Era necessari classificar-se en un bon lloc. Es va començar bé (Vic-Figueres 0 a 2 i Figueres-Terrassa 4-0) i durant diverses jornades es van mantenir resultats positius que permetien pensar en una bona classificació, però a mesura que passaven les jornades els altres equips van créixer i el Figueres va perdre la seva eficàcia golejadora. Les victòries es convertiren en empats i els empats en derrotes. Al final el Figueres va quedar en dotzena posició (a només 2 punts de la salvació), va perdre la Tercera Divisió i va tornar a la Primera Regional. La pèrdua de categoria era llastimosa i la junta va presentar la dimissió després de concedir la llibertat a alguns jugadors per no haver de pagar els nous contractes.
En total es van jugar 30 partits, amb 26 punts de 90 possibles, am 9 victòries, 8 empats i 13 derrotes, i amb un total de 52 gols a favor i 63 en contra.

## 1963-64: Un professor mercantil de president
Malament es presentava al mes de juliol de 1963 la nova temporada 1963-64. Calgué buscar un nou president, en un moment de gran desgavell econòmic. Semblava molt difícil. Aquell problema fou el que va convidar a buscar una persona entesa en números i es va trobar en el conegut assessor fiscal i professor mercantil Aureli Teixidor, fill de Pere Teixidor que havia estat el primer cronista esportiu de Figueres. Va acceptar-ho en no trobar-se cap altra persona que se'n volgués fer càrrec. Va manifestar que no allargaria mes el braç que la mànega i va demanar als socis si volien que l'equip tornés a Tercera Divisió, i el crit fou unàmime: «Sí!».
Acostumats a tenir presidents que duraven dos o tres anys, Teixidor es va mantenir en el càrrec al llarg de sis temporades i va confirmar que «les aspiracions de la Junta Directiva són trobar la fórmula justa en l'ordre econòmic que permeti el desenvolupament de l'entitat, i en l'ordre esportiu, reingressar a la categoria nacional». Va posar la mirada en el planter, amb un futbol més modest però de més futur. També va demanar paciència a l'afició i es nomenaren uns compromissaris per estar constantment vinculats amb els socis i escoltar la seva opinió. Va confeccionar un detallat estudi dels possibles ingressos de taquilla de cada partit, valorant els factors de cadascun d'ells, i les despeses concretes, aconseguint un pressupost anivellat en el qual no es preveia dèficit. Va eliminar les quotes pro-fitxatges i va establir-ne una de voluntària.
Al camp van instal·lar-se uns grans anuncis publicitaris que van permetre uns nous ingressos al club. Era tota una nova experiència reformista amb un criteri basat en la realitat econòmica, que aconseguí posar ordre al desgavell administratiu. Es jugava a Primera Regional i les noves adquisicions foren locals i provincials.
La plantilla estava formada per Lozano, Comamala, Serra, Oliver, Sans, Arana, Pairó, Carbonell, Sardà, Rafa, Ferrer, Campà, Coll, Geronès, Mascarell, Castañer, Ladaria.... Es van perdre Sala, Finín (aquest es reincorporaria poc després) i Franch, que passaren al Girona. El nou Carbonell era germà d'aquell Carbonell que havia estat un gran defensa central de la Unió i era igualment figuerenc. Aquest juvenil havia començat a jugar al col·legi de La Salle i després va anar a l'Olímpic amateur i al Figuerenc. Va ser cridat dues vegades a la selecció juvenil espanyola. Era un golejador nat, amb un remat potentíssim. L'entrenador fou novament Milla que, com tantes vegades, era l'home de confiança de la junta.
El primer partit de lliga es va jugar a casa contra l'Olot i es va perdre per 0 a 2, però en el següent partit a casa amb l'Manlleu el resultat fou de 8 a 4; va seguir un Blanes-Figueres amb el resultat de 0 a 4... L'afició va veure un equip prometedor que va situar-se en posicions còmodes de la classificació, observant que els valors juvenils anaven en alça. Amb tot, tornaren els partits dolents i a l'última jornada el Figueres es va enfrontar al Ripoll, del resultat del qual depenia la promoció. Va guanyar per 7 a 2 i es va salvar.
Al torneig següent de la Copa Catalana el Figueres va guanyar els dos partits contra el Cassà (9 a 2 i 1 a 0), els de Sant Celoni (3 a 1 i 4 a 1), un al Roses (6 a 3), un altre al Bisbalenc (1-0) i només va perdre al camp del Roses (2 a 1) i va empatar al terreny del Bisbalenc (1 a 1). A la semifinal va caure davant el Montcada per 2 a 1 i 0 a 3.
La temporada havia estat de 48 partits, 20 victòries, 0 empats i 18 derrotes, 102 gols a favor i 82 en contra. Una cosa va sorprendre tothom: s'havia acabat la temporada sense dèficit, fet insòlit en aquells anys, fruit de la política econòmica meditada i executada pel president Teixidor.

## 1964-65: Retorn a 3a i sanejament econòmic
Al començament de la nova temporada 1964-65, a Francesc Milla, que continuava d'entrenador, un periodista li va preguntar si veia factible tornar a pujar a Tercera Divisió amb aquell equip esperançador i va contestar afirmativament dient que calia contractar altres valors joves de Figueres i de la seva comarca per formar, amb la plantilla del moment, un conjunt capaç d'anar a la categoria superior. Demanà l'ajut del públic, ja que els valors joves volien el calor i la confiança dels socis. Els jugadors eren: Rafa, Juncà, Finín, Ribas, Prieto, Brugués, Vallmajó, Arnau, Comamala, Casals, Sanz, Blanquera, Duran, Vilalta, Carbonell, Lozano, Coll, Cisquet.... Per la seva part, la junta es presentava amb l'economia sanejada.
L'any futbolístic va començar bé: Figueres-Gramenet 3 a 0, Berga-Figueres 1 a 4... A la cinquena jornada ja era líder. Es jugava molt bé i es guanyava per amplis resultats encara que els adversaris eren difícils. Finín, que havia tornat al Figueres, formava amb Carbonell un tàndem imparable en el camí cap a gol. Era un jugador molt fi i no hi havia altre sistema per frenar-lo que el de fer-li falta. Al camp de l'Anglès l'arbitre hagué d'expulsar tres jugadors d'aquest equip per faltes greus contra Finín.
El Figueres va acabar el torneig empatat al primer lloc amb el Júpiter, el qual es proclamà campió pel coeficient particular favorable de gols. Per aquest motiu el Figueres hagué de jugar la lligueta d'ascens contra els equips del Manresa, Sant Martí i Olot. Va perdre els dos primers partits i va guanyar tots els altres. Es van batre tots els rècords de taquilla. El Figueres tornava a reintegrar-se a la Tercera Divisió.
A l'Ajuntament es va fer una recepció oficial i la junta anunciava un altre èxit: superàvit de més de 100.000 pessetes. Insòlit. A més, s'havia concertat el traspàs del davanter centre Carbonell, màxim golejador de la temporada, a l'Espanyol. El jugador va cobrar 125.000 pessetes de fitxa i un sou mensual de 6.000, mentre que per al Figueres va representar un partit al camp local contra l'Espanyol, amb una taquilla assegurada de 150.000 pessetes. L'Espanyol es va comprometre a presentar els seus millors valors, com Kubala, Carmelo i Tejada. El partit es va disputar per Santa Creu, amb un gran èxit de públic. El resultat: 0 a 2 a favor dels pericos.
La temporada havia ofert 44 partits, dels quals 29 es van guanyar, 6 empatar i 9 es van perdre. Quant a gols, 126 a favor i 57 en contra. S'ha de recular més de vint-i-cinc anys per trobar un nombre tan elevat de gols.

## 1965-66: Superàvit econòmic
Després d'aquell gran èxit, calia preparar la nova temporada 1965-66 en aquella Tercera Divisió que es presentava molt forta. L'absència de Carbonell fou un forat difícil de cobrir, però es va arrodonir un conjunt amb força confiança: Arnau, Lozano, Ayala, Casals, Encinas, Franch, Blanquera, Duran, Monràs, Ovejero, Jacas, Finín, Rafa, Casanovas, Martínez, Ribas, Comamala, Sitja, Cano, Coll... L'entrenador continuava sent Francesc Milla.
En un primer partit amistós es va empatar a dos gols amb una selecció regional. L'inici de la nova temporada fou dolent: a casa es va empatar amb el Tarragona i es va perdre amb l'Atlètic de Catalunya. No va guanyar fins al cinquè partit, davant el Girona FC. Però a poc a poc l'equip s'anà recuperant i va ascendir fins al sisè lloc, classificació molt bona tenint en compte que hi havia equips que s'havien preparat molt per pujar a Segona Divisió, com el Tarragona, el Girona i l'Olot. A la segona volta els resultats foren irregulars i es va fitxar l'exbarcelonista Szalay. El Figueres va acabar en dotzena posició, cosa que assegurava la permanència a la Tercera Divisió. A continuació va participar en el Trofeu Moscardó, però fou eliminat a la primera ronda: Mataró-Figueres, 2 a 0 i 2 a 2.
En acabar la temporada la junta va fer un balanç: 40 partits jugats, 15 de guanyats, 8 d'empatats i 17 de perduts, 57 gols a favor i 65 en contra. S'havia conservat la nova categoria i a la vegada hi havia hagut un superàvit de 207.000 pessetes. Altra vegada els socis expressaven la seva satisfacció per la política econòmica del club.
Al començament d'aquella temporada cal marcar l'inici de la publicació Guía Deportiva, a cura de dos aficionats, ambdós impressors de can Pujol: Carles Lloveras i Adolf Navarro. En aquesta guia es recollien entrevistes amb els jugadors actuals i anteriors, anàlisis de rivals i classificacions, i constitueix un valuós document històric.

## 1966-67: Enllumenat al camp
La preparació de la temporada 1966-67 va ser també molt estudiada. El pressupost fou de 2.500.000 de pessetes i es va acordar un augment del deu per cent sobre les quotes dels socis i les entrades. Una gran novetat fou la inauguració de l'enllumenat elèctric del camp, el 19 d'agost, amb un amistós contra el Mataró que va acabar amb empat a un gol. El curiós és que durant aquell partit hi hagueren dues apagades de llum, no imputables a la instal·lació sinó de caràcter general a tota la ciutat. La segona apagada fou en el precís moment que el Mataró marcava el gol. Aquella instal·lació va costar 500.000 pessetes i, encara que hi havia una subvenció de la Delegació Nacional d'Esports de 250.000 pessetes, al final no es feu efectiva.
El president Aureli Teixidor va agrupar tots els equips juvenils en un sol conjunt que va guanyar en potencialitat, proclamant-se campió juvenil provincial. Francesc Milla va seguir d'entrenador i la plantilla estava formada per Comamala, Vidal, Monràs, Blanquera, Franch, Finín, Pío, Rivero, Sitja, Rafa, Segura, Llorens, Sabadí, i els nous fitxatges de Borja, Díez, Finestres, Farinas, Rivero i Mis.
Aquell any es va practicar una tàctica més defensiva, amb quatre defenses. Els primers partits foren bons: empat al camp de l'Igualada (2 a 2), victòria al camp del Sants (1 a 2) i a casa amb el Mataró (2 a 0) i l'Atlètic de Catalunya (5 a 0). A la vuitena jornada l'equip anava líder. Llavors va seguir una sèrie de partits mediocres, amb moltes lesions, i es van perdre deu positius. Es va acabar en desè lloc.
En el Trofeu Moscardó el Figueres va salvar la primera eliminatòria, però fou eliminat a la fase final pel Granollers per 3 a 2 i 1 a 4.
En total, en aquella temporada es van jugar 46 partits, amb 22 victòries, 6 empats i 18 derrotes, aconseguint-se 77 gols a favor per 65 en contra.
Dos interessants partits amistosos foren els quals va jugar el Figueres contra el Bohemians i el Yrin Dundalk, tots dos clubs irlandesos. Al conjunt unionista van reforçar-lo els jugadors de primera divisió Marcial, Reina i Ramoní, que complien el servei militar a Sant Climent Sescebes.
Novament el Figueres va veure com un equip de primera divisió, aquesta vegada el FC Barcelona, s'interessava per un dels seus jugadors. Fou Miquel Sitjà, que només tenia dinou anys i era un gran rematador. Per compensar el traspàs, el Barcelona va venir a jugar a Figueres, sense cap cost de despeses i amb una taquilla assegurada. El Figueres va reforçar-se amb el famós Puskas i el resultat fou d'1 a 2.

## 1967-68: Un Reial Madrid per Fires
Amb la mateixa junta presidida per Teixidor es va iniciar la temporada 1967-68. El pressupost estudiat fou de 2.600.000 pessetes (1.800.000 en fitxes i 800.000 en despeses), que en números rodons equivalia a unes 60.000 pessetes per partit. Com que als desplaçaments no hi havia taquilla, això volia dir que a casa s'havien de fer 20.000 pessetes per partit, inclosa la quota de socis. La junta va lliurar unes obligacions de 1.000 pessetes, amortitzables en deu anys amb un interès del 4,5 per cent.
La plantilla de jugadors estava formada per Cortada, Pío, Monràs, Bartolomé, Rafa, Torrent, Sabadí, Blanquera, Segura, Farinas, Comamala, Expósito, Mis, Rivero, Busquets, Manolete... sota les ordres de l'entrenador Milla. Aquell any es va retirar Finín. La preocupació tècnica era disposar d'un bon central i es va trobar en Cortada, jugador del planter. Hi hagué moltes lesions, una d'elles molt greu: la cama trencada de Sabadí.
Les tàctiques imperants, de grans precaucions defensives, van motivar l'obtenció de positius als desplaçaments i la pèrdua dels partits de casa. Per altra part, la temporada es presentava difícil pel nombre de clubs provincials, de gran rivalitat, com eren el Girona FC, l'Olot, el Palafrugell, el Lloret i l'Guíxols. Es va guanyar al Guíxols (4 a 1) i a l'Olot (1 a 2), però es va perdre a casa amb el Tarragona (1 a 4). Curiós va ser el cas del partit Figueres-Vilanova i la Geltrú, amb el resultat de 5 a 2. Com que l'entrenador es va posar malalt, va asseure's a la banqueta com a tècnic el vicepresident Pere Giró, que va fer les seves funcions.
Al final d'aquella temporada es van jugar 44 partits, amb 17 victòries, 9 empats, 19 derrotes, 77 gols a favor i 78 en contra.
Per les Fires de la Santa Creu hi va haver dos grans esdeveniments: la presència, per primera vegada a Figueres, del Reial Madrid i un nou Figueres-FC Barcelona, encara que tots dos van venir amb suplents. Resultats: 0 a 1 i 1 a 6. Ambdós partits tingueren una gran afluència de públic al camp.
Una novetat fou el trasllat, el mes de març de 1968, de la seu social del club que va passar de l'històric Cafè Europa, dels carrers Monturiol i Caamaño, al Casino Menestral Figuerenc. El motiu fou el projecte que tenia la propietat de l'edifici d'enderrocar la construcció que era de principis de segle, i fer un nou grup d'habitatges. El Cafè Europa va traslladar-se al carrer del Forn Baix.
En el canvi de local social es va produir un fet lamentable per l'historial de la Unió Esportiva. A causa d'unes fortes pluges hi hagué una filtració d'aigua a les oficines del club, que va inundar el local i va fer malbé molts documents i fotografies de jugadors de l'entitat, de manera que es va perdre així una part del seu arxiu històric.

## 1968-69: 50è aniversari i campió del Moscardó
La temporada 1968-69 va tenir dues fases diferents.
Va continuar de president Aureli Teixidor, que va preveure un pressupost de 2.500.000 pessetes amb el qual es podia tirar endavant el club sense endeutar-se. L'entrenador seguia sent Francesc Milla.
Es va començar empatant a un gol els tres primers partits a casa, Calella, Gramenet i Palafrugell, mentre es perdien els de fora. S'aplicava una tàctica defensiva que no impedia ser un dels clubs més golejats. Fins a la setena jornada no es va guanyar el primer partit, a casa davant el Terrassa per 2-1. El conjunt va guanyar fermesa i va destacar el partit contra el Sant Andreu, en el qual els unionistes, amb dos jugadors expulsats, van remuntar amb tenacitat i joc preuat un resultat advers. Encara que van millorar els resultats, es va anar consolidant una mala puntuació i al darrer partit el Figueres era penúltim. Es va jugar a casa, contra l'Igualada, que era l'últim. Es va guanyar per 2-1 i el Figueres es va salvar pels pèls.
En canvi va continuar jugant al Trofeu Moscardó amb un gran èxit. Dues victòries contra l'Olot per 1-0, una derrota per 3-2 i una victòria per 3-1 amb el Lloret, que li va permetre jugar la final amb el Girona FC, partit que va acabar amb 0-0 i calgueren trenta penals per decidir el guanyador, que fou el Figueres. Per primera i única vegada fou campió del trofeu.
En total es van jugar 43 partits: 13 victòries, 8 empats, 22 derrotes, 58 gols a favor i 86 en contra.
El conjunt blau-i-blanc estava compost per Borja, Reig, Torrecabota,Comamala, Cortada, Joselín, Rivero, Pío, Celestino, Bartolomé, Rafa, Montero, Franco, Hernández, Echegoen, Català, Segura, Busquets, Fariñas i Sabadí. Destacà el jugador basc Echegoyen que seria anomenat el Mestre i que jugaria fins al 1980, amb l'absència d'un petit parèntesi.
Per Fires es va jugar un amistós contra el València (1-6), el trofeu Caresa amb el Sabadell (1-1) i un amistós contra el Samboyano (0-0) en el qual Aureli Teixidor es va acomiadar de l'afició i va fer la presentació oficial del nou president, l'enginyer Víctor Ferreres, president del consell d'administració de Caresa, indústria instal·lada a Vila-sacra que fabricava caravanes de cotxes.
Amb l'avinentesa de complir-se 50 anys de la fundació de la Unió Esportiva Figueres es van celebrar diversos actes i un partit contra el FC Barcelona, el 19 de març, amb el resultat de 0 a 8. Per la seva part, el setmanari Ampurdán va publicar, en fascicles, la història del club, a cura del cronista Josep M. Bernils.

## 1969-70: Descens a Preferent
L'estiu de 1969 va ser força mogut, amb una forta crisi directiva que es va resoldre amb l'elecció de Víctor Ferreres per dirigir l'entitat. El 4 de juliol es va celebrar una tensa assemblea general extraordinària que va intentar resoldre la situació.
A la pretemporada, el Figueres va jugar la primera edició del Trofeu de l'Estany de Banyoles, que no va poder guanyar en caure derrotat a les semifinals pel Girona FC (2-0) i haver-se de conformar amb una victòria de consolació davant l'Olot (1-0). En altres amistosos, la Unió va empatar amb el Marignane (1-1) i va vèncer l'Atlètic Balears (2-1).
El grup quart de Tercera Divisió disposava de 20 equips, i aquell any els 11 darrers classificats descendirien directament a Regional a causa de noves reformes de la Federació. Calia, per tant, fer una temporada molt bona per mantenir la categoria. L'entrenador Milla tenia una plantilla formada per Borja i Reig (porters); Comamala, Joselín, Cortada, Rafa, Pío, Bartolomé, Català, Pagès Cubells, Rivera, Castro, Franco, Montero, Echegoyen i Busquets.
L'inici de la temporada va ser positiu, amb un 2-0 favorable davant l'Atlètic Catalunya en lliga i la superació de la primera eliminatòria de la Copa deixant enrere l'Iruña amb un 0-1 en el seu camp i un triomf per 3-2 al camp del Far. A la lliga regular les coses es van començar a tòrcer, i el 3 de novembre, la junta de Ferreres va sancionar els jugadors per un inesperat 4-0 al camp del Santboià. Poc després va ser destituït Milla i el va substituir el tècnic Serrano, que aviat va ser criticat pel seu mètode de treball i els resultats obtinguts. Malgrat això, es va superar una altra eliminatòria de Copa amb l'equip castelloní de l'Onda (3-0 aquí i 2-1 allà), encara que poc després el Sestao de Maguregui aixafaria les il·lusions unionistes amb un 3-1 a Euskadi i un ajustat 2-1 a Figueres.
El 1970 va començar amb la imposició de la insígnia d'Or del club al restaurador Joan Duran. Amb un 0-2 davant l'Europa, es va acabar la imbatibilitat unionista en el seu camp, mentre els juvenils es proclamaven campions provincials. Un arbitratge polèmic en el partit Figueres-Lleida, que va acabar amb 3-2 al marcador, amb gols de Montero, Franco i Echegoyen, va acabar amb el tancament federatiu del camp. El Figueres va haver de jugar el següent partit al camp gironí de Vista Alegre, on va guanyar 4-1 al Nàstic.
Per Fires el Barça va visitar Figueres i es va imposar per 1-4. Mercè Montal, filla del president blaugrana, Agustí Montal i Galobart, va fer la sacada d'honor. Amb el Barça jugaven Sadurní, Martí Filosia i Fusté.
A la lliga les coses anaven malament, però un 0-2 a Reus Deportiu va fer creure en la permanència a Tercera. Poc després, el Figueres va perdre per 3-2 a Gavà i va dir adéu a la categoria, quedant en novena posició, a 4 punts només de la salvació. Un 6-0 final amb el Mataró (amb 3 gols d'Echegoyen) no va servir de res i el club va descendir a Regional Preferent.
Un dilluns de juny, Ferreres va dimitir en una assemblea. Es va crear una Junta Gestora que va presidir Bartolomé Mesquida des de l'1 de juliol fins al dia 22, quan va ser elegit formalment Pere Giró. EI club tenia un dèficit de 450.000 pessetes. Es va contractar el tècnic Francesc Milla, que feia poc que tenia el títol nacional, obtingut en la mateixa promoció del banyolí Castañer i els mítics Kubala i Santamaria. La novena posició a la classificació va suposar el descens a Divisió Preferent.

## 1970-71: Un juvenil anomenat Vilarrodà
L'equip el formaven els porters Reig, Borja i Garcia (cedit pel Girona), Comamala, Cortada, Bartolomé, Joselín, Farro, Prada, Casamort, Samsó, Carrillo, Falco, Pio, Rafa, Cubells i Ferrer. El Girona va cedir Lloveras i Fontané, mentre que Huguet va ser repescat del Roses i Alguero del Bisbalenc.
Aquella temporada, Milla va comptar amb els efectius de l'equip juvenil, entre ells Pagès i Vilarrodà, «dos nois que prometen però que no són res de l'altre món», segons va escriure un corresponsal amb «molt bon cop d'ull» de l'època. En el Torneig de l'Estany els amfitrions van guanyar per 2-1 a les semifinals i el Figueres es va haver de conformar amb un ampli 4-0 al Bisbalenc. A la segona jornada, Pere Giró va imposar la Insígnia d'Or del Club a Bartolomé Mesquida.
A la lliga de Regional Preferent les coses no anaven massa bé, el Figueres jugava amb cinc atacants però era l'equip menys efectiu després del cuer Santboià. Els cronistes del moment titulaven «el paciente sigue sin recuperarse» després d'un 3-1 a Lloret i un 2-0 a Horta. Milla, preocupat pel baix rendiment de la davantera, va començar a buscar alternatives i el 2 de maig va fer jugar de titular un jove extrem de l'equip juvenil: Pere Vilarrodà. Dues jornades després, marcaria el seu primer gol a la lliga, va ser el que va obrir el triomf per 3-0 davant el cuer Santboià. Abans s'havia jugat el clàssic partit de Fires amb el Barça de Mora, Garcia Castany, Franch, Zaldúa, Carles Rexach i Alfonseda, amb un ajustat 0-1 a favor dels culés (gol d'Alfonseda). Aquella meritòria derrota mínima davant tot un primera divisió no va ser altra cosa que un emmirallament, perquè després de perdre 2-0 a Sabadell, la Unió va haver de jugar els play-offs de permanència. La situació era magra, sobretot en llegir com el cronista de l'Ampurdán escrivia: «Hoy el momento es difícil. Muchos aficionados han abandonado al equipo por su descenso y por los aburridos partidos y resultados ofrecidos esta temporada. Da pena ver el vacío de las graderías, termómetro exacto del poco interés hacia el equipo.» El sorteig va voler que s'enfrontessin Figueres i Palamós per decidir qui perdia la categoria Preferent. El 20 de juny, el Figueres va guanyar el primer partit per 2-1, però va ser fortament criticat perquè podia haver decidit l'eliminatòria, ja que Lloveras i Cubells van fallar dos penals i el Palamós va acabar jugant amb vuit homes sobre el camp. «Ridículo», van titular les cròniques. Sortosament pels interessos del Figueres, el 27 de juny van poder escriure «se acabó la pesadilla» gràcies a un empat sense gols al Baix Empordà.

## 1971-72: A punt de pujar amb Pinto
La temporada següent a Regional Preferent va ser de tràmit i amb poques novetats. Giró va contractar Pepe Pinto per dirigir l'equip. Valls (Palamós), Sánchez (Palafrugell) i Rebollo, cedit per l'Espanyol mentre feia la mili a Sant Climent, van ser les altes més destacades, amb l'arribada d'un jove Miret a la porteria. Amb un pressupost de 2.500.000 de pessetes, l'equip aspirava al retorn a Tercera. Pinto ja els va dir als jugadors que seria «dur i inflexible.» L'aiguat de setembre va obligar a suspendre la quarta jornada de lliga amb el Gavà. Els prínceps Joan Carles i Sofia van visitar Figueres i la Federació va prometre ajuts per reparar els danys causats en el camp de futbol. El rumb futbolístic va anar millor, i a poc d'acabar la primera volta, l'equip era cinquè gràcies als nombrosos gols marcats per Sánchez (en va fer 26, moltes vegades de dos en dos). El 12 de març la Unió ja ocupava la tercera plaça a 6 punts del líder Masnou. Després de guanyar 0-2 a Granollers i superar per 2-1 el Blanes, es va situar segon. L'alcalde Guardiola va anar al camp després de dos anys d'absència. Un empat a un gol al camp de l'Iberia, a cinc jornades del final, va destapar el gerro de l'eufòria. La posterior victòria a Banyoles (0-2) va deixar l'equip en segon lloc, a punt de pujar. Va arribar una golejada al Sants (5-0, amb 3 dianes de Sánchez), però el posterior 3-1 a Vilafranca va fer perdre les opcions d'ascens a les portes del final del campionat. Tot i això, el Figueres encara va tenir temps de donar un «ruixat al líder» en guanyar al campió Masnou per 3-1.
Per Fires es va jugar el tradicional partit amb el Barça: 0-0 al final i els jugadors amb braçalets negres per la mort del mític Samitier. Rexach, Eladio, Fusté i Sadurní estaven entre els blaugranes. Va ser aleshores quan es va començar a remorejar el salt del jove Vilarrodà (que havia marcat el darrer gol de la lliga al líder) al Futbol Club Barcelona.

## 1972-73: De culés aperiquitos
La temporada a Regional Preferent va ser força accidentada i va servir per veure que les relacions amb els equips grans depenen dels favors donats i rebuts. Es van fer obres per valor de 150.000 pessetes al camp del Far i es va començar a parlar de cobrir la tribuna, amb un projecte pressupostat en 600.000 pessetes. L'assemblea de l'11 de juliol va acordar apujar les quotes dels socis entre un 15 i un 20 per cent, una mesura que no va ser gaire popular. Vilarrodà va continuar a Figueres i Pepe Pinto va poder comptar amb les destacades incorporacions de Marina (Calvo Sotelo) i Calderer (que amb el Granollers havia marcat 30 gols), però va perdre Cubells, que se'n va anar a Granollers.
Poc després d'encetar el campionat, insistents rumors van situar el blaugrana Martí Filosia al Figueres, derivats de les seves relacions comercials amb una botiga de la ciutat. Amb el Figueres líder, van aparèixer altres rumors que deien que Giró abandonava la presidència. La bona trajectòria de l'equip va provocar que la gent tornés al camp municipal. Giró va pagar un sopar a la plantilla pel seu bon rendiment, que va fer-se a Espolla, i va tirar per terra una suposada fama de gafe quan va viatjar per primer cop amb l'expedició unionista fins a Banyoles, on es va guanyar per 1-3 i es va mantenir el liderat. Una entrebancada amb el Granollers a casa (3-4) seguida d'una derrota a Andorra (1-0), va permetre al Barça Atlètic situar-se al capdavant a tres punts dels figuerencs. Pinto va ser criticat pel seu excessiu conformisme i abans d'acabar la primera volta, Giró va confirmar que plegaria en acabar la temporada.
Els resultats no van acompanyar, i en més d'una ocasió el president va protagonitzar una «lectura de cartilla» als jugadors i al cos tècnic. El 28 de gener de 1973 va arribar un fet transcendent, quan el Figueres va guanyar per 3-1 al líder, el Barça Atlètic, que venia amb ganes de referendar com fos la seva posició. Els de can Barça no es van agafar gens bé aquella derrota i va repercutir en les relacions entre els dos clubs. El tradicional partit amistós de Fires amb el Barça no es va jugar, i el Figueres va contactar amb l'Espanyol per disputar-lo. Els pericos van acceptar i van venir amb les seves figures (Solsona, Amiano, Carbonell, Roberto Martínez i altres). Un empat sense gols va deslluir l'enfrontament.
A la lliga, la Unió va arribar al segon lloc després de golejar per 4-0 l'Andorra, amb tres gols de Calderer. Al final, l'equip va acabar en tercera posició després de perdre les opcions d'ascens a Gavà (2-0).
La temporada es va cloure amb 20 victòries, 7 empats i 11 derrotes, amb 68 gols marcats i 35 d'encaixats, que van permetre sumar 47 punts. El Barça Atlètic va ser campió amb 56 punts, i la Gramenet va ser segon amb 50 punts. Els joves Rodríguez i Pagès van ser tantejats per diversos equips grans. Bartolomé, que estava cedit al Peralada, interessava al Barça. Els blaugrana també van fixar els seus ulls en un noiet de l'equip infantil: Josep Duran i Pagès, Pitu Duran. Pere Giró va deixar la presidència: «marxo cansat i amb alguna decepció a sobre», va dir. L'assemblea general va elegir Antoni Pagès per substituir-lo. Pepe Pinto va ser fitxat per l'Atlètic Balears.

## 1973-74: Al Mundial d'Alemanya
Amb només 500 socis i amb Joan Segarra d'entrenador, el president Antoni Pagès es va tornar a plantejar el repte de l'ascens. La Unió va recuperar Vilarrodà i Cubells, i va incorporar com a novetat més destacada Baltrons (Granollers). Amb el Girona va intercanviar Pagès per Vivolas i va donar la baixa a Carrillo, Marina, Calderer, Masferrer i el golejador Sánchez.
Només de començar el campionat de Regional Preferent, el tècnic Segarra es va trobar amb pressions de tota classe, fins i tot dels propis mitjans de comunicació locals que li aconsellaven l'alineació. Vilarrodà va començar a despuntar de primer moment, però els resultats no van acompanyar i això va provocar diversos enrenous. Un d'ells va haver de protagonistes el president Pagès i el jugador Bartolomé, que va ser durament criticat pel directiu, encara que finalment van posar-se d'acord. A la meitat de la primera volta, el club va fitxar el porter Rodes, que feia dos anys que no jugava. Al cap de pocs dies, el va substituir el jove Calvo a causa d'una lleugera malaltia. Després de perdre a casa amb l'Olot (1-2), caure derrotat en el camp de l'Artiguense (3-2) i empatar amb l'Hospitalet en el camp del Far (0-0), Segarra va ser destituït i en el seu lloc es va asseure a la banqueta Lluís Coll. La seva arribada va ser espectacular, amb un 2-6 en el desplaçament a Tàrrega, amb gols de Baltrons, Vilarrodà, Vivolas, Bartolomé i Cubells. A principis de gener de 1974, la directiva va fitxar els uruguaians Guzmán Martineda i Umberto Castro, a més de la incorporació de Pagès, provinent del Banyoles. Un seguit de bons resultats van provocar que el president prometés a la plantilla un viatge a Alemanya, en acabar la temporada, coincidint amb el campionat del Món del 1974. Un 0-2 a Manresa va col·locar la Unió en sisè lloc, a 4 punts del líder Masnou. Davant l'Oliana (5-1) va debutar el jove Nogué. El 24 de març, en el camp del Reus Deportiu amb 1-0 favorable als locals, es va suspendre el partit quan faltaven 20 minuts pel temps reglamentari, a causa d'una injustificada agressió a un línia per part local. L'11 d'abril es van acabar de jugar els minuts que faltaven, però el marcador no es va moure. Pocs dies abans, a Figueres, els de casa havien protagonitzat una memorable gesta en remuntar un 2-3 desfavorable quan faltaven 8 minuts i deixar el marcador en un victoriós 4-3. Pagès va fer tres gols aquella tarda. A la penúltima jornada, la Unió ocupava la tercera plaça amb 44 punts, un parell menys que els líders Granollers i Manresa. El Figueres va guanyar a Granollers per 1-3 però a la darrera jornada va fer figa a casa amb el Vic (1-2). Vilarrodà, de penal, va ser l'autor del gol de l'honor.
L'equip va acabar en quarta posició, amb 21 victòries, 2 empats i 15 derrotes i un bagatge d'encert rellevant: 86 gols marcats en 38 partits, però 63 d'encaixats.
Per Fires, el Figueres va guanyar 2-1 al Portuguesa Fútbol Club de Veneçuela, equip amb el qual jugava l'internacional brasiler Mario Baesso.
L'assemblea del 31 de maig va reelegir Pagès a la presidència. L'empresari, fidel a la seva paraula, va pagar de la seva butxaca un desplaçament a Alemanya, als jugadors, tècnics, directius i periodistes.

## 1974-75: Debuta JosepPituDuran
L'estiu de 1974 es va parlar de forma seriosa, per primer cop, de la possible construcció d'un nou camp de futbol. La Unió va renovar la majoria de jugadors que tan bon paper havien fet la campanya anterior i va incorporar Ferrer (Lloret) i Granados (Girona), entre d'altres.
En el Torneig de l'Estany, que havia estat figuerenc l'any abans, l'Olot va impedir la repetició de la gesta (1-3).
En lliga, a la desena jornada del campionat de Regional Preferent, amb Lluís Coll a la banqueta, l'equip es va situar en quart lloc, a 3 punts del líder Andorra. Tres bons resultats consecutius el van pujar a la segona plaça, a només un punt del primer, el Masnou. Mentrestant, un juvenil del club, el jove Salazar, de 17 anys, era cridat per Chus Pereda per anar a jugar amb la selecció catalana. Quan faltava poc per acabar la primera volta, la Unió va perdre una ocasió d'or per aconseguir el liderat en desaprofitar una ensopegada del Masnou a Hospitalet (2-0), amb un trist empat a casa amb la Gramenet (0-0). De mica en mica, el Figueres va afluixar el ritme i Coll, que confiava en el planter, va començar a motivar els jugadors cridant nois de l'equip juvenil. Un d'ells es deia Josep Duran i el 16 de febrer de 1975 a Vic, va substituir Serina a la segona part. Duran, Pitu Duran, com ha passat a la història, va jugar per primer cop amb el primer equip de la Unió Esportiva Figueres en un partit de lliga. Set dies després seria titular a Figueres davant l'Oliana (4-0). El primer gol amb els colors blanc-i-blaus a Preferent el va marcar el 23 de març, ni més ni menys que davant el líder Masnou (2-0), en el minut 6 de la segona part. Sis jornades després, va debutar amb el primer equip Salazar, quan l'equip era en sisè lloc a 8 punts del líder Masnou. El Masnou va ser campió i el Figueres va acabar en quart lloc, amb 16 victòries, 12 empats, 10 derrotes, 63 gols marcats i 56 en contra, amb 44 punts. Lluís Coll va deixar la direcció tècnica i Pagès, que va accedir a mantenir-se en el càrrec quan Giró li ho va demanar públicament en l'assemblea del 30 de maig, digué als socis que «no prometo ni títols ni ascensos.» El lloc de Coll l'ocupà Xavi Agustí i foren baixes Anés, Faig i Vivolas. Vilarrodà va haver de deixar el club un temps, ja que fou cridat a files i acabà sent destinat a Saragossa.
El club va imposar, passat Fires, la Insígnia d'Or a Joan Lozano.

## 1975-76: Teixidor reivindica la Unió Esportiva
La pretemporada de 1975 va ser força entretinguda. Xavi Agustí va esparverar una part del club quan va proposar entrenar tres dies per setmana. No hi havia costum: «estaran mes bé físicament, però potser s'atiparan massa de futbol», va escriure un cronista figuerenc (sic). El 12 de juliol, amb una temperatura adequada per a l'ocasió, el Figueres es va enfrontar (i va perdre per 1-2) a un combinat de jugadors brasilers que jugaven en equips d'Europa.
Amb el dictador Franco a les acaballes, es va aixecar una certa polèmica entre el club, presidit per Antoni Pagès, i els organitzadors d'unes «Sis Hores de Cançó Catalana», que volien utilitzar el camp municipal per celebrar-les. En aquella instal·lació s'hi acabaven d'invertir 450.000 pessetes per millorar-la i hi havia dubtes sobre la conveniència del recital. Pagès va dir però, que «l'art i el futbol no han d'estar renyits.»
El club es va imposar en el seu propi Trofeu Ciutat de Figueres en guanyar el Girona FC (2-0) i el Manresa (1 -0).
La lliga començà i Xavi Agustí aviat s'hagué d'acomiadar de Pitu Duran, que jugà el darrer partit de la temporada amb la samarreta unionista el 12 d'octubre, coincidint amb la visita de l'Artiguense (1-0). Duran fitxà pel futbol base del Barça. En aquell partit el va substituir, curiosament, l'altre jove talent local: Pere Vilarrodà. El davanter havia pogut superar els primers mesos de mili i Agustí podia disposar d'ell. Un 4-0 en el camp de l'Europa va escalfar els ànims i els mitjans de comunicació no van pensar-s'ho dos cops a l'hora de dir que l'equip «no pasa de ser uno más del montón.» L'empat a 2 amb el San Martín (ara Martinenc) va provocar que Agustí presentés la dimissió i fos substituït per Pepe Pinto. Cinc resultats adversos consecutius, amb polèmics arbitratges, van acabar amb un intent de dimissió en bloc de la Junta Directiva, disgustada pel tracte que rebia la Unió. L'equip era a la meitat de la taula amb 12 punts (el Reus era líder amb 25). La visita al camp del Prat, el 23 de novembre, va coincidir amb el tercer dia de dol oficial per la mort de Franco. Els braçalets negres i el minut de silenci no van faltar, però el futbol tampoc (2-0). El 14 de desembre van debutar a Figueres Escudero (Betis) i el juvenil Vilar. Dues jornades després, Parés, Franch i Salazar, amb un gol per barba, farien caure el poderós filial del Barcelona, que tenia a les seves files, entre d'altres, les promeses Estella, Martínez i Molet. Els dos darrers acabarien vestint la samarreta figuerenca al cap d'uns anys. La primera volta es va acabar amb un 2-0 davant el Vic, amb gols de Franch i Pagès. La Unió ocupava la desena plaça amb 19 punts, lluny del líder Reus, que en tenia 33.
La setmana del 15 de febrer va ser pròdiga en anècdotes. A la província va prendre possessió el nou governador civil, que es deia Armando Murga, un nom ben poc escaient pel màxim representant de l'ordre. Amb el Figueres van debutar els anomenats «oriundos»: Genaro, José Manuel i Cienfuegos, reclutats en el CIR de Sant Climent Sescebes. Una decisió que seria fatal. Van jugar en el partit Figueres-Malgrat (1-0). La Federació havia tramitat les fitxes, però la seva alineació va ser impugnada i el Figueres va acabar amb un càstig desmesurat: la repetició del partit en un camp neutral i la pèrdua de 4 punts. Al final van ser 5, perquè en la repetició jugada a Palafrugell el Dijous Sant, el partit va acabar en empat. Va ser un particular via-crucis per als figuerencs, que havien aconseguit situar-se en quart lloc i guanyar el líder Reus Deportiu amb un esplèndid gol de Vilarrodà. Poc abans, en el desplaçament al camp de l'Artiguense, havia debutat el jove Vilar, de Lladó. Els «oriundos» no van jugar més aquella temporada. Després de Vilar li va tocar el torn a Semis, un altre jove del planter local.
El 22 d'abril es va jugar un partit amistós amb el Barça. EI 2-9 favorable als visitants diu quelcom, però el nom dels blaugrana ho explica tot: Sadurní, Artola, Rifé, Fusté, Albaladejo, Torres, Olmo, de la Cruz, Corominas, Heredia, Martínez, Sotil i Clarés. El camp es va omplir i amb prou feines estava lliure el rectangle de joc. En acabar el partit, es va celebrar un sopar-col·loqui a l'Hotel President, en el qual van intervenir Agustí Montal, president del Barça, Antoni Pagès, president de la Unió, i l'alcalde Pere Giró.
El campionat de Regional Preferent es va acabar amb un onzè lloc, 15 victòries, 10 empats i 13 derrotes, amb 49 gols marcats i 50 d'encaixats, que van aportar 38 punts. El campió Reus Deportiu en va sumar 51. A l'Assemblea General, Pagès va acceptar seguir un any més, amb el seu inseparable Domènech al costat, però va insinuar el nom de possibles successors per al futur proper: Manel Blasi i Emili Bach. La nota destacada la va aportar el polifacètic Pere Teixidor i Elies, en reivindicar obertament i sense embuts la recuperació formal del nom d'Unió Esportiva Figueres. Teixidor va ser llargament aplaudit pels presents. En aquells dies, Ricard Campoy va entrar a formar part de la junta de Pagès.

## 1976-77: Retorn a 3a Divisió
La temporada 1976-77 es va començar a gestar amb un important canvi sobre la taula de la Federació. Com sempre, tot eren rumors i les certeses no abundaven. Es deia abans de començar la lliga de Regional Preferent que els vuit primers passarien a formar part de la nova Tercera Divisió, una xifra que després no seria exacta però que ampliava les possibilitats de la Unió. Pepe Pinto era el tècnic contractat per aconseguir I'objectiu i havia de treballar amb les baixes de Semis i Duran (en el juvenil del Girona), Parés, Franch, Figueras i la declaració de transferible de Vicens.
La plantilla va rebre com a incorporacions més destacades les de Torrents (Girona), Cros (Olot), Fernández (Terrassa) i el retorn d'Echegoyen (Manresa), que va demanar, a part de la fitxa, una feina a la capital de la comarca. L'equip va estrenar un vestit de passeig i va posar pels fotògrafs a l'interior del Teatre-Museu Dalí en companyia del genial pintor. El porter Gabi, amb una llampant samarreta groga, i el secretari Falcó, mudat com un senyor, van destacar en aquella especial trobada.
La llista d'altes es va ampliar amb d'altres noms, entre els quals hi havia el de Carbonell, que va voler tornar a casa tot i que tenia diverses ofertes de Primera i Segona Divisió. Amb 525 socis i el desig de pujar, el club va convidar el BS Mulheim (Alemanya), el Girona FC i el Valladolid en el segon Trofeu Ciutat de Figueres, que els locals van tornar a guanyar. Només de començar la lliga, el president Pagès i I'expresident Ferreres van mantenir una petita picabaralla davant l'interès del segon per fer servir el camp com a escenari d'un míting polític.
L'equip, aliè a aquella curiosa situació impensable dos anys abans, va tirar endavant amb bons resultats i a la setena jornada ja era líder en solitari després de guanyar 2-0 el Júpiter amb gols del tàndem Pere Vilarrodà-Maestro Echegoyen.
Carbonell no va debutar fins al 21 de novembre a Andorra (2-1). Pagès va multar Fernández amb 25.000 pessetes.
La jornada següent va arribar Massergàs que havia estat intercanviat per Vicens amb el Banyoles. Amb un 4-0 a la Gramenet, el Figueres acabà la primera volta en segon lloc amb 26 punts, dos menys que el primer classificat, I'Europa.
L'any va començar amb la novetat de saber que serien 15 els afortunats que podrien pujar a Tercera d'acord amb una nova reestructuració de la Federació, la qual cosa semblava a l'abast de les possibilitats del Figueres, que lluitava aferrissadament pel liderat. Feia poc que la Unió havia empatat amb el filial barcelonista (0-0) que tenia a les seves files el jove central de Besalú Pere Gratacós.
El 6 de febrer, Pere Vilarrodà oferí un recital de futbol davant el Montcada (4-0) però creixien els rumors entorn al futur proper de Pepe Pinto. En el camp d'I'Horta (0-3) Pinto ja no hi era, ni tampoc s'assegué a la banqueta per dirigir el 8-1 amb què va caure derrotat el Tortosa el 27 de febrer. El setmanari Ampurdán, lamentà I'actitud arbitral i explicà com una mare i una filla foren maltractades verbalment per un dels jutges de línia del partit quan li demanaren amb cortesia que els recollís un mocador que havia caigut al camp. El 13 de març, el Figueres estrenà tècnic, i a més estranger: Hanke, un exjugador del Barça de l'època de Lluís Coll.
Pagès es queixà de l'ambient que es vivia al camp del Far: «Juguem com si fos a fora, sense suport del públic, amb xiulets i esbroncades constants.» Tot i això, l'equip es mantenia en segon lloc amb 43 punts, a 4 del líder, l'Europa, que en tenia 47. El filial barcelonista, amb Carrasco i Calderer a les seves files, caigué derrotat per la Unió per 5-2. El 27 de maig, en el desplaçament a Oliana, el president Pagès fou agredit per jugadors i aficionats locals. El Figueres perdé l'opció de guanyar el campionat en empatar a casa amb el Masnou (2-2) quan el líder Europa perdé en el camp del Júpiter (1-0) a la penúltima jornada. El darrer partit se saldà amb un 4-1 a Santa Coloma de Gramenet.
Per Fires no hi va haver el tradicional enfrontament de Festa Major amb cap gran equip gran; l'Espanyol havia demanat 350.000 pessetes per venir, i el club no ho va acceptar.
La Unió va acabar amb el subcampionat a la butxaca, amb 21 victòries, 6 empats i 11 derrotes, amb la formidable xifra de 82 gols marcats i 38 encaixats, amb 48 punts recollits, quatre menys que el campió Europa. Els juvenils també van guanyar la lliga. El Figueres tornà a Tercera Divisió i en l'assemblea del 10 de juny, el club imposà la Insígnia d'Or a Antoni Guasch, president de la Federació Catalana. Antoni Pagès deixà el càrrec i el substituí Manel Blasi. Pagès i Joaquim Domènech, el seu braç dret, es feren càrrec del dèficit acumulat: 900.000 pessetes.

## 1977-78: Les pilotes de Pelé i l'himne de la Unió
El retorn a Tercera Divisió no va ser gens traumàtic, i fins i tot va aportar moltes tardes de bon futbol al camp del Far. Amb Blasi de president, Lluís Coll passà a ocupar el càrrec de secretari tècnic mentre que Lluís Castañer començà la temporada com a entrenador del primer equip. La plantilla costà uns 8.000.000 de pessetes i comptà amb les incorporacions d'Ornad (Tudelano), Martínez (Langreo), Bosch (Girona juvenil), Marín (Figueres B), Duran (tornà de Girona) i Busquets (Girona), entre d'altres.
En el Trofeu Costa Brava, la Unió perdé 2-3 amb l'Osasuna, però guanyà el Palamós per 3-1.
L'estiu va ser prolífic en victòries i trofeus per a les vitrines figuerenques. El tercer trofeu Ciutat de Figueres va quedar a casa: els locals van guanyar el Girona FC (3-2). També cap a terres empordaneses va arribar el IX Trofeu de l'Estany. El Girona FC va caure derrotat per 2-1 i els banyolins van veure com els de l'Alt Empordà els guanyaven a la final (2-1).
Tot i que la lliga del grup tercer de Tercera Divisió no començà massa bé, els resultats acompanyaren al cap de ben poques jornades i el 25 de setembre el Figueres passà a compartir el liderat després d'un 3-0 a l'Oliana (gols de Busquets, Duran i Ornad). A la jornada següent s'inicià un conflicte de primera magnitud entre el club i la Federació. L'àrbitre Hervas mostrà tretze targetes en el partit Nàstic-Figueres (amb un 5-0 pels tarragonins) i la junta de Blasi dimití en bloc per protestar. L'enfrontament no arribà a més. El 23 d'octubre, el Figueres havia de jugar al camp de l'Sporting Mahonés. Els figuerencs viatjaren en avió però perderen l'aparell d'Aviaco que els havia de dur a les illes i arribaren tard al partit. Els locals guanyaren 1-0. A finals de novembre, la Unió tornà al liderat, en aquella ocasió en solitari, i el president Manel Blasi parlà de fer un esforç per intentar l'assalt a Segona B. La derrota a Andorra per 4-2 (Fernández va fer els gols figuerencs), provocà que el president critiqués els jugadors i aquests amenacessin amb fer vaga. Un sopar ho arreglà tot.
La transició estava en marxa, les vagues i manifestacions eren permeses. Els temps havien canviat, però els jugadors van seguir treballant sense aturar-se. La primera volta s'acabà amb el Barcelona Atlètic líder i el Figueres en segon lloc amb 25 punts. A la primera jornada de la segona volta, el Barça perdé a la Cava (1-0) i el Figueres aprofità una victòria a casa amb l'Endesa (2-0) per recuperar el primer lloc.
A principi del mes de febrer de 1978 va morir el soci número 2 de la Unió, Joan Comet i Geli. Per aquelles dates, un dels fills del fotògraf Meli arribà del Brasil amb dues pilotes signades personalment pel millor jugador del segle xx, Edson Orantes do Nascimiento, O Rei Pelé. Una d'elles la sortejaren entre els aficionats i l'altra quedà en propietat del club.
El València va refermar el seu interès per Pere Vilarrodà. El van fer viatjar fins a Paterna per veure'l jugar en un amistós amb el Mestalla. Els tècnics txés quedaren convençuts, però tornaren a veure'l jugar en el partit Figueres-Sporting Mahonès del 5 de març. El camp del Far bullia de satisfacció: l'equip era líder i s'imposà als illencs amb un clar 7-0. Tres dels gols els marcà Vilarrodà; Pagès i Busquets en feren un parell més cadascun.
El 17 d'abril de 1978, Pere Vilarrodà signà contracte amb el València. Tenia en aquells moments 24 anys. Per compensar el fitxatge, que no evità que el davanter de Vilatenim pogués acabar el campionat a Figueres, el València visità la capital de l'Alt Empordà per Fires. L'ambient era de gala. El partit acabà sense gols, però els valencians jugaren amb alguna de les seves figures: Carrete, Arias, Saura, Castellanos, Botubot, Felman… Poc abans, amb motiu del partit Figueres-Horta del 16 d'abril (3-1, amb 2 gols de Vilarrodà i 1 de Cros), s'estrenà l'himne de la Unió.
A la lliga, el Figueres va lluitar fins al darrer moment pel liderat. El campió va ser el Nàstic, amb 22 partits guanyats, 6 empats i 10 derrotes. Els tarragonins van sumar 50 punts, els mateixos que els figuerencs, que havien guanyat 24 partits, empatat 2 i perdut 12. El coeficient de gols van decidir el campió: el Nàstic en va marcar 70 i encaixar 28; el Figueres en va marcar més, 74, però també en va encaixar més, 44. Fernández va ser el màxim golejador local amb 19 gols, seguit de Vilarrodà amb 18.
Durant alguns dies s'arribà a remorejar que la Unió pujaria al nou campionat de Segona B, primer perquè hi havia d'haver una nova reestructuració de la lliga (en crear-se precisament aquesta nova competició intermèdia entre la Segona i al Tercera Divisió), i després per una presumpta substitució del Barça Atlètic. Però finalment no es va donar el cas i la Unió va continuar a Tercera.
Blasi anuncià que plegava, però l'Assemblea del 30 de maig li demanà la continuïtat, que acceptà, però no pas per gaire temps. El dèficit acumulat era de 3.000.000 de pessetes, però l'equip va fer una gran campanya.

## 1978-79: Emili Bach, president
Amb l'equip juvenil recent ascendit a primera divisió, el club estrenà un nou local social a la plaça del Gra. Emilio Aldecoa fou l'elegit per dirigir a plantilla unionista. L'estiu resultà força mogut, i una disputa entre el president Blasi i l'alcalde Giró per unes obres acabà amb la dimissió del primer. Emili Bach el substituí. Ningú caigué en el compte en aquell moment que la Unió Esportiva Figueres acabava d'estrenar un president que marcaria l'època més gloriosa de l'entitat.
Bach, al cap de poc temps, es convertí en la vàlvula que dirigia i controlava el Figueres des de la vella llotja del camp del Far. Arribaren a l'equip Silva, Darnés, Busso, Heredia, Veleta, Paco Boix, Juanjo i Marcos (juvenils) i Paco Muñoz (Peralada). Foren baixa Massergas, Nogué i Bayona.
La visita a Barcelona la segona jornada de lliga (2-1 favorable als locals, que jugaven amb Huguet, Guitart i Rojo, entre d'altres) coincidí amb la recent mort del mític Ricardo Zamora. La competició anava passant i la igualtat presidia els primers llocs de la classificació del grup III de Tercera Divisió. Els aficionats figuerencs seguien també amb interès la nova trajectòria de Vilarrodà a primera divisió. El seu debut es produí durant el partit València-Sporting. El de Vilatenim substituïa Felman mentre la Unió perdia a Vila-real CF (2-0).
Al cap de pocs dies, dimitiren el jugador Pena i el segon entrenador Segura. Curiosament, la Unió assolí el liderat a la jornada 13 de lliga, compartint-lo amb la Cava. Per aquelles dates debutà Paco Muñoz, amb 20 anys, amb el primer equip. El jove jugador feia temps que era pretès pels blanc-i-blaus, de quan jugava amb La Salle. Al cap d'un mes, els resultats ja no acompanyaven i l'equip baixava a la vuitena posició, Aldecoa dimití i el substituí Pepe Pinto a la jornada vintena. El Figueres perdé a Olot (3-1) i Pagès feu el gol de l'honor. EI porter banyolí Paco Boix debutà amb la Unió a Vall d'Uixó (4-3). La trajectòria unionista ja estava marcada i l'equip no va poder superar el vuitè lloc final.
La Unió guanyà 18 partits, n'empatà 2 i en perdé 18. Es va convertir en el segon equip més golejador de la lliga (73 gols) però també en el màxim golejat (66 gols encaixats en 38 partits). Acabà amb 38 punts, lluny del líder Vall d'Uixó, que en va recollir 52.
L'Assemblea del 22 de maig de 1979, celebrada a la sala gran del Casino Menestral Figuerenc, va elegir formalment l'única candidatura presentada a la presidència de la Unió, la que encapçalava Emili Bach i Grau.
Aquella temporada, Echegoyen va ser el màxim golejador amb 15 gols, i Pitu Duran va ocupar la segona plaça amb 13. Bartolomé i Cortada es retiraren. Semis i Muñoz marxaren a la mili.
El Club reté homenatge al popular àrbitre Antoni Satué, Poloni. També es feu un sopar d'homenatge a Emili Bach, en el transcurs del qual s'anunciaren les incorporacions de Vila i Ramos (Terrassa). La junta atorgà les insígnies d'Or a Joan Casademont, Lluís Padró, el practicant Pere Oliveras, els editors de la Guia Esportiva Carles Lloveras i Adolf Navarro, i a Joan Duran. Algú es va queixar perquè la insígnia no va ser concedida a Bonaventura Comet, pels seus trenta-nou anys de dedicació al club.

## 1979-80: Un pobre tercer lloc
La Unió va viure durant la dècada dels vuitanta una etapa daurada que va provocar que l'equip es donés a conèixer arreu de la geografia espanyola. Les grans campanyes a la Copa del Rei i els ascensos de Tercera a Segona B i d'aquesta categoria a la Segona A, van suposar unes pàgines glorioses en la història dels 75 anys d'existència del club figuerenc. Aquells ascensos van anar acompanyats d'altres fets significatius, encapçalats per la inauguració de l'Estadi Municipal de Futbol, situat en uns terrenys de Vilatenim, entre el riu Manol i la carretera de Roses.
Aquella dècada també va coincidir amb les primeres retransmissions televisades en directe d'alguns partits de la Unió i la proliferació de jugadors estrangers, alguns més bons que d'altres, que van combinar la seva presència a l'equip unionista amb la de jugadors nacionals de categoria que van acabar les seves carreres esportives a Figueres. Aquest va ser el cas de Paco Martínez, campió de la famosa Recopa del Barça a Basilea l'any 1978, que, un cop abandonat el futbol actiu, va fer d'entrenador i secretari tècnic, al mateix temps que el 1991 era nomenat alcalde del seu poble adoptiu, Portbou.
El Figueres va preparar la temporada 1979-80 de Tercera Divisió amb la incorporació de diversos jugadors que serien una peça clau a l'equip, que recuperà l'entrenador Emilio Aldecoa, amb Santos d'ajudant. L'arribada de Serra i Gómez, procedents del Girona, i dels terrassencs Vila i Ramos, es veuria acompanyada per l'ascens al primer equip del juvenil Ares. El club va donar la baixa a Veleta, Cros i Cortada, mentre que Bartolo s'acomiadava del futbol actiu i Semis i Muñoz marxaven a fer el servei militar. Durant la pretemporada van succeir alguns fets anecdòtics i al mateix temps lamentables, el més destacat dels quals va ser el que va protagonitzar l'àrbitre figuerenc Enric Rovira, que va ser amenaçat per uns desaprensius perquè volia arbitrar de franc un partit a benefici de l'Altem i que al final es va jugar: l'Escala i Figueres van empatar a 3 gols.
La plantilla unionista tenia en el jugador Lluís Busquets, amb trenta anys, la presència de l'experiència, al costat d'Exegoien, un altre veterà que podia garantir l'èxit davant la porteria contrària. El Figueres militava en el grup quart de Tercera Divisió. Abans de començar la temporada es va disputar el quart Torneig Ciutat de Figueres, que va guanyar l'Olot 2-1 en una final disputada amb el Nàstic. La Unió va guanyar a casa el que havia perdut a fora, ja que es va imposar als garrotxins en el Torneig de l'Estany.
El començament de lliga va ser força irregular i va forçar la destitució del tècnic Aldecoa, que va ser substituït pel barceloní Jordi Gonzalvo. Quan ja s'havia creuat l'equador del campionat, els resultats van fer aparèixer les primeres esperances d'ascens. A la penúltima jornada, el Figueres era a dos punts del líder Andorra i a un punt del segon, el Reus Deportiu. Una derrota per 1-0 a Santa Coloma de Gramenet va deixar l'equip en el tercer lloc. La directiva no va renovar Gonzalvo i el seu lloc el va ocupar Josep Seguer. El Figueres va obtenir l'únic passaport gironí per a la Copa del Rei de la temporada vinent. Va acabar la temporada amb 20 victòries, 9 empats i 9 derrotes, amb 89 gols marcats i 45 d'encaixats en 38 partits jugats.

## 1980-81: Subcampió de Tercera i fita històrica a la Copa del Rei
Amb un pressupost de 18.000.000 de pessetes i amb Seguer a la banqueta, el Figueres va preparar la temporada tot buscant l'ascens a Segona B. Per aconseguir-ho va fitxar Molet del Girona, Carbó del Mestalla, Baeta de l'Endesa i el juvenil del Lliçà Coto, entre d'altres. Seguer es va trobar amb una plantilla de 31 homes que va haver de reduir. Tenia quatre porters i se'n va fitxar un cinquè, Josep Maria Miret.
A la pretemporada, l'equip va guanyar per 3-1 el Sant Andreu a la final del cinquè Torneig Ciutat de Figueres.
A la vuitena jornada de la lliga de Tercera Divisió, el Figueres va empatar al camp de l'Europa (3-3) i tot i que l'equip era quart a la classificació, Saguer va ser substituït per Ignacio Martín Esperanza.
El Figueres va començar a llaurar la seva fama de matagegants en el torneig del K.O. tot eliminant la Gramenet i el Sabadell.
A la lliga, una victòria per 1-2 a Montilivi va portar l'equip al liderat, compartit amb el Reus Deportiu.
Mentre la directiva donava de baixa «per faltes greus i reiterades» a Vicente Zálbez Paul, li tocava el torn de perdre al Racing de Santander a la Copa del Rei (2-1 a Figueres i 1-1 en el Sardinero). L'apoteosi va arribar amb la històrica eliminatòria davant l'Hèrcules d'Alacant, tot un primera divisió que va perdre al camp del Far per 1-0. El president Emili Bach va deixar anar una frase que ho resumia tot: «Avui és un gran dia per al nostre club. Hem fet calés, sí, però hem fet també afició.» Les cròniques asseguren que van ser 10.000 persones les que van veure aquell partit. El gol el va marcar Busquets en rematar un córner llançat per Pitu Duran que Amigo no va poder aturar. En el Rico Pérez el partit va acabar amb un 3-2 que empatava l'eliminatòria. Els gols figuerencs els van marcar Vila i Baeta. A la tanda de penals posterior a la pròrroga, que no havia servit de res, el local Churruca va enviar la pilota al travesser. El xut de Busquets el va aturar Amigo. Cartagena va repetir xut al pal i els tres gols de Baeta, Molet i Exegoien van compensar un xut a fora de Carbó. En la tanda de desempat, Baena va marcar el 4-3 favorable a l'Hèrcules. Ramos va marcar l'empat a 4. Parra va enviar la pilota al pal i el porter Miret va passar a la història marcant el definitiu 4-5. L'equip va ser rebut en honor de multituds a la Rambla.
A finals de març de 1981, els diaris esportius i els periodistes dels país d'aquest ram comentaven astorats com un modest equip de Tercera havia eliminat un Primera i es plantava a vuitens de final de la Copa del Rei. El Figueres va empatar l'anada a casa contra el Burgos (1-1), però, va perdre 2-0 a la tornada. S'acabava aquella aventura.
A la lliga, seguia el frec a frec amb el Reus Deportiu. Quan faltaven dues jornades pel final de temporada, Figueres i Reus estaven empatats a 50 punts. A la penúltima jornada, es va mantenir l'empat fins que a la darrera el Reus Deportiu va empatar a Olot (0-0) i el Figueres va perdre per 1-0 davant el Barcelona Atlètic. Més de mil seguidors blanc-i-blaus van presenciar aquell partit.
El balanç de la temporada regular es va tancar amb 20 victòries, 12 empats i nomes 6 derrotes, amb 68 gols marcats i 33 d'encaixats.
La Unió, subcampiona del seu grup de Tercera, es va classificar per jugar la promoció d'ascens a Segona B. El seu rival va ser l'Sporting Atlètic, que va guanyar al camp del Far per 0-2 amb un polèmic arbitratge. Amb els asturians jugaven el porter Ablanedo i el davanter Tocornal. En el partit de tornada, es van imposar els locals per 1-0 en el camp del Mareo.

## 1981-82: El retorn de Vilarrodà
L'estiu de 1978, el davanter Pere Vilarrodà va deixar el Figueres per anar a jugar amb el València. Amb Marcel Domingo no va tenir gaire sort, però en canvi va poder jugar més quan Alfredo Di Stéfano es va fer càrrec de l'equip txe. La temporada 1979-80 va ser cedit al Castelló; abans però, havia guanyat una Recopa d'Europa amb l'equip valencianista.
A l'alta de Vilarrodà s'hi van afegir les incorporacions destacades de Llopis i el cedit Diego Orejuela, a més del porter Madir, que va substituir a Miret. Abans d'encetar la lliga del grup cinquè de Tercera Divisió, el Figueres va jugar a Vilafranca la primera eliminatòria de la Copa del Rei i va guanyar el Torneig de l'Estany. L'equip figuerenc s'havia convertit en l'ídol del futbol gironí després dels èxits de la temporada anterior, però no va arribar gaire lluny a la Copa d'aquell any.
Després de catorze jornades, l'equip ocupava una plaça discreta a la zona mitja de la classificació, a set punts del líder Badalona. Martín Esperanza va ser destituït i el seu lloc el va ocupar Isidre Sala. Una victòria a la penúltima jornada per 3-0 davant el Canovelles, amb una espectacular actuació del tàndem format per Manel Pagès i Pere Vilarrodà, va permetre a l'equip de Sala apropar-se a la quarta plaça a un punt del Barcelona. El 0-3 del darrer partit a Horta va fer que els figuerencs acabessin tercers amb 20 victòries, 8 empats i 11 derrotes, amb 67 gols marcats i 43 d'encaixats. Tot i la notable recuperació de l'equip en la segona meitat del campionat, Isidre Sala no va continuar i va ser substituït per Jordi Gonzalvo, que tornava així a terres empordaneses.

## 1982-83: Ascens a 2a B
El retorn a la banqueta de Jordi Gonzalvo va aixecar passions i rebutjos. L'afició, coneixedora de la seva trajectòria i forma de treballar, estava dividida entorn l'oportunitat de la seva contractació. El club va fitxar Narciso (Júpiter), Planas (Sabadell) i Penalba (Sestao), mentre que eren baixa Carbó i Manel Pagès. L'equip va iniciar la pretemporada en un indret que passaria a ser habitual en anys posteriors, Maçanet de Cabrenys.
Consecutivament, el Figueres va caure a les semifinals del Torneig de Vilobí i el Torneig de l'Estany, tot i ser-ne un dels equips destacats en el cartell. Però en canvi va donar la sorpresa al Torneig Nostra Catalunya i el va guanyar als penals de la final disputada a Sarrià davant el Nàstic de Tarragona.
A punt de començar la temporada a Tercera Divisió, el club va poder aconseguir els serveis d'un davanter que seria clau, el madrileny Antonio Cuevas. Un autèntic número 9 que donaria moltes satisfaccions... i gols. Cuevas va debutar a la tercera jornada i va obrir el marcador en el partit Figueres-Europa (4-2).
A la Copa del Rei, la Unió va arribar a la tercera eliminatòria, en què s'havia d'enfrontar al Reial Valladolid de primera divisió, després d'eliminar l'Hospitalet i el Sabadell. El resultat va quedar de banda després d'una actuació arbitral molt polèmica per part del valencià Fandos Hernández que va portar cua: l'opinió pública de Figueres veié influències arbitrals en els següents partits de la Unió en la lliga. En tot cas, en el partit de tornada jugat en el José Zorrilla, el Figueres va plantar cara al Valladolid, però va acabar perdent per un ajustat 3-2.
A la lliga, polèmiques arbitrals a part, l'equip de Gonzalvo seguia fent la viu-viu entre els quatre primers, lluitant amb l'Olot, el Badalona, el Terrassa, l'Horta i el Lloret per les primeres places. Al final va obtenir el subcampionat, plaça que va suposar el passaport per disputar la tercera promoció d'ascens a Segona B del club altempordanès. Olot i Figueres van ocupar les dues primeres places, amb coincidència de victòries (22), empats (10) i derrotes (6). Només la diferència de gols va permetre als garrotxins acabar en el primer lloc. El Figueres va marcar 78 gols i en va encaixar 48 en 38 partits jugats.
A la primera eliminatòria de la promoció, el Figueres va jugar i guanyar al camp de la Cultural de Durango, amb prou encert com per guanyar per un mínim però esperançador 0-1. A la tornada, amb el camp del Far ple de gom a gom, es va consumar el primer pas cap a l'ascens, amb un inapel·lable 3-1.
El següent i definitiu rival seria el Sevilla Atlético. La seva vinguda a Figueres va convocar un nombrós sector de públic immigrant que animava els dos equips al mateix temps. El Figueres va guanyar per 3-2 a l'anada i s'ho va jugar tot a Sevilla, on va empatar 1-1 i va aconseguir el salt històric a Segona B.
L'ascens es va celebrar amb profusió d'actes, mentre que Jordi Gonzalvo era elevat a heroi d'aquella gesta, juntament amb Antonio Cuevas, que feia la mili a Sant Climent Sescebes, el seu fill predilecte.
Aquell any, a més, el club va catalanitzar el nom altre cop a Unió Esportiva Figueres, el nom actual.

## 1983-84: Un debut amb bon peu
L'ascens aconseguit la temporada anterior va elevar a la categoria d'eufòric l'ambient que es va viure entorn la Unió. Tot i ser l'equip d'una senzilla però emblemàtica capital de comarca de poc més de 30.000 habitants, el Figueres va passar a ser l'equip més representatiu de les comarques gironines. Jordi Gonzalvo continuava tenint la confiança d'Emili Bach i la seva Junta Directiva. De cara a la temporada 1983-84, la primera a Segona B, el club va fitxar Majó i Lara per reforçar la plantilla. Les coses van anar bé i des del primer moment es va veure que el Figueres podia lluitar per quelcom més que la simple permanència.
A la quarta jornada, l'equip ja era segon a un punt del líder Sanse. L'1-2 en el camp d'Endesa d'Andorra va coincidir amb un trist episodi del futbol nacional: l'agressió del defensa basc Andoni Goikoetxea sobre el jugador argentí del Barça Diego Armando Maradona. Mentrestant, a Figueres seguien els bons resultats, combinats amb algunes actuacions no gaire afortunades que en diverses ocasions el porter Paco Boix es va encarregar de millorar. Lleida, Logronyès, Sestao, Sabadell, Andorra, Alabés i Nàstic eren els equips mes representatius del grup I de Segona B, en el qual jugava la Unió. Nadal va arribar amb l'equip en quarta posició, a només dos punts del líder Logronyès. Com ha passat sovint, l'afició va començar a fer volar coloms i semblava que la Segona A era cada cop més a prop, però encara haurien de passar dues temporades més per aconseguir el salt. Al final, Gonzalvo i els seus homes van tancar la primera temporada a Segona B amb un excel·lent balanç: quarts i amb bon sabor de boca. El tècnic barceloní continuaria una temporada més en el càrrec.

## 1984-85: Bach destitueix Gonzalvo
Amb un quart lloc de la temporada anterior i un equip que demostrava saber fer bon futbol, tot feia pensar que el Figueres estava destinat a aconseguir grans fites aquella temporada a Segona B. L'equip va aconseguir el seu segon Torneig Nostra Catalunya derrotant el Sabadell a la final a Sarrià en la tanda de penals.
El club va incorporar el porter Azkune, i els jugadors de camp Rebollo i Pep Boada. Però en el capítol de baixes n'hi havia de prou importants: Vila, Planas, l'irrepetible Miquel Juncà i l'ídol de l'afició local: Antonio Ramos, un dels jugadors que va marcar la dècada dels vuitanta de la Unió.
A la lliga, les coses no anaven bé. De mica en mica, la paciència d'Emili Bach vers Jordi Gonzalvo va marxar acabant, i com que la directiva havia fet un esforç per tornar a veure l'equip entre els primers, l'entrenador va ser destituït a la dissetena jornada quan la Unió ocupava el vuitè lloc de la classificació. El seu substitut va ser Pepe Pinto, que en acabar la temporada deixaria el club havent aconseguit ocupar la cinquena plaça final. Bach declararia en acabar el campionat: «Aquesta temporada no ha estat dolenta esportivament. Ara bé, hem de dir que els diumenges no hem pogut veure bon futbol i que els fitxatges no han donat el resultat que tots esperàvem. Per això, si bé la classificació ha estat bona, tot el restant no.» Ni Rebollo, ni el sevillà Choya ni el madrileny Guache van ser els homes decisius que el club buscava.
La Unió va acabar en cinquena posició del grup I de Segona B, amb 14 victòries, 15 empats i 9 derrotes, i 65 gols a favor i 50 en contra.

## 1985-86: Campió de 2a B, ascens a 2a A i nou Estadi a Vilatenim
I va arribar el moment de recomposar les coses i fer un esforç per intentar el salt a Segona A. Pepe Pinto no va renovar i el seu lloc el va ocupar un entrenador basc força desconegut, de nom Jose Manuel Esnal, nascut a Balmaseda i que era conegut amb el sobrenom de Mané. Amb ell, el club va configurar una plantilla que va comptar amb les incorporacions de Manolo Valle, Pere Gratacós, Paco Martínez, Javier Bayona, Arturo i Francesc Guitart. Renoven Paco Boix, Pitu Duran, Joan Luque, Pere Vilarrodà, Lara, Giralt, i per si faltés alguna cosa, tornava a Figueres Antonio Cuevas.
Amb un equip així, la cosa no podia fallar. A falta de quatre jornades pel final de la lliga, el Figueres es va proclamar campió del grup I de Segona B. Ja sumava 52 punts i 18 positius i es trobava molt allunyat dels seus perseguidors: Alabés (43+9) i Salamanca (43+9). Al final, el Figueres quedaria campió amb 55 punts i 17 positius i ni el Burgos (48+10) ni el Salamanca (48+10) li havien pogut fer ombra. Ens hem de remuntar però, al dia 20 d'abril de 1986. Un dia que ha passat a la història com un dels més feliços de la història del club. El camp del Far era ple de gom a gom.
Per a tal efemèride, la junta directiva que presidia Emili Bach havia emprès la construcció d'un nou terreny de joc, situat al terme de Vilatenim, a tocar de la ciutat de Figueres. El nou estadi s'anomenà Estadi Municipal de Vilatenim, estrenat el 25 d'agost de 1986 amb un partit amistós contra el F. C. Barcelona i amb victòria local per 3-1. El Barça l'entrenava Terry Venables i tenia jugadors mítics com Urruti, Julio Alberto, Amor, Archibald i Lineker. El camp estava ple de gom a gom i segons les cròniques es van recaptar 14.000.000 de pessetes. Al minut 48 de partit, El Figueres ja guanyava 3-0, amb gols d'Cuevas (heroi de la nit segons la premsa esportiva), Valor (p.) i Valdo. El gol de l'honor barcelonista el va fer Nayim al minut 86.

## 1986-87: Debut a 2a A, destitució deMané
Les següents temporades la Unió es va acomodar a la divisió de plata del futbol espanyol.
La primera temporada de la UE Figueres a Segona Divisió A va arrencar amb la pretemporada, un stage que l'equip va realitzar durant dues setmanes a la ciutat francesa de Vichy. Durant la pretemporada, l'equip va guanyar els tornejos Costa Brava i de l'Estany, i el 25 d'agost es va estrenar el nou estadi, l'Estadi Municipal de Vilatenim, amb un partit amistós contra el FC Barcelona de Terry Venables, i que va acabar amb victòria local per 3 gols a 1. La lliga, formada per 18 equips, constava de dues fases: la lliga regular, i les fases d'ascens a Primera i de permanència de la categoria. A la lliga regular, el Figueres va acabar classificat en una discreta 15a posició, i a la lligueta de permanència (formada pels últims 6 equips), va quedar classificat 2n. Cap equip va descendir a Segona Divisió B perquè la LFP va decidir ampliar a 20 equips la Segona Divisió A per a la temporada següent. El 23 de febrer de 1987, el club destituïa l'entrenador que havia dut l'equip a 2a A, Jose Manuel Esnal Mané, després de 10 jornades sense guanyar, i fitxava el tècnic gallec Luis Cid Pérez Carriega pel que restava de temporada.

## 1987-88: Segona temporada a 2a A ambPaquitoa la banqueta
La segona temporada de la UE Figueres a Segona Divisió A va arrencar el 23 de juliol de 1987, amb l'inici dels entrenaments de pretemporada, a l'antic Camp del Far. A la Copa del Rei, l'equip arribà fins als setzens de final, on perdé contra el CE Sabadell a la tanda de penals en el partit de tornada. A la lliga, amb el tècnic asturià Paquito García Gómez a la banqueta, l'equip acabà classificat en una còmoda 7a posició, amb 42 punts, a només 3 punts de la promoció d'ascens a Primera Divisió.

## 1988-89: Tercera temporada a 2a A
La tercera temporada de la UE Figueres a Segona Divisió A va arrencar el 19 de juliol de 1988, amb l'inici de la pretemporada, amb un stage a la Vall d'Aran. A la Copa del Rei, l'equip arribà fins a la tercera ronda, on perdé contra la UE Lleida. A la lliga, l'equip començà en mal peu i el club destituí l'entrenador Jordi Gonzalvo, a la jornada 14. El substitut fou Joaquín Peiró, que deixà l'equip classificat en 9a posició, amb 41 punts, a 7 punts de la promoció d'ascens a Primera Divisió.

## 1989-90: Quarta temporada a 2a A, salvats pels pèls
La quarta temporada de la UE Figueres a Segona Divisió A va arrencar el 23 de juliol de 1989, amb l'inici de la pretemporada, amb un stage a Maçanet de Cabrenys. A la Copa del Rei, l'equip perdé en primera ronda contra l'Sporting de Gijón. A la lliga, l'equip fou irregular, marcat pels canvis de director tècnic a la banqueta. Finalment, l'equip acabà classificat en 12a posició, amb 36 punts, a només 3 punts dels llocs de descens directe a Segona Divisió B.

## 1990-91: Cinquena temporada a 2a A amb Jorge D'Alessandro a la banqueta
La cinquena temporada de la UE Figueres a Segona Divisió A va arrencar el 18 de juliol de 1990, amb l'inici de la pretemporada, amb un stage a Maçanet de Cabrenys. El juny, el club havia fitxat l'entrenador argentí Jorge D'Alessandro. A la lliga, l'equip va començar molt malament, però anà remuntant fins a acabar en 7a posició, amb 39 punts, lluny, però, dels llocs de promoció d'ascens a Primera Divisió.

## 1991-92: Tocar el cel de Primera Divisió
La sisena temporada de la UE Figueres a Segona Divisió A es va planificar amb ganes de consolidar la feina iniciada l'any anterior. El Figueres va fitxar el jove defensa de la Damm Ramon de Quintana, el davanter nord-americà Peter Vermes, el també davanter granadí Gilberto, els centrecampistes del Palamós Ángel i Chiri, i va obtenir una cessió que seria clau durant la temporada, la del porter blaugrana Toni Jiménez.
El club va signar un contracte de filiació amb l'Olot, que després portaria molta cua, en virtut del qual l'entrenador Jorge D'Alessandro va poder disposar de diversos jugadors garrotxins: Xavi Pagès, Jordi Melero, Jordi Grabulosa, Pep Pagès i Carles Curós.
La Segona A d'aquella temporada va ser molt dura, amb equips que lluitaven clarament per l'ascens, com ara el Celta de Vigo, el Rayo, el Betis, el Lleida i el Racing de Santander. Però curiosament, el millor equip de tots, durant moltes jornades, va ser la Unió Esportiva Figueres, que va acabar la primera volta del campionat liderant la categoria.
Tab Ramos s'havia destapat com un dels jugadors estrangers més rendibles de la lliga i el jove porter Toni, amb la titularitat a les mans, anava fent camí cap a una fita molt important: els Jocs Olímpics de Barcelona. Una ratxa d'imbatibilitat de set partits consecutius abans d'acabar la primera volta va servir per confirmar una realitat que molts començaven a albirar: l'equip podia aspirar a l'ascens a Primera.
Mentre la lliga seguia el seu curs, i l'entrenador demanava a crits reforços per assegurar el campionat, la seva persona anava guanyant adeptes i admiració. El seu caràcter dialogant, la seva qualitat humana i fins i tot espiritual, van convertir Jorge D'Alessandro novament en un ídol, anys després d'haver triomfat a la lliga espanyola i d'haver perdut un ronyó en plena competició. Al costat del seu segon Manel Pagès, del preparador físic Ismael Dos Santos, del massatgista Gaspar Sala, del metge Ferran Bautista i del secretari tècnic Paco Martínez, va formar un equip que podia aspirar a tot. El seu carisma era tan gran, que va ser protagonista fins i tot del Full Parroquial en la seva edició del 19 de gener de 1992. En una entrevista a la pàgina central, D'Alessandro deia sobre el Figueres que no s'havia d'oblidar «que som un equip modest, amb moltes dificultats, però formem un equip de gent treballadora que intentem sempre el millor.»
A la recta final del campionat regular, el Figueres va perdre pistonada, i d'un ascens més que segur va passar a haver de lluitar amb el Rayo i el Betis per les tres places de darrere el líder Celta. Les dues primeres posicions donaven pas a l'ascens directe a Primera. La tercera i la quarta optaven a la promoció. Al final, el Celta va quedar campió (53+15); el Rayo, segon (48+0); el Figueres, tercer (47+9) i el Betis, quart (46+8). La classificació per a la promoció va ser celebrada amb cava en els vestidors i alegria a la grada, encara que amb el regust d'haver perdut una ocasió irrepetible de pujar directament.
A la promoció va haver d'enfrontar-se al Cadis. El primer partit s'havia de jugar al Ramon de Carranza. L'afició es desplaçà amb l'equip amb un avió de la companyia Air Europa. Altres aficionats arribaren a terres andaluses pels seus propis mitjans. A les habitacions de l'hotel es vivia amb agitació el dia abans del partit, mentre la gent mirava per televisió l'arribada de la Flama Olímpica al port grec d'Empúries. El Figueres va perdre per 2-0, però encara mantenia algunes esperances. A la tornada, Vilatenim vivia un ambient de somni, les grades eren plenes i la ciutat vibrava amb l'equip. TV3 va televisar tots dos partits.
La capital de la comarca s'aturava per viure noranta minuts en espera d'un miracle. D'Alessandro donava ànims als seus homes i no parava de petonejar la creu que portava penjada al coll. El partit començà i el Cadis no afluixava. Al final el partit acabà en un empat insuficient (1-1) i el somni s'esvaí.
Amb la derrota en la promoció començà una desfeta d'incalculables proporcions. Una bona part dels jugadors marxaren de l'equip. D'Alessandro fitxà pel Betis i el club, anant cap a la reconversió en societat anònima esportiva, veié inflat el seu dèficit amb una temporada que va costar cents de milions.
L'eliminatòria per a l'ascens suposà quelcom més que una fita històrica, fou el tancament d'un cicle presidit per Emili Bach. La seva màxima il·lusió, l'ascens a Primera, no es materialitzà, i amb ell, Figueres i la comarca visqueren el despertar d'un somni que havien tingut a l'abast de la mà. Bach confessà que «ho he donat tot pel futbol i el futbol m'ha donat moltes coses bones, però també grans decepcions.» En la llista de les segones, apareixen les figures sense escrúpols d'alguns jugadors professionals que van passar pel club.

## 1992-93: Descens a 2a B, cocaïna, serbis i poc futbol
La setena i darrera temporada de la UE Figueres a Segona Divisió A va començar amb la marxa de D'Alessandro al Betis, però no fou l'única. Tab Ramos l'acabà acompanyant a Sevilla. Vermes tornà als Estats Units. El Rayo i el Saragossa s'esbatussaven pel campió olímpic Toni, que al final marxà cap a Madrid, a l'equip de l'inefable Ruiz Mateos. Altimira acceptà una oferta del Badajoz. Tito Vilanova saltà a Primera a les files del Celta de Vigo. El massatgista i home de confiança dels jugadors, Gaspar Pat Sala, deixà el club, igual que el delegat, Ismael Grifeu. Amb aquell panorama, Emili Bach decidí fitxar l'exjugador i entrenador de Premià Miquel Corominas. L'equip mantingué, però, alguns jugadors clau: Márquez, Duran, Valentín, Urbieta, Ferrer, Comas. Manel Pagès mantingué el càrrec de segon entrenador.
La pretemporada cridava al pessimisme, i Corominas aviat demostrà, segons els rumors, ser poc pacient i dir les coses pel seu nom. El seu sistema de joc i de treball no convencia quasi ningú. A la quarta jornada fou destituït a les oficines del club, situades al carrer Moreria. Corominas sentencià: «La directiva no té ni idea de futbol.» Li comunicaren el cessament el dissabte al migdia, després del darrer entrenament de la setmana, i poques hores abans del partit Figueres-Sestao. Manel Pagès segué accidentalment a la banqueta. L'equip, descompost i tens, perdé per 1-2 (l'únic gol local el va marcar Alejo).
El Consell d'Administració fitxà ràpidament Pichi Alonso. El tècnic arribà amb el temps just per anar a RCD Mallorca (4-0). L'equip era cuer amb 2 punts i 4 negatius. EI 18 d'octubre, Arseni Comas marcà un solitari gol que permeté guanyar al Lugo. El club no tardà a rescindir el contracte d'Edel, López i Raigón. Per contra, arribà el primer reforç de la competició, el jugador Vladan Dimitrijevic, cedit per l'Albacete. Vladan s'uní al golejador Zoran Stojadinović i encetaren així el grup dels serbis a Figueres mentre es mantenia més viva que mai la Guerra dels Balcans a l'antiga Iugoslàvia. La seva presència no fou gens conflictiva, però sovint eren reclamats pels mitjans de comunicació per parlar més de política que de futbol. L'1 de novembre, dia de Tot Sants, el Figueres guanyà el potent Valladolid (1-0), amb un gol de penal de Márquez. Al cap d'uns dies saltà la bomba informativa de l'any: el jugador andalús José Manuel Monsalvete, cedit al Figueres pel Betis, donà positiu de cocaïna en el control antidòping del dia dels difunts. Ell ho negà en un primer moment, però la contraanàlisi ho confirmà i el centrecampista es convertí en el tercer cas de dopatge registrat en el futbol espanyol. El sancionaren i va haver de tornar cap a Sevilla.
El 13 de desembre, el Figueres empatà a Lleida (1-1), amb un ambient més que carregat. Els lleidatans manifestaren una increïble animadversió cap als figuerencs. El periodista castelloní Pitu Anaya patí aquella actitud per part dels seus propis companys de la cadena radiofònica per la qual treballava quan era a la zona de premsa del Camp Municipal de Lleida. A Figueres es tornà a recordar el crit de «Cádiz, Cádiz!!!» que els aficionats del Segrià van entonar pocs mesos abans, quan es disputava la promoció d'ascens a Primera.
El 17 de desembre es produí un altre fet clau d'aquella temporada: el formidable defensa Alejo viatja a Vigo amb el vicepresident Josep Serra i signa contracte amb el Celta. La Unió perdia una part del seu potencial defensiu... i ofensiu. Alejo era un gran rematador de cap en els córners.
L'inici de la davallada va arribar el dia de Sant Valentí a Badajoz. Els locals van golejar la Unió amb un marcador d'escàndol: 7-1. Pozo va ser el protagonista, enamorant-se del gol i essent l'autor de cinc dels set encerts extremenys.
Després d'empatar amb el Compostel·la a casa (2-2), Ramon de Quintana fou cridat a la selecció sub-21.
A finals de febrer, la Unió passà a ser l'equip més golejat de Segona, amb 39 gols encaixats. Per postres, el porter Ferrer es lesionà i l'hagué de substituir el jove Ángel Campos, un noi de Roses que feia temps que esperava la seva oportunitat en companyia d'un altre jove porter, el portbouenc Antoni Marín.
El 14 de març, el Figueres feu un favor al Lugo, perdé per 2-0, amb la qual cosa li permeté sortir de la cua i caigué ell mateix en la zona de descens directe. Entremig d'aquells successos, el Logronyès va cedir un altre serbi, Dejan Marković, i el Saragossa va fer el mateix amb César i Fuertes. Després arribaria el quart jugador balcànic, Kopunović. La millor incorporació, però, va ser la del barcelonista Lluís Cembranos, que va venir a Sant Climent Sescebes a fer la mili. Va debutar amb la Unió l'11 d'abril amb motiu del Figueres-Palamós (2-0). En deu jornades va marcar sis gols. La seva aportació va ser destacada, però no pas suficient.
Per Fires, la Unió perdé a casa amb el Vila-real CF (0-1), que tenia ben poques possibilitats de salvar la categoria. Aquella derrota va complicar la situació figuerenca fins a extrems insospitats. El líder Lleida va arrancar un empat de Vilatenim (0-0). El comportament del públic empordanès, malgrat els precedents, va ser exemplar.
El 30 de maig, el Betis guanyà a Figueres (0-3) i uns aficionats andalusos perderen els papers a la sortida del partit. El vicepresident Aureli Teixidor intentà posar pau i acabà sacsejat per diferents cantons. Els nervis ja estaven a flor de pell. La Unió perdé també a Santander l'antepenúltima jornada (3-1), tot i que encara quedaven esperances, perquè l'equip era cinquè per darrere. En l'últim partit jugat a casa s'imposà amb rotunditat al Marbella (4-1).
A la darrera jornada calia un miracle per eludir el descens. La possibilitat més assequible passava per una victòria figuerenca a la Ciudad Deportiva del Reial Madrid i per una victòria del Barça B en el Mini Estadi davant el Bilbao Atlètic. El Barça B perdé en un partit desastrós i que aixecà sospites mai comprovades. La Unió va fer la feina i va guanyar a Madrid (2-3), amb un darrer gol de Lluís en el minut 91.
L'equip quedà en 17a posició, empatat a punts amb l'SD Eibar però amb el gol-average desfavorable. Així doncs, el Figueres no pogué evitar el retorn a Segona B. L'equip havia sumat només 32 punts, amb 11 victòries, 10 empats i 17 derrotes, i amb 41 gols marcats i 59 d'encaixats.
El 30 de juny, Emili Bach abandonà definitivament, després de diverses pròrrogues, la presidència de la Unió Esportiva Figueres. Dels 691 accionistes de la societat anònima esportiva en què es va convertir el club, només 150 assistiren a l'assemblea del 26 de juliol, en què Albert Domínguez fou elegit president en substitució de Bach. L'empresari s'acomiadà de tots els qui considerà que havien estat al seu costat amb un aperitiu a l'Hotel Travé. En aquell acte, tots els expresidents vius es feren una foto per a la posteritat.

## 1993-94: El gol, absent, impedeix el retorn
El retorn a Segona Divisió B de la temporada 1993-94 va provocar una important davallada d'abonats de l'entitat. El Consell d'Administració, presidit per Albert Domínguez, feu un considerable i meritori esforç per cobrir el pressupost i millorar significativament el capítol d'ingressos atípics. El club fitxà el tècnic Waldo Ramos i col·locà el central Pere Gratacós, retirat del futbol actiu, com a ajudant de l'entrenador. El fisioterapeuta i llicenciat d'Educació Física David Capel substituí Carles Tome. Ismael Dos Santos es mantingué en el càrrec de preparador físic i coordinador del futbol base.
L'estiu i la pretemporada tornaren a ser moguts. El defensa gironí Ramon de Quintana s'enfrontà al club a través del seu pare. Al final el jugador acabà fitxant per l'Osasuna. Lluís Cembranos tornà al FC Barcelona. Johan Cruyff el tenia ben ullat i no tardaria a fer-lo debutar amb el primer equip. Àngel Campos protagonitzà un altre fet polèmic, quan signà contracte amb el Palamós, deixant la junta figuerenca amb un pam de nas. Alejo i Vilanova, des de Galícia, recomanaren el fitxatge d'un porter desconegut, Emilio López (Celta). La plantilla rebé l'arribada dels vallesans Manolo Sánchez, Ramón i Priego (Sabadell) aprofitant el descens burocràtic d'aquest equip. També s'incorporaren Sagué i Planagumà (Girona FC), Quique i Curós (Olot), Keko (Granollers), Espejo (Sporting, cedit), Boixassa (Escola Garrotxa, posteriorment cedit al Roses), i Àngel Cortada (que retornà de Vilobí on havia jugat cedit).
Els intocables Duran, Ferrer, Comas, Valentín i Márquez formaven l'espina dorsal d'un equip que aspirava de nou a l'ascens. Els acompanyava el serbi Stoja, l'únic estranger que continuava en el club, malgrat que en aquella categoria no estaven permesos, perquè tenia encara un any de contracte.
Començà la lliga, i la Unió aviat se situà entre els primers. El 3 d'octubre, el club reté un merescut homenatge als dos socis de més edat: Anna Cusí i Riera de Vall (90 anys) i Josep Costa i Llandrich (86 anys). Després d'empatar a casa amb l'Manlleu (0-0), sorgí una frase que es reiterà sovint per justificar els resultats poc llustrosos: «L'equip no està adaptat a la categoria.»
El 31 d'octubre moria l'expresident Francesc Sargatal.
Waldo Ramos fou qüestionat pel seu mètode de treball i per la imatge que donava l'equip en el camp. El 21 de novembre Stoja ja no va jugar: «Ha plegat», va dir de manera seca un directiu. Arribà ràpidament un substitut, l'exlleidatà Bernal.
Dos fets marcaren Nadal: el porter Emilio havia tret definitivament l'opció de la titularitat a Quim Ferrer, que, molt professionalment, acatà la decisió del tècnic i continuà treballant a l'espera d'una oportunitat, que no va arribar. Per un altre costat, el 22 de desembre, la Lliga de Futbol Professional aprovà inicialment una presumpta reestructuració de Segona A en dos grups. La reestructuració va ser la taula de salvació a la qual s'agafà la Unió, els jugadors, els directius, els aficionats i els periodistes per a tornar l'equip on era pocs mesos abans.
En el darrer partit de la primera volta, el Figueres empatà a casa sense gols amb el líder, el Gramenet (28+10). Els figuerencs eren vuitens amb 21+1. A finals de gener arribaren Embela (Terol) i Engonga (Racing). El 30 de gener, l'equip guanyà el Santa Eulàlia d'Eivissa (0-1). La jornada següent empatà contra el Cartagena (0-0) i sumava deu partits d'imbatibilitat amb el peculiar honor de ser el conjunt que havia empatat més partits de tot el futbol nacional. El 27 de febrer la Unió guanyà 3-4 a Premià i se situà en tercer lloc (35+7). La victòria següent davant l'Andorra a Vilatenim (1-0) suposà la quinzena jornada d'imbatibilitat... però els rumors d'un possible cessament de Waldo reneixeren. El 3-0 en el camp del Yeclano el 13 de març va fer caure l'entrenador. Waldo Ramos fou destituït «perquè l'equip no fa espectacle.» La Unió era en quart lloc, amb plaça de play-off d'ascens, amb 35+7. Davant el Sant Andreu (1-0, gol d'Embela) debutà el tècnic argentí Raúl Longhi, que abans havia entrenat el Nàstic i també l'Espanyol. La reestructuració sonava amb força de nou. El 27 de març el Figueres visitava Montilivi, 3.000 espectadors van anar veure el partit. La Unió perdé per la mínima.
El 10 d'abril passà un fet sense precedents: el València B visità l'Estadi de Vilatenim. El cel estava tapat, la temperatura no era excessivament baixa. Tot semblava normal. Començà el partit i cavien algunes gotes que de mica en mica es tornaren més grosses, compactes i blanquinoses. De cop, caigué la calamarsada més gran que s'havia vist en molts anys.Per la ràdio s'anuncià que «l'àrbitre suspèn el partit en el minut 19 perquè el camp ha quedat totalment tapat per l'aigua gelada.» A la Rambla no hi havia caigut ni una gota. El partit es reprengué el 20 d'abril però acabà com va començar (0-0).
Amb la Unió lluitant per una plaça de promoció, Márquez fallà un penal en el minut 90 en el camp del Llevant amb 2-1 en el marcador. Per guanyar-se de nou l'afició, Márquez fou el màxim protagonista del partit següent davant el Manacor (3-0), fent dos dels tres gols, i l'equip tornà al quart lloc de la classificació.
A la darrera jornada, els nois de Longhi empataren al camp del campió, la Gramenet (1-1), amb gol de Márquez al minut 81.
A la lliga regular, el Figueres acabà 4t classificat, amb 46 punts, 14 victòries, 18 empats i 6 derrotes, amb 42 gols a favor i 28 en contra.
El Consell d'Administració de la Unió Esportiva Figueres va programar a les acaballes de la temporada 1993-94 els actes de celebració del 75è aniversari de la fundació de l'entitat. Xavier Xinxó, secretari general de l'entitat, coordinava aquells actes amb el suport de diversos consellers de la Societat. El 12 d'abril de 1994 va ser el dia escollit per a la celebració dels primers esdeveniments. Era dimarts, i el president Albert Domínguez va inaugurar una exposició retrospectiva a la sala de l'Antic Escorxador, a partir del fons fotogràfic i documental de Ricard Falcó. El mateix dimarts, l'Ajuntament va lliurar a l'entitat la Fulla de Figuera de Plata de la ciutat, i a l'expresident Emili Bach, la Medalla de Plata al Mèrit Esportiu. El secretari general de l'Esport de la Generalitat, Josep Lluís Vilaseca, va anunciar l'atorgament a Bach de la medalla de Forjador de l'Esport. En aquella mateixa sessió, presidida per l'alcalde Marià Lorca, Albert Domínguez va lliurar la insígnia d'Or de l'entitat al pintor Josep Martínez Lozano, que va oferir una aquarel·la commemorativa al club. En acabar la temporada, la Unió va organitzar un Fòrum de debat al Museu de l'Empordà. A finals de març de 1995, el mateix Museu va acollir una històrica subhasta d'art, en què van participar la majoria de pintors de reconegut prestigi de la comarca.
Gramenet, Manlleu, Llevant i Figueres, per aquest ordre, es barrejaren amb els quatre primers classificats dels altres grups de Segona B per decidir el nom dels quatre ascensos a Segona A. La Unió empatà el primer partit a casa amb l'Alavès (1-1) amb gol de Ramón; empatà també a Huelva amb el Recreativo tot i jugar amb nou jugadors (0-0), el guanyà a Vilatenim (1-0) amb gol també de Ramón, i empatà a Vitòria amb una defensa èpica i amb un camp de Mendizorroza abocat sobre l'Alavès (0-0). Figueres i Getafe CF s'ho havien de jugar tot en un doble enfrontament. A l'Alt Empordà continuà la sequera (0-0). El partit el televisà el Canal 33, igual que el decisiu de tornada. En el camp de las Margaritas de Getafe CF, el públic cridava consignes anticatalanes. L'afició figuerenca no fallà i es desplaçà amb autocar fins a Madrid. EI partit resultà vibrant, però la pressió ambiental pesà massa sobre l'àrbitre López de la Fuente. Márquez fou objecte d'un penal de llibre que el col·legiat, proper a la jugada, no s'atreví a assenyalar. L'empat inicial es tornà dramàtic. El Getafe CF ascendí i el Figueres es mantingué per segon any consecutiu a Segona B. La Unió només havia encaixat un gol en tot el play-off. La festa del 75è aniversari quedà coixa.

## 1994-95: La fi d'un cicle
La marxa de Tintín Márquez, que va signar contracte amb l'Europa, acabat d'ascendir a Segona B, el davanter Ramón i el porter Emilio, que va retornar a Segona A a les files del CD Badajoz, van ser les baixes més significatives de l'equip unionista.
La plantilla que va confeccionar el cos tècnic, encapçalat per Raúl Longui i l'assessor Pichi Alonso, va incorporar alguns joves talents del futbol estatal, a part de fitxar dos davanters dels quals tothom n'esperava molt: Arturo Luís Patiño (Deportivo de la Coruña) i Salvador Soriano (Elx CF). A ells dos es van unir Jordi Melero (Girona FC), el porter Rodri (CD Tortosa), el defensa mallorquí Miquel Àngel Salas (At. Balear), els centrecampistes Manolo Muñoz (Alabès) i Arnau Sala (AEC Manlleu), i el davanter Jaume Escala (CF Gavà).
Raúl Longhi es va emportar tres juvenils a la preparació de pretemporada celebrada a Font-romeu: Miranda, Pérez i Hernández. Al mateix temps, el fisioterapeuta David Capel passava a ocupar també la plaça de preparador físic, en substitució d'Ismael Dos Santos, mentre Jordi Pagès continuava de delegat i Pere Gratacós es convertia en el nou coordinador del futbol base. Només quatre jugadors, Quim Ferrer, Albert Valentín, Arseni Comas i Pitu Duran, representaven la vella guàrdia de la dècada dels vuitanta.
El Figueres va fer un bon paper a la pretemporada, i va lluir amb especial intensitat a la Copa Catalunya, que va disputar-se a Vilatenim. Després d'eliminar el Girona FC, l'Amer i el Masnou, en els quarts de final, la Unió va superar el Barça (2-2) a la tanda de penals. El camp era ple, sobretot de joves aficionats. La presència del campió del món Romario va atreure molt públic. Quim Ferrer va ser l'heroi de l'eliminatòria amb una gran actuació. A les semifinals, l'Espanyol va eliminar la Unió (1-1), també a la tanda de penals.
A la Copa del Rei, el Figueres va superar la primera eliminatòria davant el Girona FC, però va caure davant l'Ontinyent CF.
A la lliga de la temporada de Segona Divisió B 1994-95 tot va anar força bé fins a Nadal. El Figueres, sense jugar excepcionalment, es va situar en quart lloc a quatre punts del segon, el Castelló. Les tres setmanes de descans de les festes nadalenques van ser fatals, i la Unió va perdre pistonada de forma progressiva. El club va fitxar el jove Maceda (UA Horta). A finals de març, Soriano va ser traspassat l'AD Guíxols. Longhi va fer debutar progressivament els juvenils Prats, Hernández i Santos, però el 2 d'abril va abandonar el càrrec després d'un decebedor 0-4 davant el Terrassa FC. L'equip va baixar al desè lloc i va perdre els dos únics positius que tenia. Curiosament, Longhi va plegar a la trentena jornada, la mateixa en què havia arribat Waldo Ramos un any abans. Pere Gratacós es va fer càrrec provisionalment de l'equip, mentre el Consell d'Administració negociava la incorporació de Xavi Agustí, que es va fer efectiva la mateixa setmana, el 4 d'abril. L'equip no es mouria de mitja taula i acabaria en novena posició, lluny de les places de promoció, amb 39 punts, 14 victòries, 11 empats i 13 derrotes, amb 44 gols a favor i 40 en contra.

## 1995-96: De les esperances a la decepció de Vallecas
La temporada va començar amb una pretemporada positiva, en què es van jugar partits contra equips modestos però amb grans golejades i bones sensacions. Es va guanyar altre cop el Torneig de l'Estany i només es va perdre el partit de presentació a Vilatenim contra el RCD Espanyol.
A la lliga regular de Segona Divisió B, les coses van començar malament, però ràpidament l'equip de Xavi Agustí es va refer i de la jornada 16 a la 33 el Figueres no es va moure de la cinquena posició. Finalment, es va complir l'objectiu de classificar-se per a la lligueta de play-off d'ascens a Segona Divisió A a la penúltima jornada. El Figueres va quedar en tercer lloc i va sumar, en total, 17 victòries, 14 empats i 7 derrotes, amb 63 gols a favor i 41 en contra.
A la lligueta de play-off d'ascens a Segona Divisió A, el Figueres va tenir opcions de pujar fins a la penúltima jornada a Vallecas contra l'Atlético de Madrid B, on va perdre per 3 gols a 1. Finalment, l'equip va quedar en segona posició de la lligueta, per darrere justament del filial de l'Atlético de Madrid, amb 2 victòries, 3 empats i 1 sola derrota, amb 5 gols a favor i 5 en contra. Es perdia una altra gran oportunitat de retornar a la categoria de plata del futbol espanyol.

## 1996-97: Una altra promoció d'ascens desaprofitada
La temporada 1996-1997 de la UE Figueres va arrencar el 4 d'agost de 1996 amb un amistós al camp del CE Agullana.
A la Copa del Rei, l'equip va caure en primera ronda contra el Terrassa FC.
La trajectòria a la lliga regular de Segona Divisió B va ser irregular, i a la jornada 25, després de quatre derrotes consecutives, la junta directiva va destituir l'entrenador Xavi Agustí. El secretari tècnic Albert Valentín es va fer càrrec de l'equip provisionalment, fins que al cap d'una setmana es va fitxar l'entrenador basc Peio Bengoetxea per la resta de la temporada. L'equip va anar de menys a més i es va situar en zona de promoció d'ascens quan faltaven tres jornades. A la darrera jornada, a Vilatenim, un gol de Pep Pagès va donar el bitllet per a la lligueta de play-off d'ascens a Segona Divisió A en l'empat a 1 gols contra el Yeclano Deportivo. El Figueres va quedar en quart lloc i va sumar, en total, 18 victòries, 9 empats i 11 derrotes, amb 57 gols a favor i 35 en contra.
A la lligueta de play-off d'ascens a Segona Divisió A, el Figueres no va tenir cap opció de pujar: va perdre 5 dels 6 partits, els darrers dos contra el Real Jaén, el campió del grup C que pujava a Segona A.

## 1997-98: De més a menys
La temporada 1997-1998 de la UE Figueres va arrencar el 3 d'agost de 1997 amb un amistós a Agullana, on l'equip realitzava l'stage de pretemporada.
A la lliga de Segona Divisió B l'equip va començar amb molt bon peu i va estar en zona de promoció a Segona A gairebé tota la primera volta de la temporada. Però les coses es van tòrcer i els mals resultats van fer que la junta directiva destituís l'entrenador Alfons Muñoz a la jornada 25, el 9 de març, l'endemà de la derrota a Vilatenim contra l'UDA Gramenet. El secretari tècnic Albert Valentín es va fer càrrec de l'equip durant dues jornades fins que el 19 de març, dia en què el club fitxà l'entrenador del Palafrugell Francesc Guitart pel que restava de temporada. L'equip no només no millorà, sinó que acaba pitjor, en setena posició, a 12 punts de la zona de promoció d'ascens a Segona A, amb 15 victòries, 10 empats i 13 derrotes, amb 62 gols a favor i 47 en contra.
A la Copa del Rei, en canvi, l'equip va fer molt bon paper, eliminant el RCD Espanyol de José Antonio Camacho en segona ronda i posant contra les cordes el València CF de Claudio Ranieri, a Mestalla, a la pròrroga, en tercera ronda.

## 1998-99: Un equip de mitja taula
La temporada 1998-1999 de la UE Figueres va arrencar el 2 d'agost de 1998 amb un amistós a Agullana.
A la lliga de Segona Divisió B les coses es van tòrcer aviat i de seguida es va veure que l'equip no podia aspirar a pujar de categoria. Els mals resultats van convertir l'objectiu del club a salvar la categoria. Després d'una ratxa de set partits sense guanyar, amb tres derrotes consecutives, l'entrenador Francesc Guitart va presentar la seva dimissió de manera «irrevocable», decebut amb alguns jugadors. Al cap d'una setmana el club va fitxar el tècnic José Antonio García Escribano, el qual va reconduir l'equip en les darreres jornades, guanyant quatre dels vuit últims partits. Finalment, el Figueres acabà en vuitena posició, a 11 punts de la zona de promoció d'ascens a Segona A, amb 14 victòries, 11 empats i 13 derrotes, amb 43 gols a favor i 38 en contra.
A la Copa Catalunya, l'equip va anar passant eliminatòries fins a plantar-se a semifinals, on va ser derrotat a Vilatenim pel RCD Espanyol per 1 gol a 2 (Juli Sunyer pel Figueres i Samuel Eto'o i Sergio González pels pericos).

## 1999-00: Vilatenim, un fortí a 2a B
La temporada 1999-2000 de la UE Figueres va arrencar el 31 de juliol de 1999 amb un amistós a Llançà. A la lliga de Segona Divisió B l'equip va sumar sis victòries en les set primeres jornades, fet que el va col·locar líder del grup fins a mitjan octubre. A partir de llavors, va entrar en una mala ratxa de resultats i a principis de desembre ja va sortir de la zona de promoció d'ascens a Segona Divisió A. Es va mantenir en la zona noble de la competició durant tota la temporada, amb opcions de tornar a entrar a la zona de promoció d'ascens fins a la darrera jornada, però els rivals directes van fer la feina i s'esvaïa, un any més, el somni de tornar a la categoria de plata. Finalment, el Figueres acabà en sisena posició, a només 4 punts de la zona de promoció d'ascens a Segona A, amb 17 victòries, 9 empats i 12 derrotes, amb 48 gols a favor i 39 en contra. La premsa va destacar la feina de l'entrenador, García Escribano, el qual es va convertir en el primer tècnic del Figueres, en els darrers quatre anys, a completar tota la temporada sense ser destituït. També es va subratllar el bon paper de l'equip al Municipal de Vilatenim, ja que va ser el millor equip local de la categoria, amb 39 punts de 57 possibles.

## 2000-01: Plantofades i ungles trencades a Vilatenim
La temporada 2000-2001 de la UE Figueres va arrencar el 29 de juliol del 2000 amb un amistós a Llançà. El 17 d'agost, el Figueres va guanyar, per tercer cop, el Torneig Costa Brava contra el Girona FC per 0 gols a 3. A la Copa Catalunya va caure en primera ronda contra l'AD Guíxols, i a la Copa del Rei a 32ns de final contra el RCD Mallorca de Luis Aragonès.
A la lliga de Segona Divisió B l'equip va fer un final de primera volta i un inici de segona volta molt bons, i va arribar a estar en zona de promoció d'ascens a les jornades 21, 23 i 24, el gener del 2001. Però les coses es van tòrcer ja al febrer, en què l'equip només va sumar dos punts. El març va ser irregular, i a més, va anar acompanyat de la polèmica amb els àrbitres i l'incident del partit contra l'UDA Gramenet a Vilatenim, en què el jugador sant-colomenc Javier Lombardo, fitxat a l'estiu, va ser acusat d'agredir una sòcia del Figueres a la tribuna de l'estadi després que aquesta li recriminés haver celebrat el penal xiulat per l'àrbitre Juan Carlos Gil Oteiza a favor dels de Santa Coloma de Gramenet. La directiva va decidir imposar-li una sanció econòmica «per danyar la imatge del club.» El 22 d'abril, la directiva destituí l'entrenador, García Escribano, just acabat el partit contra el CE Hospitalet a Vilatenim, a causa dels mals resultats i per la «provocació» de fer entrar al terreny de joc, justament, el «conflictiu» migcampista Lombardo. El director esportiu Albert Valentín el substituí fins a finals de temporada. Finalment, el Figueres acabà en vuitena posició, a 8 punts de la zona de promoció d'ascens a Segona A, amb 16 victòries, 8 empats i 14 derrotes, amb 55 gols a favor i 47 en contra. La premsa va destacar l'evident mal paper de l'equip a Vilatenim, que contrasta amb el gran rendiment a domicili, amb 10 victòries i 32 punts de 57 possibles.

## 2001-02: Fent història a la Copa del Rei
Si per alguna cosa es recordarà la temporada 2001-2002 de la Unió Esportiva Figueres no serà precisament pel 13è lloc a la classificació a la lliga de Segona Divisió B, amb 47 punts i més a prop del descens que dels tres primers (Barça B, Espanyol B i Saragossa B), ni tampoc perquè va ser la primera vegada que el Figueres militava al grup 2 (i no 3) de 2a B, barallant-se amb els equips bascos. Als afeccionats de la Unió encara se'ls posa la pell de gallina quan tanquen els ulls i rememoren el gol de Kali Garrido a la pròrroga del partit de 32ns de final de la Copa contra el Barça amb l'estadi de Vilatenim ple a vessar; el recital a Còrdova als quarts de final; l'adéu per la porta gran a Riazor contra el Deportivo en les semifinals, la rebuda a la plaça de l'Ajuntament...
En uns mesos de somni, la Unió de Pere Gratacós i Arseni Comas, i Albert Domínguez a la presidència, es va desfer del Terol (3a), el FC Barcelona (1a), l'Osasuna (1a), el Novelda (2a B) i el Còrdova (2a A) abans de cedir enfront del Deportivo de la Corunya (1a) en unes semifinals agòniques en l'edició 2001-02 de la Copa del Rei.
Un partit històric va ser el de 32ns de final contra el Futbol Club Barcelona en un estadi de Vilatenim ple de gom a gom el 7 de novembre del 2001. El Barça, amb un equip carregat d'internacionals (Xavi Hernández, Carles Puyol, Marc Overmars, Thiago Motta, Geovanni, Saviola...) i amb un pressupost pròxim als 30.000 milions, va veure com un equip modest de la divisió de bronze del futbol espanyol el derrotava a la pròrroga amb un gol de Kali Garrido. Aquell partit fou un aparador per la ciutat mentre la premsa internacional es feia ressò de la humiliant derrota soferta pel Barça. Era la tercera vegada que la Unió derrotava en partit oficial un equip de Primera Divisió (Hèrcules el 1981 i Espanyol el 1997 havien patit la mateixa situació).
Vint dies més tard, el Figueres derrotava, als 16ns de final i als penals, un altre 1a, l'Osasuna, aguantant amb fermesa defensiva 120 minuts durant els quals l'equip navarrès va dominar clarament el joc. La Unió igualava així la seva millor participació històrica a la Copa, els vuitens de final de la temporada 1980-81.
Els 8ns de final es jugaren el mes de desembre, contra un altre equip de 2a B, el Novelda alacantí. El Figueres va fer bo la victòria per 2-1 al Municipal de Vilatenim, ja que la tornada, a l'estadi de la Magdalena, passada per fang i amb incidents a l'autocar de la Unió al final del partit, va acabar amb empat a 0 gols.
A 4ts de final, el Figueres va haver d'enfrontar-se al Còrdova de 2a A. La inesperada victòria per 0-2 del Figueres a l'estadi Nuevo Arcángel va fer que l'equip es mentalitzés per escriure una de les pàgines daurades de la història del club el 16 de gener de 2002. L'empat a 0 gols a Vilatenim permetia a la Unió accedir per primer cop a la història a semifinals de la Copa del Rei.
El miracle de la Unió va començar a diluir-se a Vilatenim el 24 de gener del 2002, l'últim cop que el camp de Vilatenim s'ompliria de gom a gom. El sevillà Diego Tristán, jugador del Deportivo de la Corunya, tot un 1a (campió de la Primera Divisió tot just feia 2 temporades, la 1999-00), va fer l'únic gol del partit d'anada de semifinals, la qual cosa significava que totes les aspiracions del Figueres per arribar a la final de la Copa depenien de marcar com a mínim un gol a Riazor. La tornada, doncs, va disputar-se el 30 de gener del 2002 a La Corunya. Diego Tristán va tornar a marcar pel conjunt gallec al minut 7 de partit, la qual cosa volia dir que el Figueres havia de fer 2 gols per classificar-se per a la final. Per posar emoció a aquells minuts finals, l'àrbitre va assenyalar un penal a favor dels alt-empordanesos al minut 90 de partit, que va transformar Piti. El Figueres estava a un sol gol del miracle en temps de descompte, però quan Juli s'escapava sol per encarar el porter rival l'àrbitre va xiular el final del partit. S'acabava el somni.
Però continuaven les celebracions. Aquella nit, unes 200 persones es van acostar a la plaça de l'Ajuntament de Figueres per rebre a l'expedició de la Unió. Amb orquestra de fons, els jugadors del Figueres van ser rebuts com uns herois. Se sentien crits d'Unió! Unió! Pere Gratacós i tots els jugadors van dedicar unes paraules a tots aquells qui es van acostar a la plaça de l'Ajuntament.
L'endemà mateix, va arribar el reconeixement públic per part d'entitats esportives i de fora del món del futbol, com per exemple la recepció dels jugadors al Palau de la Generalitat de Catalunya per part del president Jordi Pujol.
El Figueres era l'equip revelació de la temporada, la premsa en parlava amb sorpresa i simpatia. Fins i tot la Reial Federació Espanyola de Futbol va convidar la plantilla a presenciar la final del torneig que es va celebrar a l'estadi Santiago Bernabéu, el 6 de març de 2002, i que acabaria guanyant precisament el Deportivo davant del Reial Madrid per 2-1.

## 2002-03: Ressaca copera i salvatsin extremis
L'èxit esportiu i mediàtic de la UE Figueres a la Copa del Rei de la temporada anterior va causar un relaxament en la competició de la regularitat. L'equip havia quedat 13è a la lliga de Segona Divisió B i es va acabar salvant amb més pena que glòria. I és el que va tornar a passar a la temporada 2002-2003: mals resultats i patiment fins al darrer instant. A mitja temporada, a més, després d'una pèssima ratxa de 12 partits sense guanyar, el club destituïa l'entrenador Pere Gratacós i fitxava el tècnic Manolo Jiménez per al que restava de temporada. No obstant aquest canvi a la banqueta, el club no es va refer i va acabar classificat en 16è lloc, fet que implicava jugar-se la permanència a la promoció. Dos gols d'Eloi Fontanella al camp del CD Calahorra van encarrilar l'eliminatòria, i un gol més de Rubén Blaya a Vilatenim va certificar la permanència a Segona Divisió B una temporada més.

## 2003-04: Sense pólvora
La temporada 2003-2004 de la UE Figueres va arrencar amb una pretemporada atípica, condicionada pel nou format de la Copa Catalunya, fet que va dificultar a la Unió trobar rivals de la seva categoria per disputar partits amistosos. A la lliga de Segona Divisió B les coses van començar malament ben aviat, i després d'una primera volta per oblidar, amb només 4 victòries i una mala ratxa d'11 partits sense aconseguir els 3 punts, l'11 de gener del 2004 el club destituí l'entrenador Manolo Jiménez, que fou substituït la setmana següent pel tècnic andalús Francisco López Alfaro. Després d'uns quants triomfs, sobretot a Vilatenim, l'equip ja estava salvat a la jornada 34. Finalment, el Figueres acabà en tretzena posició, només 4 punts per sobre de la zona de descens a Tercera Divisió, amb 11 victòries, 12 empats i 14 derrotes, amb tan sols 29 gols a favor i 40 en contra.

## 2004-05: Dificultats econòmiques
La temporada 2004-2005 de la UE Figueres a Segona Divisió B va arrencar el 18 de juliol amb un partit amistós a Vilatenim contra el FC Barcelona de Fank Rijkaard, Ronaldinho, Andrés Iniesta, Leo Messi i companyia, amb derrota per 1-2. El 18 de juliol l'equip va presentar-se oficialment a Vilatenim amb un altre amistós de prestigi, contra el RCD Espanyol de Miguel Ángel Lotina, amb derrota per 0-2. A la lliga, l'equip de Josep Maria Gonzalvo va fer una campanya prou bona, acabant vuitè, la millor posició a la classificació de Segona B d'un equip català, amb 12 victòries, 15 empats i 11 derrotes, amb 39 gols a favor i 40 en contra, però ja amb el rum-rum dels problemes econòmics del club, que a finals de maig, per boca de la junta, ja admetien que haurien de reduir el pressupost per a la temporada següent a la meitat.

## 2005-06: «Poca gent a l'Estadi»
La temporada 2005-2006 de la UE Figueres a Segona Divisió B va estar condicionada per la rebaixa del pressupost de l'entitat a gairebé la meitat, fet que va comportar la sortida de molts jugadors que acabaven contracte a finals de juny. La situació econòmica era tan greu que ja es posava damunt de la taula l'opció de renunciar a la categoria de Segona Divisió B i jugar a Tercera Divisió, fusionant la Unió Esportiva Figueres amb el seu filial, la Fundació Esportiva Figueres, si no s'aconseguia una empresa inversora que assumís el cost de la categoria, com durant tants anys va fer el Grup Miquel Alimentació. En aquella temporada d'impàs, a l'espera d'una empresa o grup inversor, el club va resistir una campanya més a Segona Divisió B, amb una digna primera volta, salvant matemàticament la categoria a la jornada 36. Finalment, el Figueres acabà classificat en catorzena posició, amb 11 victòries, 10 empats i 17 derrotes, amb 36 gols a favor i 48 en contra.

## 2006-07: Els canvis de nom i de seu social, ladesapariciói larefundaciódel club
L'estiu de 2006, l'empresari Enric Flix, propietari de la casa d'apostes esportives Miapuesta.com, adquirí el control accionarial de l'entitat i decidí canviar la seva denominació a Unió Esportiva Miapuesta Figueres, SAD. Al llarg de la temporada 2006-2007 a Segona Divisió B, Flix es queixà públicament de la baixa afluència d'aficionats al Municipal de Vilatenim i de falta de suport per part de l'Ajuntament, denunciant grans pèrdues econòmiques. El Miapuesta quedà 12è al final de temporada, salvant així la categoria.
Però en una polèmica assemblea, el 28 de juny de 2007, Flix impulsà el trasllat del club a la població de Castelldefels, denominant-lo Unió Esportiva Miapuesta Castelldefels. Fou una proposta presentada per sorpresa a la seva junta d'accionistes i que prosperà amb l'únic vot d'aquest accionista. Un grup de socis presentà una impugnació a aquesta decisió, encara pendent de resoldre de forma definitiva. L'11 de juliol, el Jutjat Mercantil de Girona prengué la mesura cautelar de paralitzar els acords adoptats a la junta impugnada i designà un administrador judicial (Nitus Santos, exjugador, entrenador, director esportiu i president) per portar les regnes del club fins que no aparegués la sentència definitiva. Aquestes mesures cautelars, però, van ser aixecades pel mateix jutjat l'1 d'agost, donant-se via lliure, per tant, a l'aplicació dels acords de la junta. El 24 d'agost la RFEF va acceptar finalment la inscripció de la nova UE Miapuesta Castelldefels amb l'estadi a la localitat del Baix Llobregat, cosa que va significar a la pràctica la desaparició de la Unió Esportiva Figueres com a club de futbol empordanès, si bé legalment es tractà d'un canvi de nom i ubicació, i no pas d'una desaparició.
Per la seva banda i per tal d'evitar que aquesta desaparició es fes efectiva, la gent del Figueres es va posar a treballar per la continuïtat del projecte esportiu de 88 anys d'història de la Unió, amb una nova entitat legal (fundada el 2007), i amb un equip que inicià la seva trajectòria esportiva a la categoria de Tercera Territorial (actualment Quarta catalana), la més baixa del futbol català. La nova UE Figueres fou inscrita al grup 29 de la Tercera Territorial Catalana l'agost del 2007.

## 2007-08: Campió de Tercera Territorial (grup 29) i ascens
La primera temporada de la nova etapa, a Tercera Territorial (actualment Quarta Catalana), amb Marcel·lí Coto d'entrenador, es tancà amb un primer gran èxit: la UE Figueres va aconseguir l'ascens a Segona Territorial (actualment Tercera catalana) invicte, en assolir 33 victòries, 1 empat i cap derrota, per a un total de 100 punts sobre 102 possibles; i un balanç de 194 gols a favor i 22 en contra.

## 2008-09: Campió de Segona Territorial (grup 15) i ascens
La següent temporada, a Segona Territorial (actualment Tercera Catalana), també acabà de forma brillant. El club va aconseguir l'ascens a Primera Territorial (actualment Segona Catalana) en assolir 26 victòries, 6 empats i 2 derrotes, per un total de 84 punts de 102 possibles; i un balanç de 119 gols a favor i 29 en contra.

## 2009-10: Campió de Primera Territorial (grup 1) i ascens
La següent temporada, a Primera Territorial (actualment Segona Catalana), també acabà amb èxit. El club va aconseguir l'ascens a Regional Preferent (actualment Primera catalana) en assolir 22 victòries, 3 empats i 6 derrotes, per un total de 69 punts de 96 possibles; i un balanç de 64 gols a favor i 25 en contra.

## 2010-11: Subcampió de Regional Preferent (grup 1) i ascens
La quarta temporada de la Unió després de la refundació del club i després del tercer ascens consecutiu de categoria amb Marcel·lí Coto d'entrenador, també va ser un èxit amb el nou entrenador Arnau Sala: al grup 1 de la Regional Preferent (actualment Primera Catalana) l'equip quedà segon classificat de la categoria, només 2 punts per sota del campió, el CF Ripollet, amb un total de 22 victòries, 5 empats i 7 derrotes, i amb un balanç de 71 gols a favor i 29 en contra. Amb la reestructuració de les categories regionals de la Federació catalana de futbol, els 5 primers classificats del grup 1 de Regional Preferent van ascendir directament al grup corresponent de la nova Primera Catalana, de manera que el Figueres encadenaria el quart ascens consecutiu de categoria.

## 2011-12: Campió de Primera Catalana (grup 1) i ascens
La següent temporada, a Primera Catalana, culminà amb l'objectiu plantejat assolit: tornar (30 anys després) a la Tercera Divisió espanyola de futbol. L'equip quedà líder de la nova categoria Primera Catalana en assolir 24 victòries, 6 empats i 4 derrotes, per un total de 78 punts de 102 possibles; i un balanç de 73 gols a favor i 28 en contra. A més, va guanyar el campió de l'altre grup de Primera, la UE Rapitenca, per 0-3, en el Trofeu de Campions de Catalunya.

## 2012-13: Estabilitat a 3a
Les següents temporades la Unió es va acomodar a la quarta categoria del futbol espanyol.
La primera temporada a Tercera Divisió de la nova etapa de la Unió Esportiva Figueres va arrencar el 19 de juliol de 2012, amb l'inici de la pretemporada. La presentació oficial a l'estadi de Vilatenim va tenir lloc el 28 de juliol en un partit amistós contra la UE Llagostera de la Segona Divisió B, davant d'uns 350 espectadors, amb el resultat d'1 a 4 a favor dels gironins.
Durant l'estiu, l'equip havia realitzat 12 renovacions, 6 fitxatges i 7 baixes, però la gran novetat va ser el relleu a la presidència del club. Pere Aguado deixava el club després de 5 temporades seguides com a president, des de la refundació del club, el 2007, i el substituïa José Antonio Revilla, vicepresident de l'entitat també des del 2007.
L'equip, que tornava a Tercera Divisió 29 anys després, va fer una bona campanya, i va quedar en 5a posició, només una per sota de les places d'ascens a Segona Divisió B.

## 2013-14: Baixes sensibles i pocs fitxatges
La segona temporada consecutiva a Tercera Divisió de la nova etapa de la Unió Esportiva Figueres va arrencar el 22 de juliol de 2013, amb l'inici de la pretemporada. La presentació oficial a l'estadi de Vilatenim va tenir lloc el 31 de juliol en un partit amistós contra el CE Farners de la Primera Catalana, davant d'uns 250 espectadors, amb el resultat d'empat a 2 gols.
L'equip, que havia renovat gran part de la plantilla, amb baixes sensibles i amb pocs fitxatges, va fer una primera volta discreta, que li va costar el càrrec a l'entrenador Xavi Punsí el mes de gener. Però amb el nou entrenador, Francesc Cargol, les coses tampoc van anar gaire millor, i l'equip va acabar classificat a mitja taula, molt més a prop de les posicions de descens a Primera catalana que de les posicions de promoció a Segona Divisió B.
En canvi, a la Copa Catalunya l'equip va fer molt bon paper, i va arribar fins a la 6a eliminatòria de la 2a fase, després d'eliminar quatre equips, i es va enfrontar contra el Girona FC de la Segona Divisió, però va perdre a la tanda de penals.

## 2014-15: Promoció d'ascens a 2a B
La tercera temporada consecutiva a Tercera Divisió de la nova etapa de la Unió Esportiva Figueres va arrencar el 21 de juliol de 2014, amb l'inici de la pretemporada. La presentació oficial a l'estadi de Vilatenim va tenir lloc el 10 d'agost en la 2a ronda de la Copa Catalunya contra la UE Llagostera de Segona Divisió A (que es va presentar amb el seu filial), davant d'uns 400 espectadors, amb el resultat d'empat a 1 gols. El Figueres va guanyar a la tanda de penals. A la següent ronda, però, quedà eliminat pel Cerdanyola del Vallès FC.
L'equip, que havia renovat gran part de la plantilla, amb baixes sensibles però amb fitxatges notables, va fer començar la lliga de manera preocupant, fins al punt que a la jornada 8, a meitat octubre, l'equip era penúltim. El club va decidir destituir el tècnic Francesc Cargol i va apostar per Eduardo Vílchez. Amb el nou entrenador, la situació de l'equip va millorar, estant diverses jornades en la zona noble de la classificació. Però no va ser fins a l'últim sospir de l'última jornada al camp del CF Pobla de Mafumet que va aconseguir el 4t lloc, posició que li permetia disputar la promoció s'ascens a Segona Divisió B.
A l'anada de la 1a ronda de la fase d'ascens a Segona Divisió B a Vilatenim (amb la millor entrada de la temporada, amb gairebé 2.000 espectadors), el Figueres guanyà el CD Numancia B per 2 gols a 1. Però a la tornada, a Sòria, el 30 de maig, quedà eliminat en perdre per 1 gol a 0 amb la regla dels gols en camp contrari. El Figueres continuaria una temporada més a Tercera Divisió.

## 2015-16: Bon paper a la Copa Catalunya
La quarta temporada consecutiva a Tercera Divisió de la nova etapa de la Unió Esportiva Figueres va arrencar el 15 de juliol de 2015, amb l'inici de la pretemporada. La presentació oficial a l'estadi de Vilatenim va tenir lloc el 25 de juliol, en el partit amistós contra la UE Olot de la Segona Divisió B que va acabar amb 0 gols a 1 a favor dels garrotxins.
A la lliga, l'equip va fer una temporada discreta, i va quedar classificat a mitja taula. En canvi, a la Copa Catalunya l'equip va fer molt bon paper, i va arribar fins als quarts de final, on va caure derrotat pel FC Barcelona B de la Segona Divisió a la tanda de penals.

## 2016-17:ChichoPèlach agafa el relleu a la banqueta
La cinquena temporada consecutiva a Tercera Divisió de la nova etapa de la Unió Esportiva Figueres va arrencar el 18 de juliol de 2016, amb l'inici de la pretemporada, en la qual l'equip va fer una estada de tres dies a l'Armentera. La presentació oficial a l'estadi de Vilatenim va tenir lloc el 30 de juliol en un partit amistós contra l'Al-Wahda de la màxima competició dels Emirats Àrabs Units, davant de 200 espectadors.
Durant l'estiu, l'equip havia realitzat 14 renovacions, 3 fitxatges i 5 incorporacions de la casa (el retorn de Bonaventura i el pas de Valeros, Torquemada, Vila i Genís). No obstant, la gran novetat va ser la incorporació de Narcís Chicho Pèlach a la banqueta de la Unió, que dirigiria l'equip com a primer entrenador (la temporada passada havia compaginat l'activitat de jugador amb la d'entrenador del primer equip juvenil).
L'equip va fer un mal inici de campanya a la lliga, estancat a la 16a posició durant diverses jornades, no guanyant cap partit fins al mes d'octubre. A partir d'aquell primer triomf a Vilatenim contra l'AEC Manlleu, l'equip es va recuperar i va pujar fins a la 6a posició, però en una campanya global irregular la Unió ja no es mouria de la mitja taula i va acabar 9è (amb 50 punts, tot just 1 punt menys que la passada).

## 2017-18: Altes i baixes a dojo
La sisena temporada consecutiva a Tercera Divisió de la nova etapa de la Unió Esportiva Figueres va arrencar el 17 de juliol de 2017, amb l'inici de la pretemporada.
Durant l'estiu, l'equip havia canviat dos terços de la plantilla, amb 14 baixes (destaca la del capità, Pedro del Campo, que va fitxar per la UE Olot de la Segona Divisió B), realitzant tan sols 7 renovacions, fitxant fins a 7 jugadors i pujant 2 juvenils al primer equip (Pep Chavarría i Joel Vilalta). Èric Torres va esdevenir el darrer jugador incorporat al club el 2017, el 20 d'octubre, i Marc Bonaventura va ser repescat el de gener de 2018.
La temporada de la Unió va ser discreta, acabant amb 53 punts, en 10è lloc a la taula classificatòria. La temporada va estar marcada per la marxa de l'entrenador Chicho Pèlach al CF Peralada-Girona B el gener de 2018, deixant l'equip a càrrec de l'entrenador José Luis de los Reyes Gordillo i els seus ajudants, Aitor Yeto i Damià Abella. A l'abril, el president José Antonio Revilla va anunciar que deixaria la Unió a finals de temporada, després d'onze anys al club, els sis darrers com a president.
L'últim partit de la temporada, el 22 de maig de 2018, va ser un amistós al Municipal de Vilatenim contra el Girona FC de la Primera Divisió, que inicià els actes del Centenari del club. Els gironins van guanyar per 0 gols a 6.

## 2018-19: L'any del Centenari
La setena temporada consecutiva a Tercera Divisió de la nova etapa de la Unió Esportiva Figueres va arrencar el 16 de juliol de 2018, amb l'inici de la pretemporada, en la qual se celebrà el Centenari del club. Els mals resultats de la primera volta van situar el club a la zona baixa, prop del descens. Aquest fet va desencadenar la destitució de l'entrenador, Joan Esteve; Xavier Agustí va substituir-lo en el càrrec. Amb 49 punts, finalment, l'equip va quedar classificat en 12a posició, llunys dels llocs de descens, però lluny també dels llocs de promoció a Segona Divisió B.
En el dia del Centenari, el 13 d'abril de 2019, el club rebé la Medalla d'Or de la ciutat per part de l'Ajuntament de Figueres en un acte al Teatre Municipal El Jardí.

## 2019-20:Salvatsper la Pandèmia
La vuitena temporada consecutiva a Tercera Divisió de la nova etapa de la Unió Esportiva Figueres va estar marcada per la interrupció de la lliga a la jornada 27, el 8 de març de 2020, a causa de la pandèmia per coronavirus. El 6 de maig, la RFEF va donar per acabades les competicions de Segona Divisió B i Tercera Divisió. D'aquesta manera, el Figueres va acabar classificat en 14a posició, després d'una temporada fluixa en què l'equip s'anava acostant als perillosos llocs de descens.

## 2020-21: Salvats a l'última jornada
La novena temporada consecutiva a Tercera Divisió de la nova etapa de la Unió Esportiva Figueres va estar marcada pels mals resultats a la Primera Fase de la lliga, que van provocar la dimissió del tècnic i gerent del club, Javier Salamero, a finals de febrer. L'equip va acabar classificat en 9a posició, antepenúltim de la Primera Fase, i va haver de jugar la Segona Fase per la Permanència a la nova Tercera RFEF, amb la incorporació del tècnic Moisés Hurtado a finals de març. L'equip no va poder assegurar la continuïtat a la categoria fins a l'última jornada de lliga, quan va guanyar el CF Igualada per 2 gols a 1 a Vilatenim en el temps de descompte, quedant 4t classificat, tan sols una posició per sobre dels llocs de descens a Primera catalana.

## 2021-22: Descens a 1a catalana, deu anys després
La temporada 2021-22 de la Unió Esportiva Figueres a la nova Tercera Divisió RFEF va estar marcada per les lesions de jugadors importants del primer equip, fet que va fer debutar més de deu jugadors de l'equip juvenil. En zones perilloses durant tota la temporada, va ser en el tram final del curs quan l'equip va perdre partits contra rivals directes i no va poder evitar el descens a Primera Catalana, deu anys després.

## 2022-23: Tocar de peus a terra
El descens de la Unió Esportiva Figueres a Primera Catalana va comportar moltes entrades i sortides de jugadors i una reestructuració de l'organigrama del club en un estiu mogut. A la lliga, els mals resultats van provocar fins a tres canvis d'entrenador. L'objectiu de la primera volta era atrapar el FC Escala, que acabaria campió de grup i l'únic a ascendir a Tercera RFEF, però a mesura que avançava el campionat l'objectiu principal es va convertir a quedar entre els cinc primers classificats per pujar a la nova Lliga Elit. No va ser, però, fins a la darrera jornada que el Figueres va obtenir el passi definitiu a aquesta nova categoria.